# Église Saint-Martin de Heilles
L'église Saint-Martin est une église catholique paroissiale située à Heilles, dans l'Oise, en France. Son clocher central est roman et date de la première moitié du XIIe siècle, mais la base fut reprise en sous-œuvre vers le milieu du XVIe siècle, et a perdu son caractère roman. La reprise a permis de relier les croisillons du transept à la fois au chœur et à la nef par des passages berrichons, cas unique dans la région. Le chœur fut reconstruit au milieu ou pendant la seconde moitié du XIIIe siècle dans un style gothique rayonnant un peu rustique, avec des chapiteaux et des clés de voûte sans décor sculpté. Il est néanmoins intéressant pour représenter l'un des rares exemples de l'application de ce style à des petites églises rurales. Le transept suivit peu de temps après, et ne fut apparemment pas voûté. La nef unique, rebâtie à la même époque, conserve son plafond lambrissé d'origine, tandis que les croisillons furent équipés de voûtes factices pendant la seconde moitié du XIXe siècle. La croisillon nord subit des remaniements plus importants, et est presque exclusivement néo-gothique. Du bas-côté nord de la nef, ne subsistent plus que les grandes arcades bouchées. L'église Saint-Martin a été inscrite aux monuments historiques par arrêté du 12 août 1993. Elle est aujourd'hui affiliée à la paroisse Sainte-Claire de Mouy, et les messes dominicales y sont célébrées que quatre à cinq fois par an, le samedi à 18 h 30.

## Localisation
L'église Saint-Martin est située en France, en région Hauts-de-France et dans le département de l'Oise, dans la vallée du Thérain, au pied du versant septentrional du plateau de Thelle, sur la commune de Heilles, à la sortie est du bourg en direction du hameau de Mouchy-la-Ville et Mouy, rue de l'Église (RD 512), près de la mairie-école. Elle est entourée de l'ancien cimetière, bien visible depuis la route, et dégagée d'autres constructions. L'élévation méridionale est alignée sur la route. Le site est dominé par un coteau boisé du côté sud, qui plonge l'église dans la pénombre la plupart du temps. Le manque d'ensoleillement et les eaux de ruissellement exposent l'édifice à des problèmes d'humidité permanents. Un peu plus au nord, s'étend le marais de Mouchy. 

## Historique

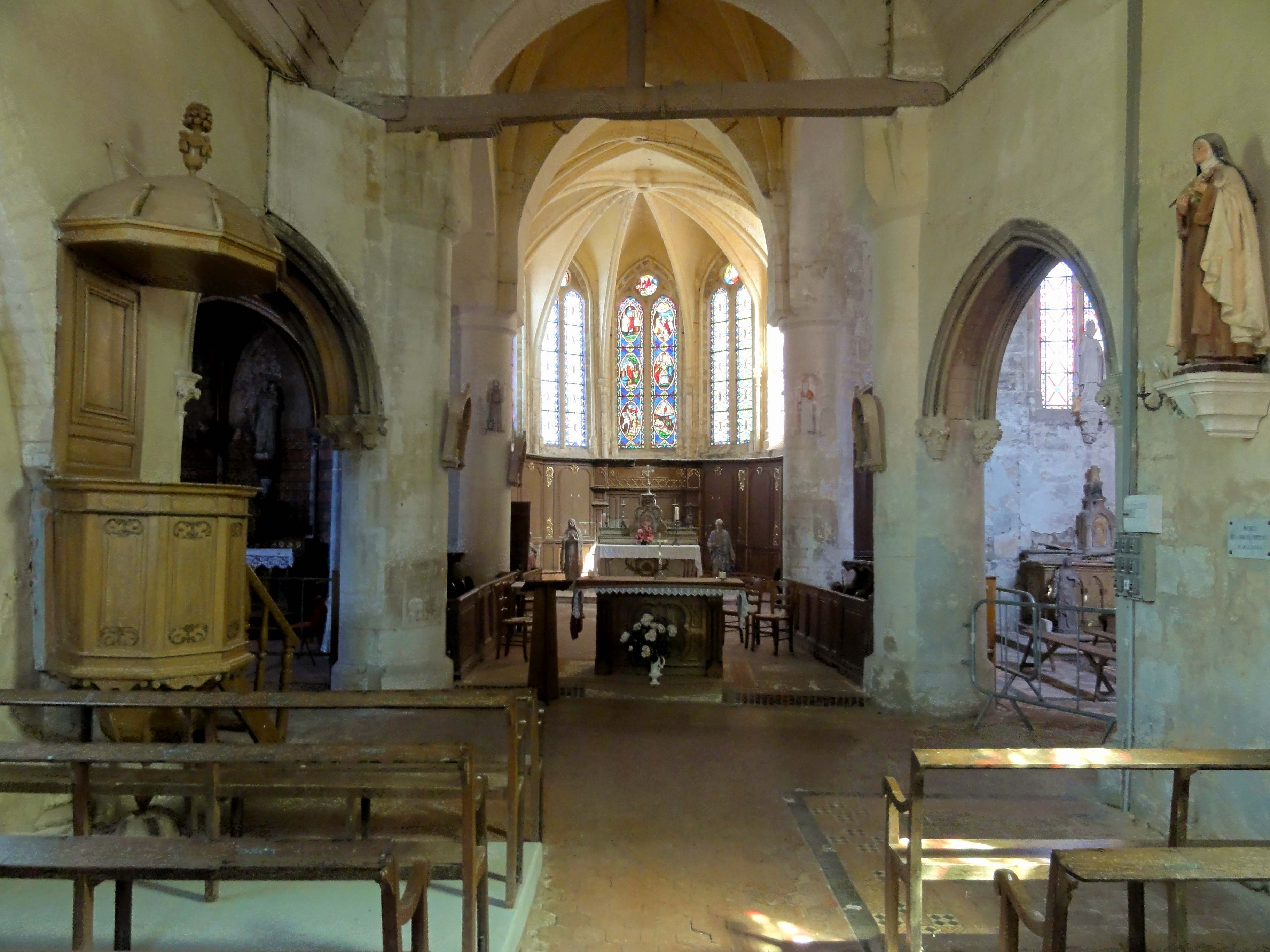
Nef, vue sur le transept.

L'église est dédiée à saint Martin de Tours. L'histoire de la paroisse et de son église reste méconnue, et l'on ignore sa date de fondation. Tous les renseignements sur les différentes étapes de construction sont à tirer de l'analyse archéologique. La partie la plus ancienne de l'église est l'étage de beffroi du clocher, que les chapiteaux archaïques à volutes d'angle et à godrons, et la corniche beauvaisine très saillante, permettent de rattacher à l'architecture romane du début du XIIe siècle. Il rappelle encore ce que devait être le clocher d'Hermes avant son effondrement. La nef non voûtée pourrait remonter à la même époque, mais aucun élément conservé en élévation ne parle dans ce sens. Les fenêtres en tiers-point du côté sud ne paraissent pas être issues d'un remaniement, car les murs sont assez homogènes tout autour, et le portail occidental ainsi que le petit portail bouché du côté sud sont nettement gothiques. Les dessins qui se détachent en bas-relief sur les tympans évoquent les remplages des baies rayonnantes, et c'est justement au style rayonnant que se rattache le chœur. Mais les chapiteaux aux corbeilles nues, les clés de voûte non décorées, les bases détruites et les réseaux rustiques de ses fenêtres ne permettent pas de préciser la période de construction exacte, d'autant plus que l'authenticité des réseaux n'est pas assurée.

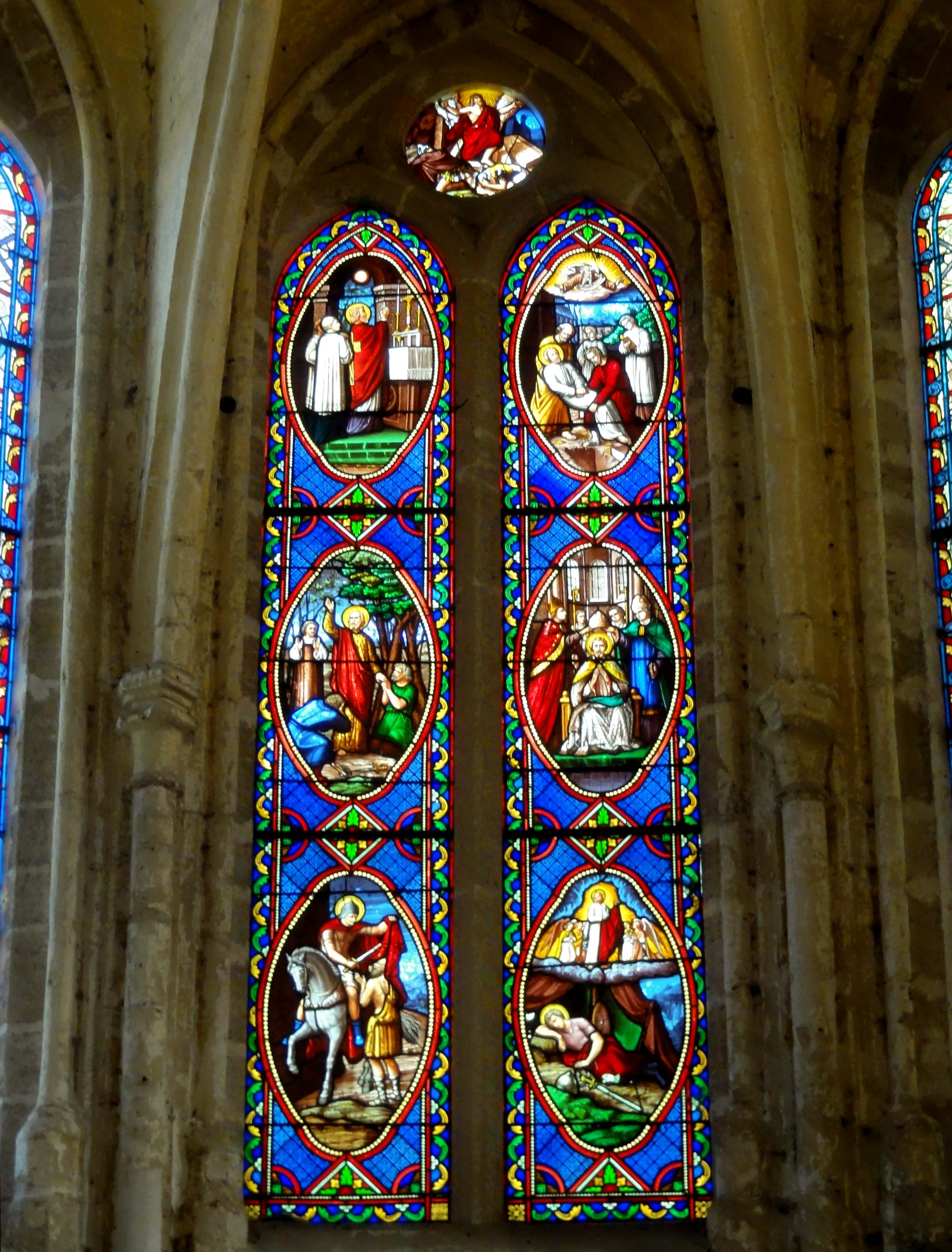
Verrière d'axe (1865).

C'est à une époque nettement plus tardive qu'appartient la base du clocher, dont les piliers et arcades ont été totalement reprises en sous-œuvre vers le milieu du XVIe siècle. La sculpture reste à l'état d'ébauche, mais les ogives prismatiques de la voûte, qui s'inscrivent dans le style gothique flamboyant, et les arcades en plein cintre au sud, à l'ouest et au nord, qui annoncent la Renaissance, indiquent la période de transition entre ces courants d'architecture à l'époque indiquée. Plus problématique est la datation des deux croisillons du transept. Le croisillon nord, qui abrite la chapelle de la Vierge, fut reconstruit en 1855 aux frais de l'abbé Millière, vicaire général. Sa fausse voûte d'ogives, son absidiole, sa fenêtre du côté nord et sa rosace côté ouest sont néo-gothiques. Les traces de la jonction avec l'ancien bas-côté nord de la nef, ajouté puis démoli à des époques indéterminées, furent effacées lors de la création de la rosace. Le croisillon sud, ou chapelle Saint-Claude, subit une reconstruction analogue au dernier quart du XIXe siècle, mais sans adjonction d'une absidiole. Les fenêtres du chœur furent « réparées » en 1865 aux frais de la commune, et quatre parmi elles furent dotées de vitraux en grisaille. La baie d'axe reçut une verrière polychrome,.
Sous l'Ancien Régime, la paroisse relève du doyenné de Mouchy-le-Châtel, de l'archidiaconé de Clermont, et du diocèse de Beauvais. Le collateur de la cure est le chapitre Saint-Michel de Beauvais. Il détient aussi un tiers de la dîme du village, les deux autres tiers revenant au chapitre de Mouchy. La cure est à portion congrue, et ses revenus annuels se limitent à vingt-quatre mines de blé, douze d'avoine, un cochon, une toison et un oison. L'église Saint-Martin est inscrite aux monuments historiques par arrêté du 12 août 1993. Elle est aujourd'hui affiliée à la paroisse Sainte-Claire de Mouy. C'est une très grande paroisse, qui s'étend sur dix-huit communes, et compte une vingtaine d'églises. Puisque le curé est seul à assurer le service paroissial, les célébrations se font rares dans les villages. À Heilles, les messes dominicales se limitent à la période hivernale de novembre à mars, et ont lieu le samedi à 18 h 30 en alternance avec Balagny-sur-Thérain et Hondainville.

## Description

### Aperçu général

Plan de l'église.

Orientée un peu irrégulièrement, avec une nette déviation de l'axe vers le sud-est du côté du chevet, l'église répond à un plan cruciforme, et se compose d'un porche ouvert devant le portail occidental de la nef ; d'une nef unique non voûtée ; d'un transept débordant, dont la croisée sert de base au clocher ; et d'un chœur composé d'une très courte travée droite et d'une abside à sept pans. L'unique bas-côté de la nef, au nord, a disparu. Comme particularité, des passages berrichons font communiquer non seulement les croisillons avec la nef, mais également avec le chœur. Une tourelle d'escalier occupe l'angle entre nef et croisillon sud, et une sacristie se situe au nord du chœur. La nef est recouverte d'un berceau lambrissé. Les croisillons sont pourvus de fausses voûtes d'ogives en matériaux légers. La croisée du transept et le chœur sont voûtés d'ogives. Le portail occidental constitue l'unique accès à l'église. La nef et les croisillons possèdent des toitures à deux rampants couvertes de tuiles plates du pays, avec des pignons à l'ouest, au nord et au sud. Le chœur possède un toit à croupes également couvert de tuiles plates, et le clocher est coiffé d'une pyramide de charpente, couverte d'ardoise.

### Intérieur

#### Nef

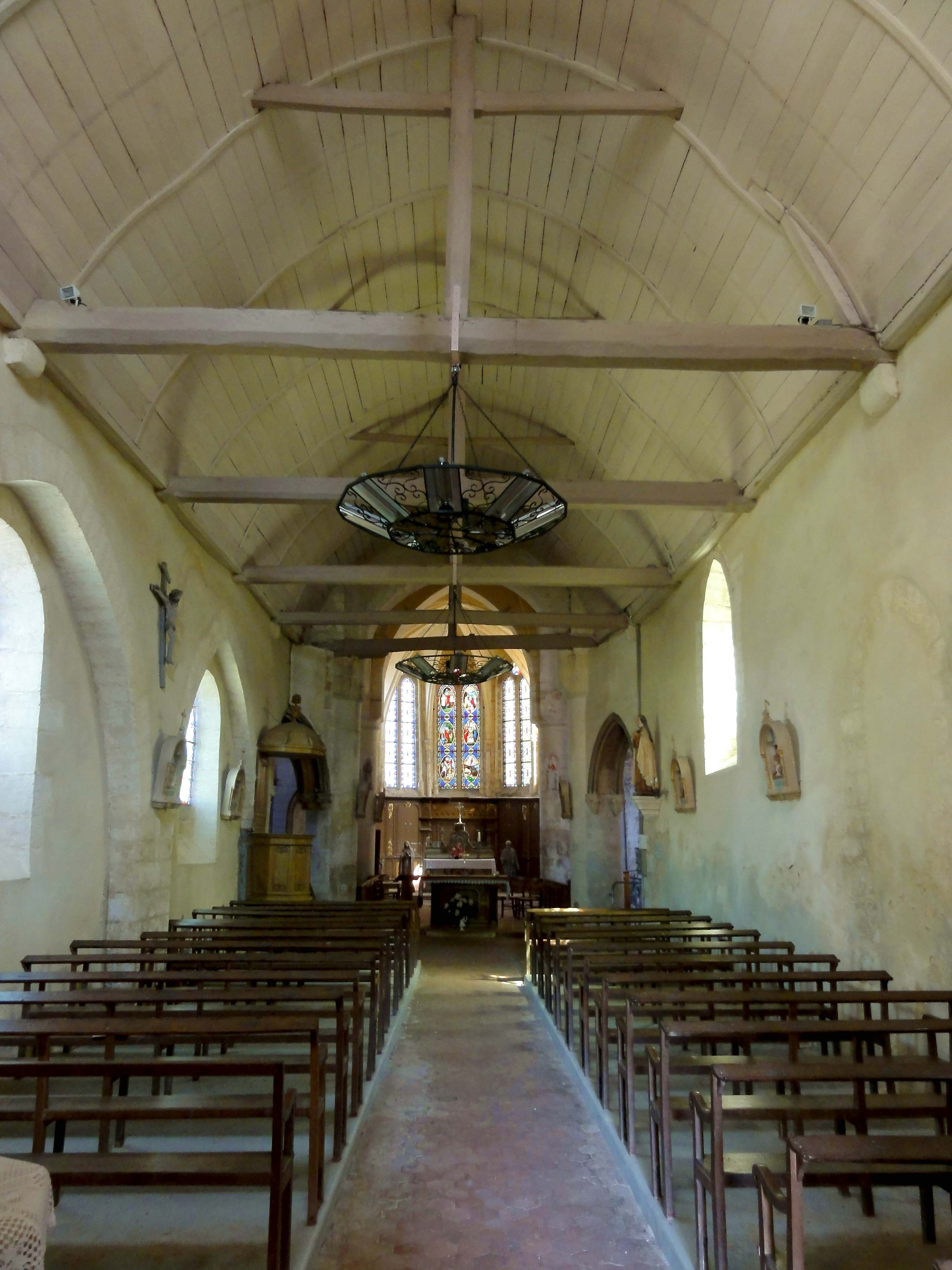
Nef, vue vers l'est.

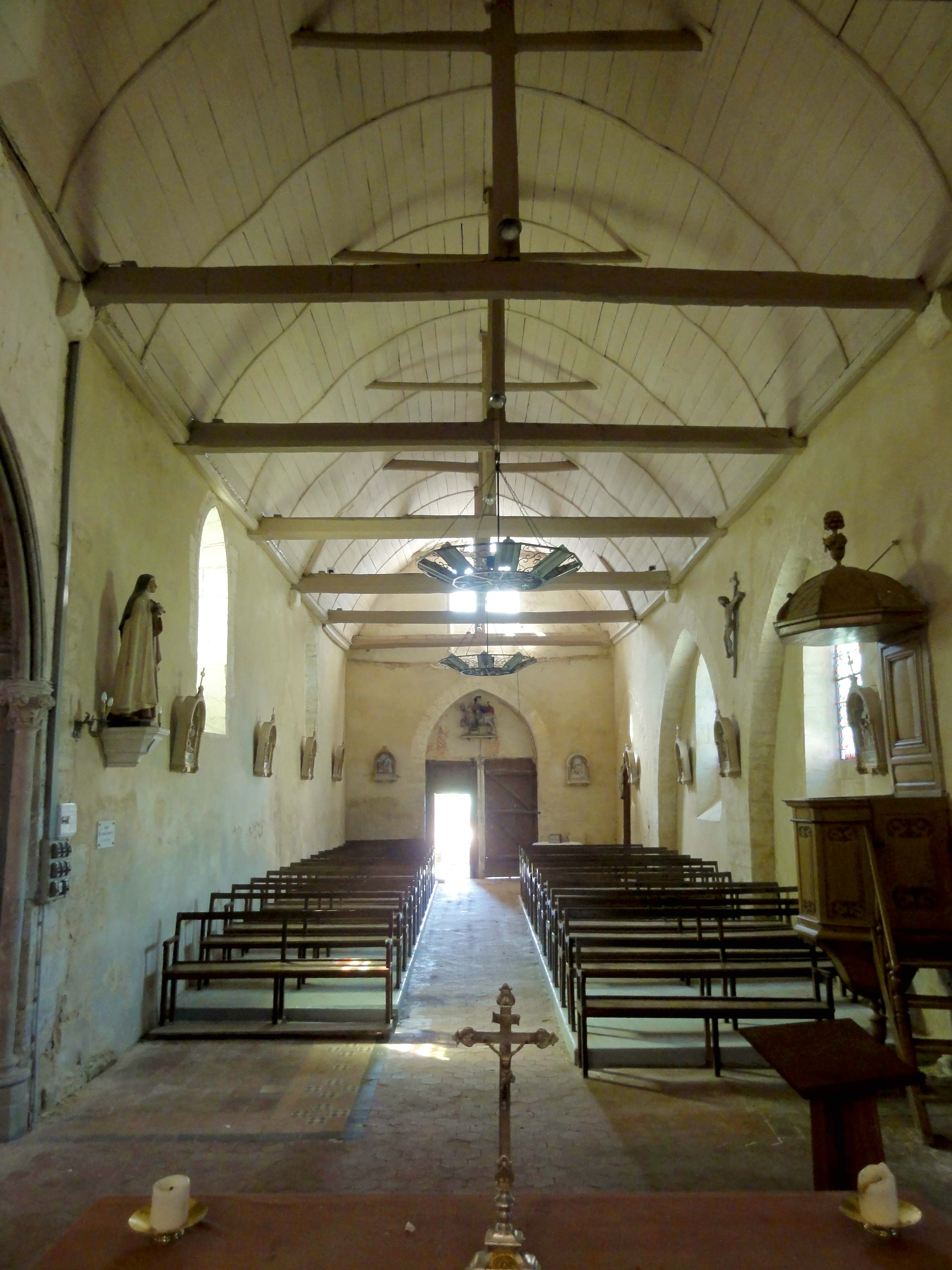
Nef, vue vers l'ouest.

À l'instar de la plupart des nefs uniques de la région conçues pour ne pas être voûtées, son intérieur n'est qu'une simple salle rectangulaire. Ansacq, Barbery, Clairoix, Éméville, Hondainville, Mogneville, Pondron, Roberval, Rully ou Saint-Félix, sont quelques exemples de nefs uniques qui, comme Heilles, n'ont pas été munies de bas-côtés après coup, ou ont déjà perdu leur bas-côté, et qui n'ont pas non plus été voûtées. Dès le XVIe siècle, et surtout à la période classique, beaucoup de ces nefs rustiques sont munies de fausses voûtes en berceau en bois plâtré. Au XIXe siècle, se répandent les fausses voûtes d'ogives en matériaux légers, comme en témoignent les deux croisillons du transept (voir ci-dessous). À Heilles, subsiste le plafond lambrissé, qui est susceptible de dater d'origine, si la nef date bien de la même époque que le chœur, comme le suggèrent tous les détails de son architecture. Ce type de plafond n'est plus très fréquent, et se trouve encore à Bailleval, Catenoy, Hodenc-en-Bray, Mogneville, Monchy-Saint-Éloi, Pondron, Roberval, Saint-Martin-des-Champs (Paris), etc. Les sept entraits avec leurs poinçons reposent ici sur des corbeaux, et ne sont pas décorés de moulures ou d'engoulants.
Trois grandes arcades en arc brisé, non moulurées, aux arêtes même pas chanfreinées, ont été percées après coup dans le mur septentrional, sans reprise en sous-œuvre. De telles arcades, réduites à leur plus simple expression, se trouvent aussi à Duvy, Éméville, Ormoy-Villers, Pondron, Viarmes, Saint-Vaast-de-Longmont, etc. Le plus souvent, les arcades ménagées après coup ont au moins des tailloirs. Janny Noblécourt ne reconnait pas clairement ces arcades comme telles. Pourtant, ce n'est pas rare que le manque d'entretien conduit à la démolition des bas-côtés, voire de la nef tout en entier, comme à Cramoisy, Breuil-le-Vert, Duvy, Mogneville, Pondron, Rieux, Rouville, Rousseloy, et sans doute à Clairoix. L'appareil de tout-venant qui bouche les arcades ne se distingue guère de celui des murs, et dans la première arcade, une petite porte très basse, avec un linteau de bois, est déjà bouchée elle-même. Les baies épargnées dans les murs qui bouchent la deuxième et la troisième arcade sont en plein cintre, et puisque leur origine romane est évidemment à exclure, elles doivent dater de la Renaissance ou de la période classique. En dépit de l'existence de ces deux fenêtres, la nef est relativement sombre, car l'existence ancienne d'un portail au milieu du mur méridional réduit le nombre de fenêtres également à deux, et la première de ces deux baies en tiers-point est à moitié bouchée. En haut du mur occidental, le jour entre par l'unique fenêtre munie d'un remplage que possède la nef. Son pourtour est mouluré d'un tore, muni de bases très simples, et les meneaux des deux lancettes surmontées d'un oculus affectent une modénature aigüe, caractéristique de la période rayonnante tardive et du style flamboyant. Les deux écoinçons ajourés conservent des vitraux anciens, en mauvais état, ce qui permet d'exclure en l'occurrence une origine néo-gothique du réseau. En dessous de la baie, le portail est surmonté d'un arc de décharge en tiers-point.
Étant donné la sobriété de la nef, le regard est naturellement attiré par les trois arcades qui s'ouvrent sur les trois travées du transept. Au milieu, l'arc triomphal vers la base du clocher est en plein cintre, et a été repris en sous-œuvre au milieu du XVIe siècle, comme déjà évoqué. Il retombe maintenant sur deux gros piliers cylindriques libres, partagés avec deux arcades disposés obliquement, du fait du manque de place. Ces arcades ne devaient pas exister, sous cette forme, avant la reprise en sous-œuvre. Leur position oblique est caractéristique des passages berrichons, qui relient directement, comme à Heilles, la nef aux croisillons du transept : dans des nefs de plan basilical, le raccordement se fait par les bas-côtés. Du temps de l'existence du bas-côté nord, l'église Saint-Martin présentait peut-être l'un des rares exemples d'un croisillon communiquant à la fois avec le bas-côté et la nef. Les arcades en tiers-point des passages berrichons ont été redécorées de moulures, de colonnettes à chapiteaux et de culs-de-lampe néo-gothiques, dans le cadre du remaniement des croisillons. Même si ces passages ne conservent donc plus leurs caractéristiques d'origine, ils demeurent intéressants pour la rareté de cette disposition dans la région : l'on ne peut guère citer qu'Ableiges, Arthies, Belle-Église, Brignancourt, Delincourt, Marquemont, Moussy, Nogent-sur-Oise, Villers-sous-Saint-Leu et Saint-Martin-des-Champs. À Catenoy et Puiseux-Pontoise, les passages berrichons ont disparu à la suite de remaniements.

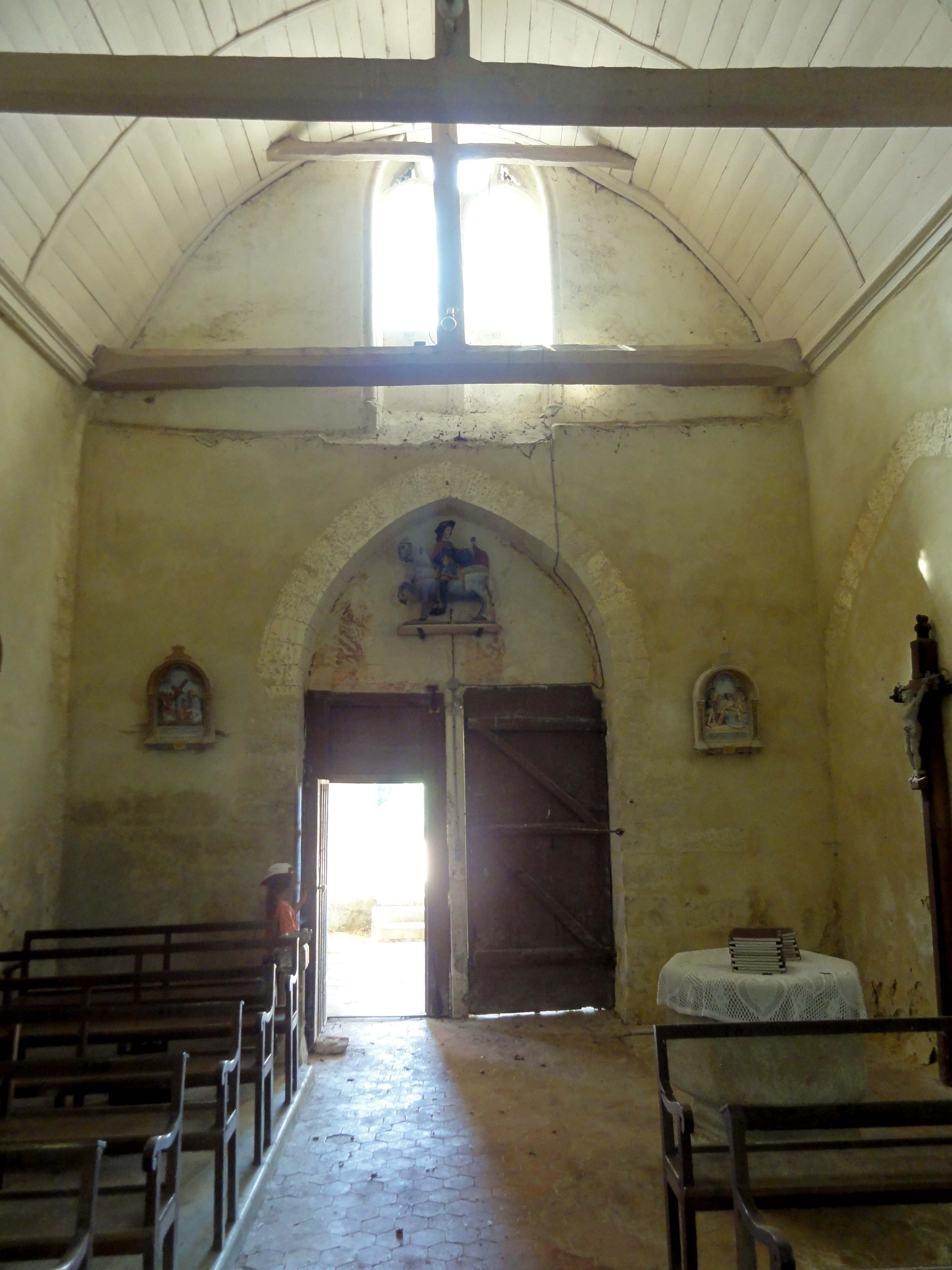
Revers de la façade.
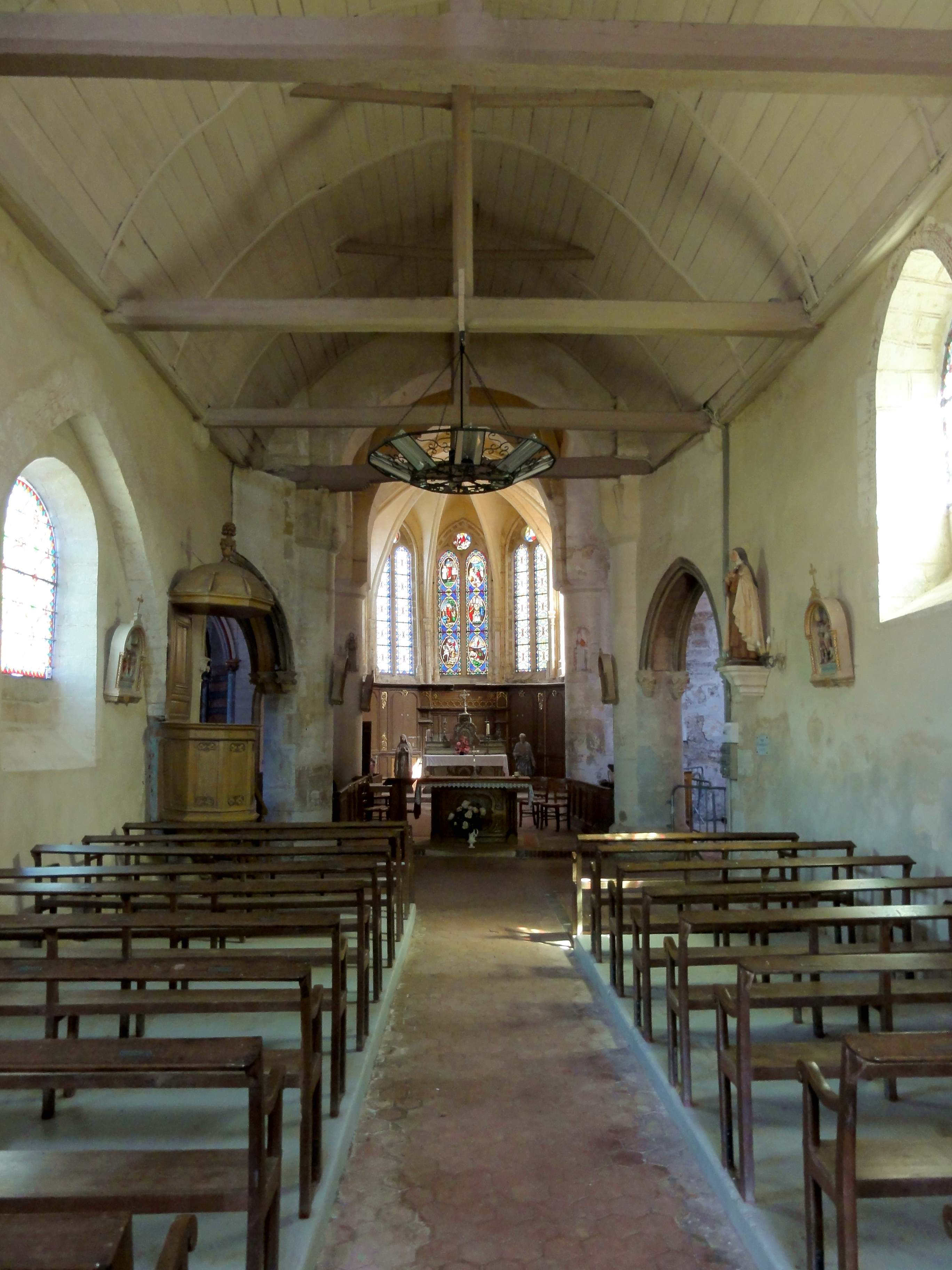
Vue vers l'est.
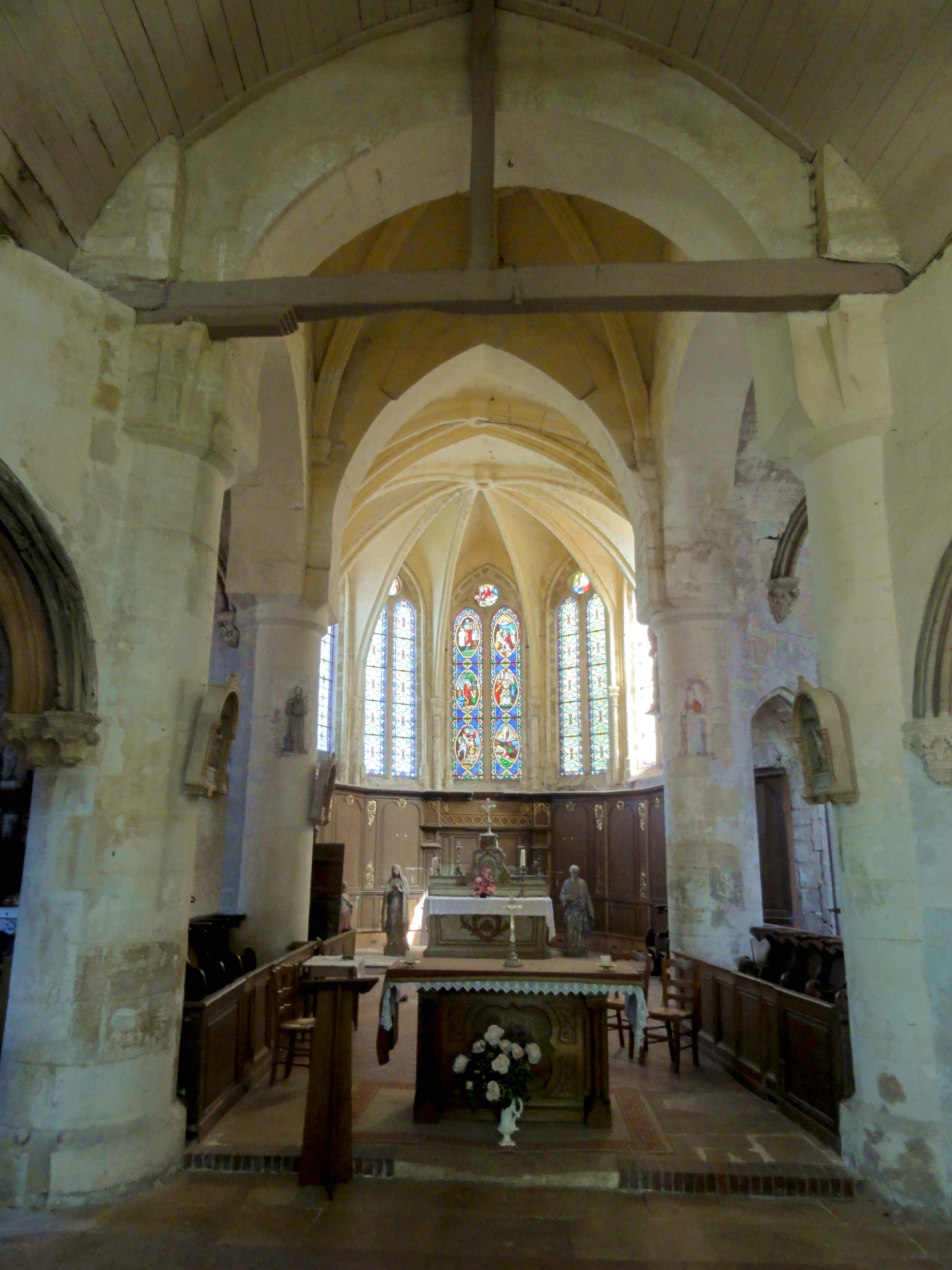
Vue dans la base du clocher.
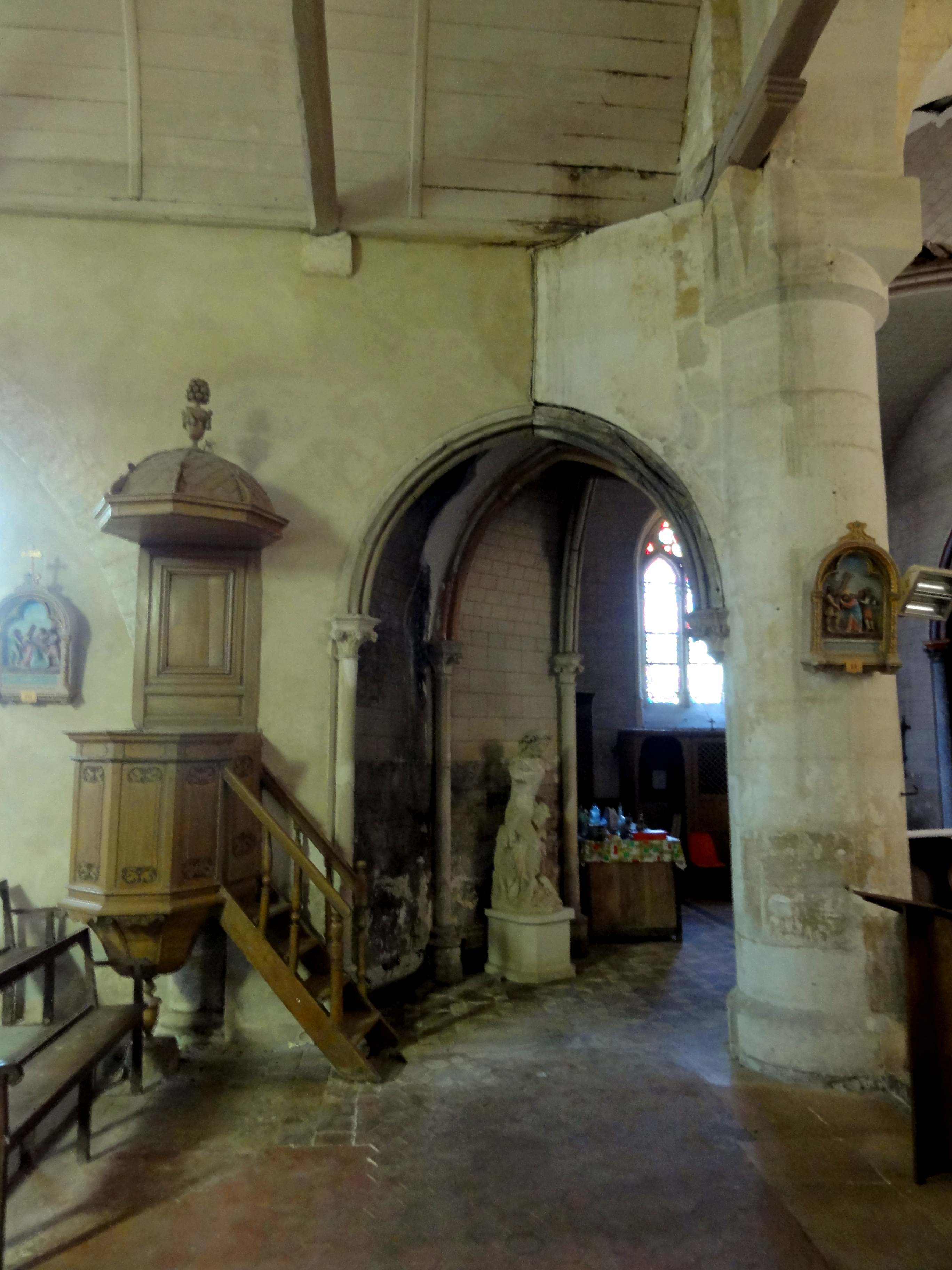
Passage berrichon côté nord.
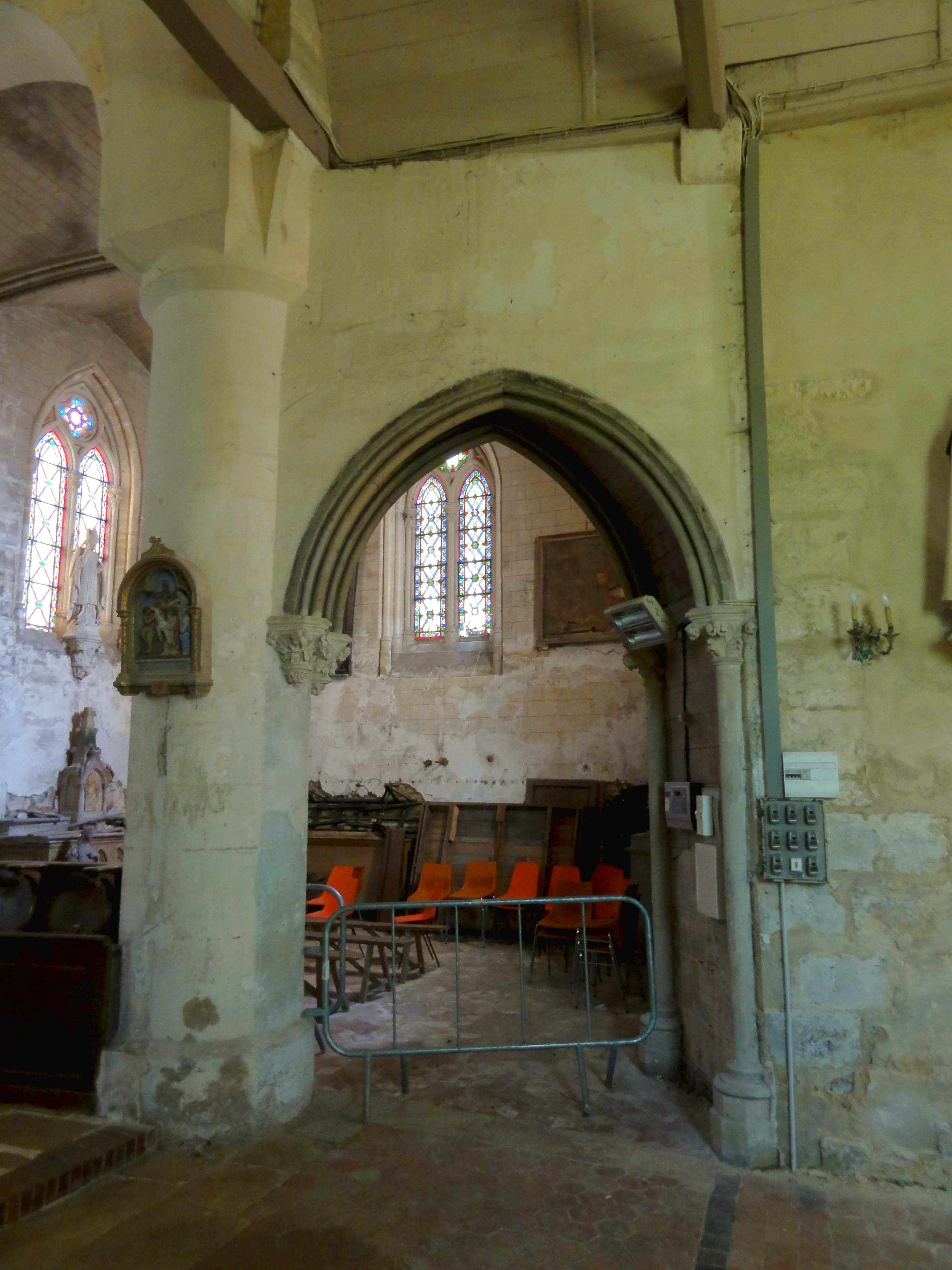
Passage berrichon côté sud.

#### Base du clocher

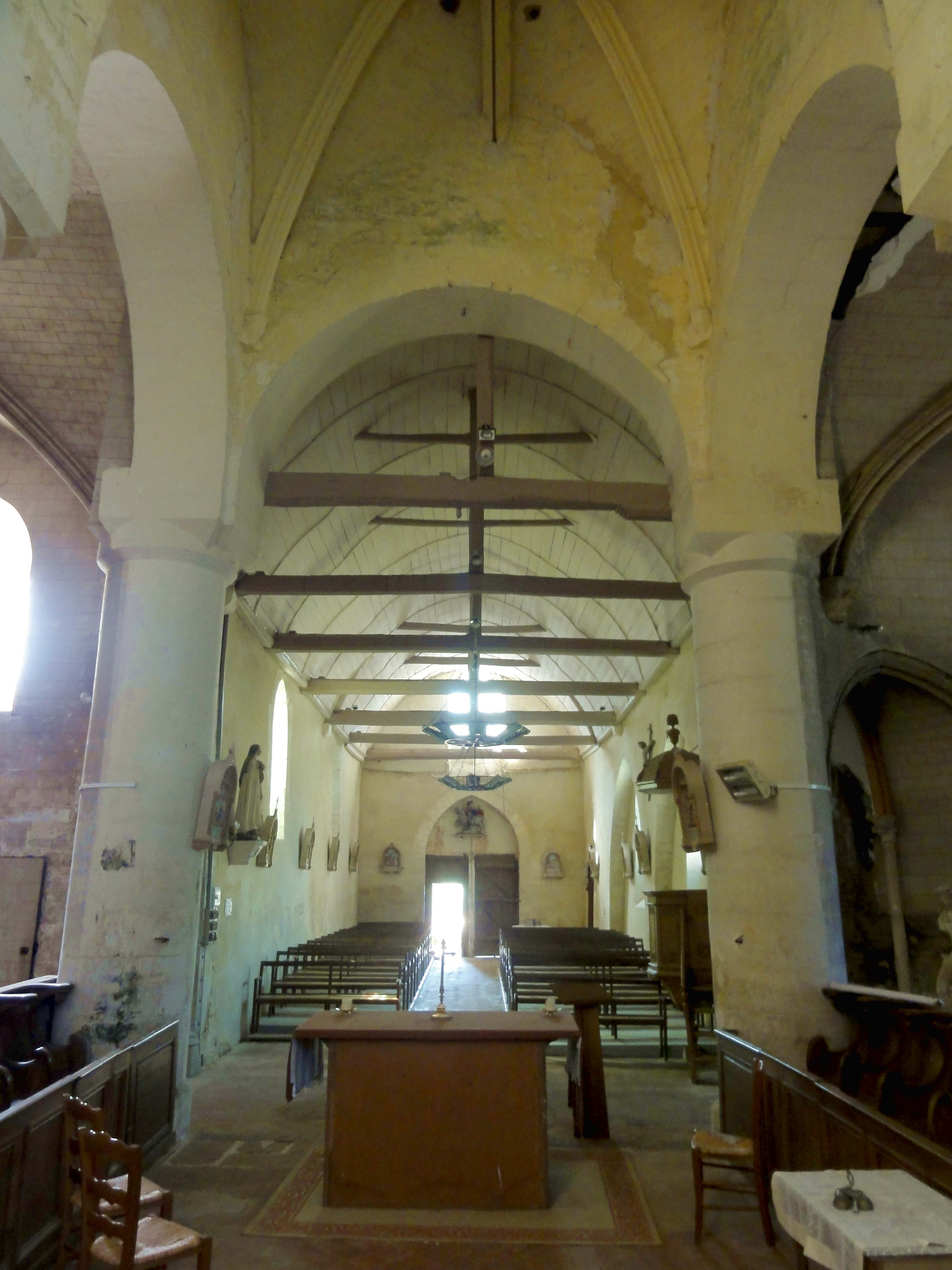
Vue vers l'ouest.

L'église de Heilles ne représente pas le seul cas où toute trace d'architecture romane fut effacée dans la base d'un clocher pourtant indéniablement roman. À Villers-sous-Saint-Leu, la voûte est gothique, et les deux piles méridionales ont été reprises en sous-œuvre pendant la seconde moitié du XVIe siècle ou plus tard. À Frémécourt, la situation est comparable, avec un résultat différent. À Cauvigny, la reprise en sous-œuvre se fit en plusieurs étapes et dans plusieurs styles, et certains éléments romans furent seulement retaillés. À Rully et Sarcelles, l'existence même d'un clocher au-dessus de la première travée du chœur n'est plus perceptible depuis l'intérieur de l'église, grâce à des remaniements gothiques plus sophistiqués.
À Heilles, la situation se présente comme suit. La voûte gothique flamboyante est percé d'un trou de cloches en son centre, et munie de quatre liernes. À l'instar des ogives, ils affectent un profil prismatique aigu, assez simple, et retombent sur des culs-de-lampe simplement moulurés. Les deux piles occidentales sont monocylindriques, libres jusqu'à la retombée des arcades des passages berrichons, de fort diamètre, et appareillés en tambour. À la base et au niveau habituel des chapiteaux, le diamètre augmente grâce à un ressaut chanfreiné. Tout en haut, des blocs cubiques sont engagés dans les piles, vers le centre de l'arcade et vers l'intérieur de la travée, en retrait par rapport à la nef. De ce côté, les blocs cubiques comportent des corbeaux d'une forme curieuse, pour supporter le dernier entrait de la charpente. Les blocs servent de tailloirs à l'arc triomphal et aux arcades faisant communiquer la croisée du transept avec les croisillons. Ces arcades en plein cintre sont à simple rouleau, assez larges, et n'ont même pas les arêtes chanfreinées. Leurs claveaux peuvent potentiellement être romans, même si des arcades aussi sommaires ne sont plus d'usage à l'époque de construction de l'étage de beffroi, au premier quart du XIIe siècle. Cependant, la base du clocher peut être de quelques décennies plus ancienne, et se rapprocherait ainsi de celle de Catenoy.
Les deux piles orientales se présentent de la même façon, à quelques irrégularités près, mais l'arcade vers le chœur est en tiers-point, et côté chœur, les contreforts plats du clocher sont visibles au-dessus des piliers. Fait assez rare, des passages berrichons existent aussi entre les croisillons et le chœur. Leurs arcades retombent elles aussi sur les piles du clocher, et n'ont pas subi de remaniement néo-gothique. Lors du percement de ces passages, les faisceaux de colonnettes dans les angles du chœur ont été coupés, ce qui prouve à la fois que les passages berrichons orientaux n'existaient pas avant le XVIe siècle, et que les piles du clocher ne se présentaient initialement pas de la même façon. En dehors des aspects techniques, l'on peut signaler les peintures murales, non datées, sur les deux piles orientales : elles représentent saint Martin en tenue épiscopale, et saint Fiacre, patron des jardiniers.

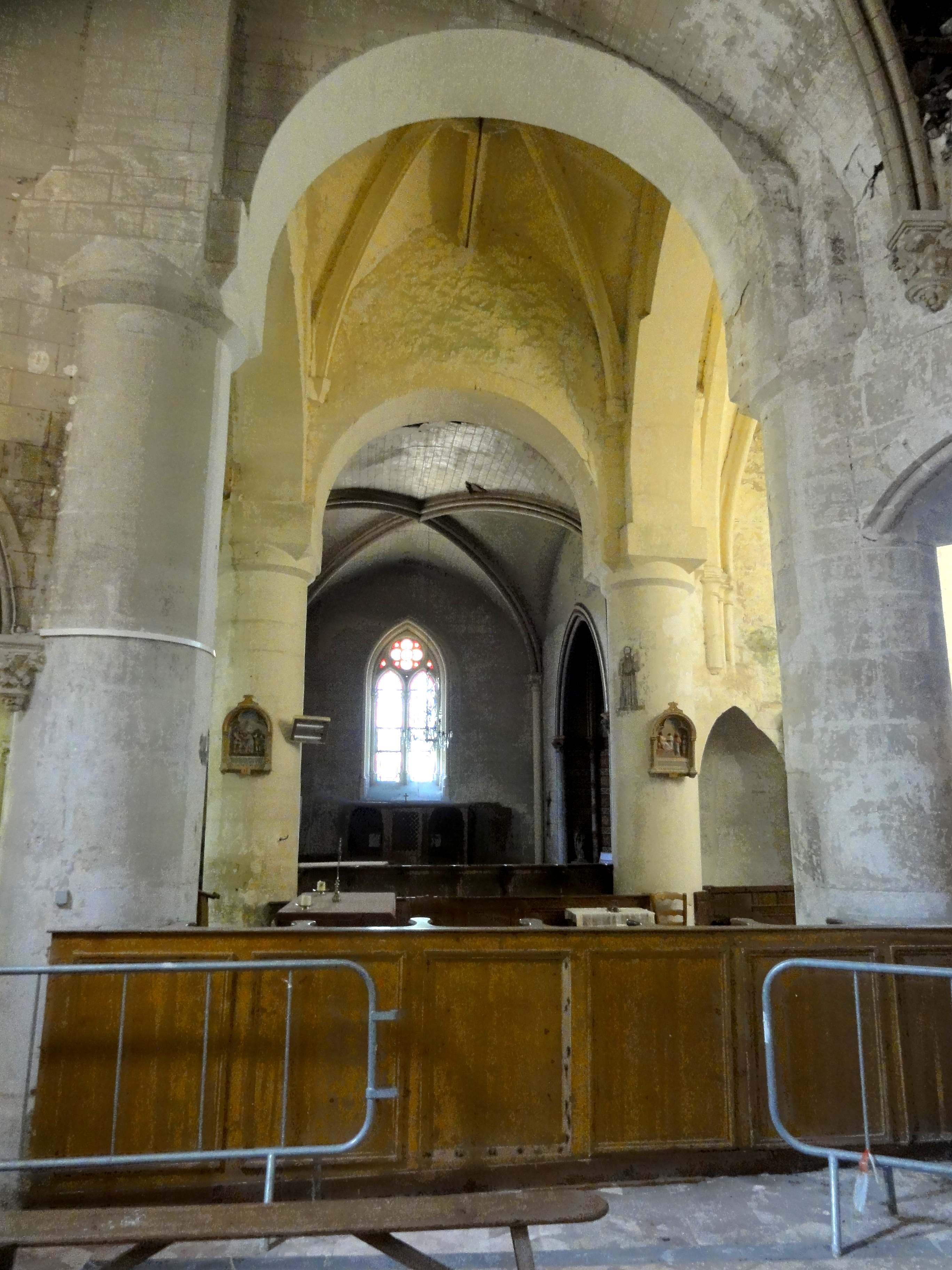
Vue depuis le croisillon sud.
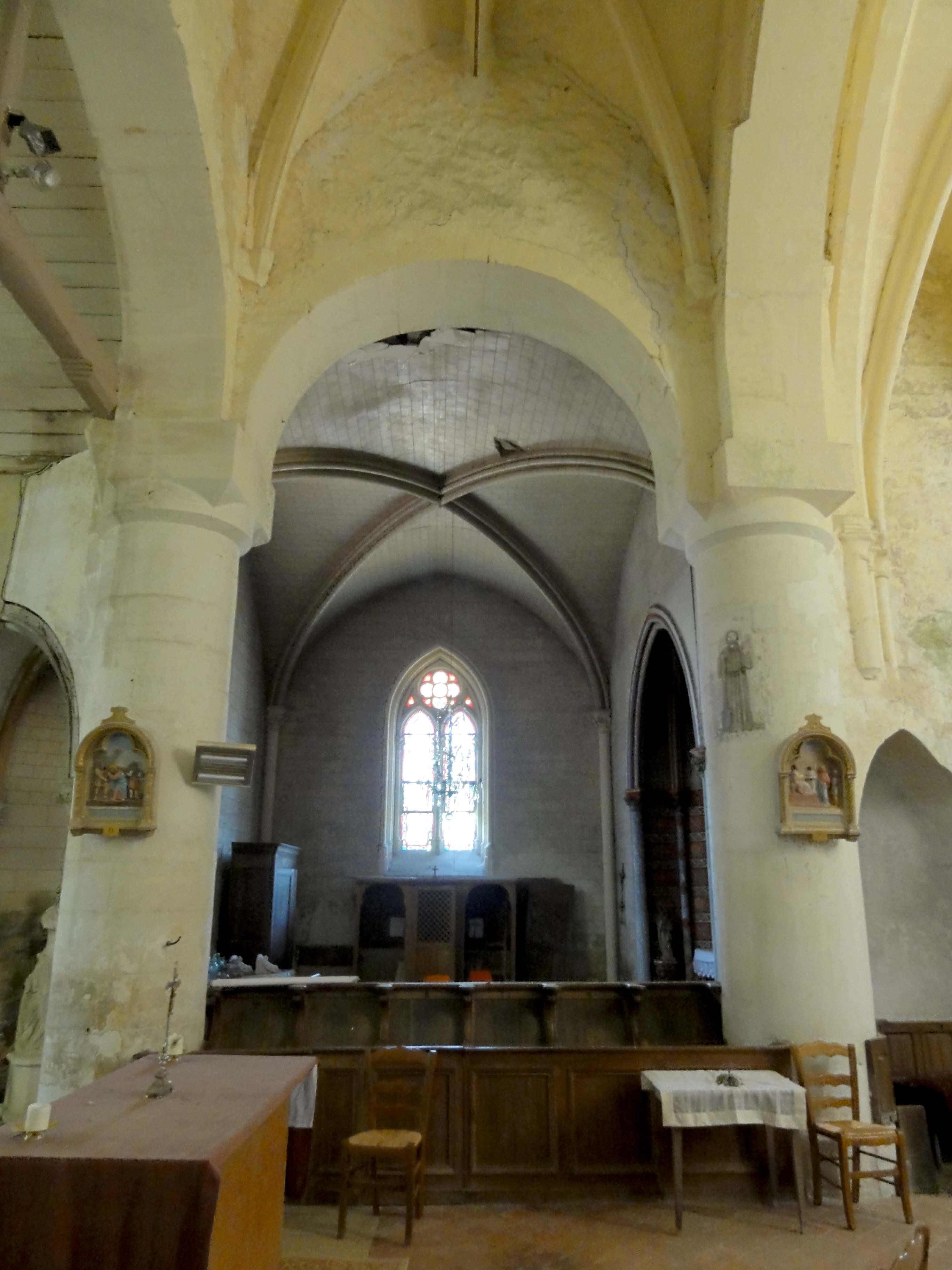
Vue vers le nord.
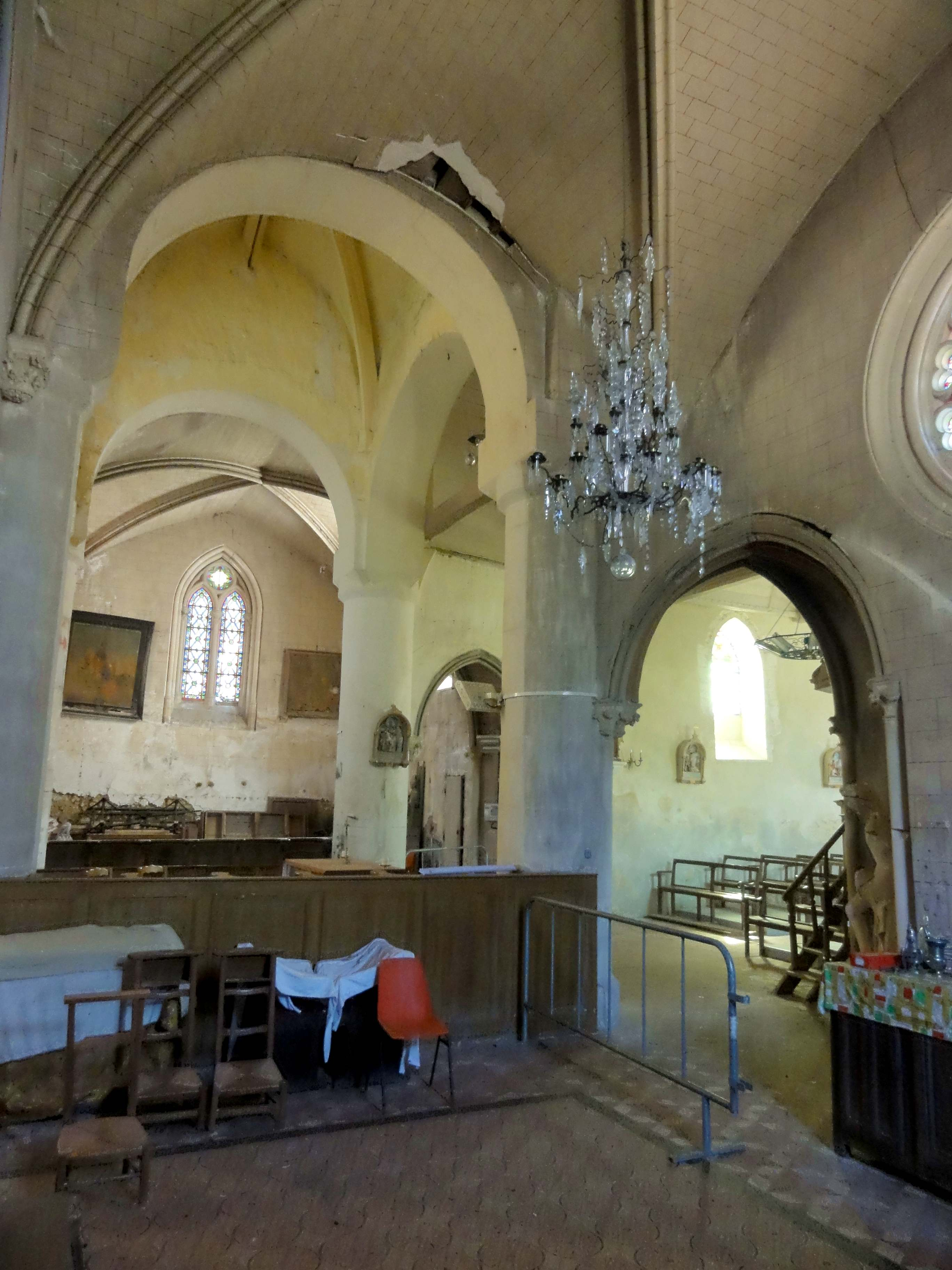
Vue depuis le croisillon nord.
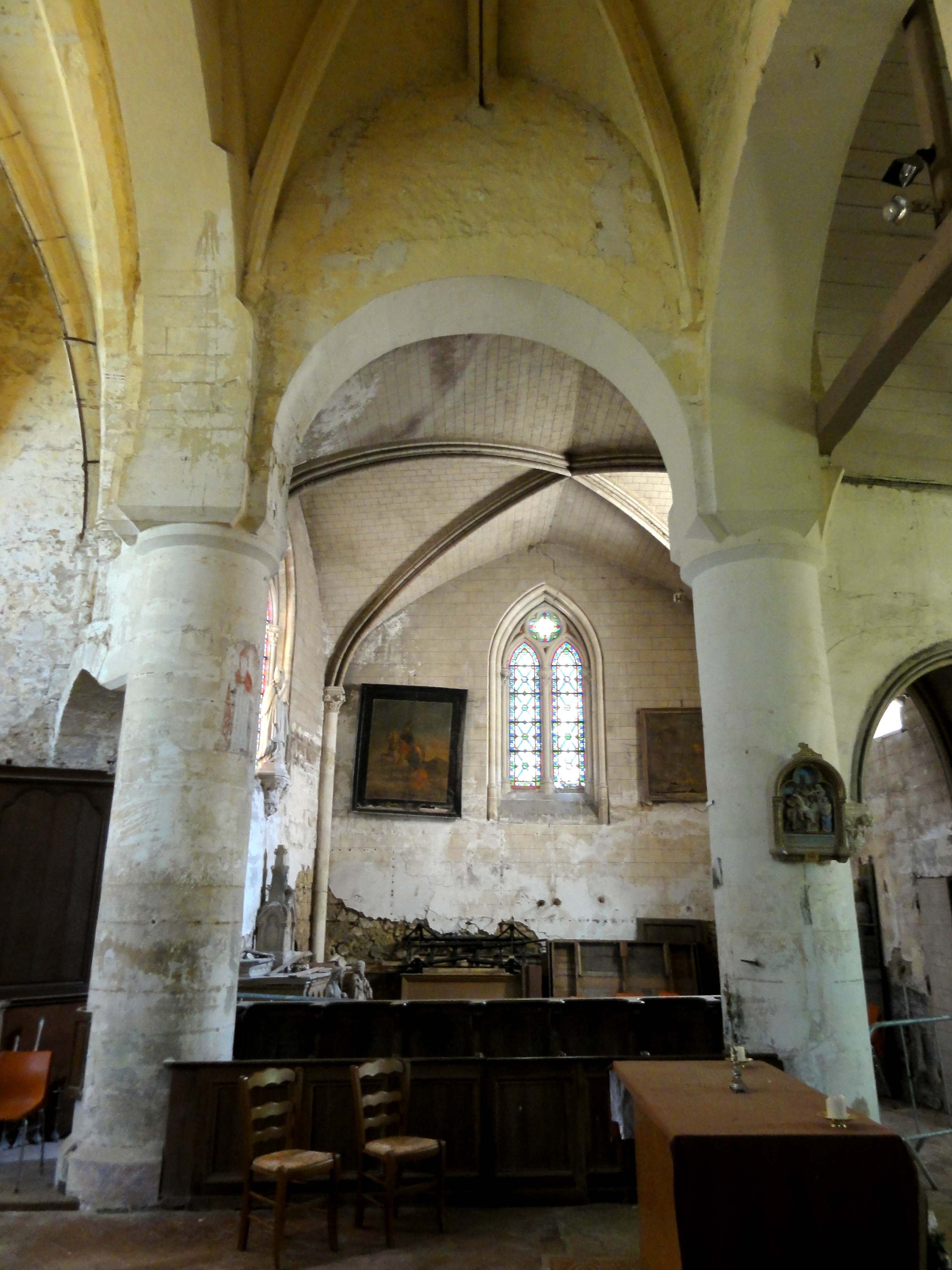
Vue vers le sud.
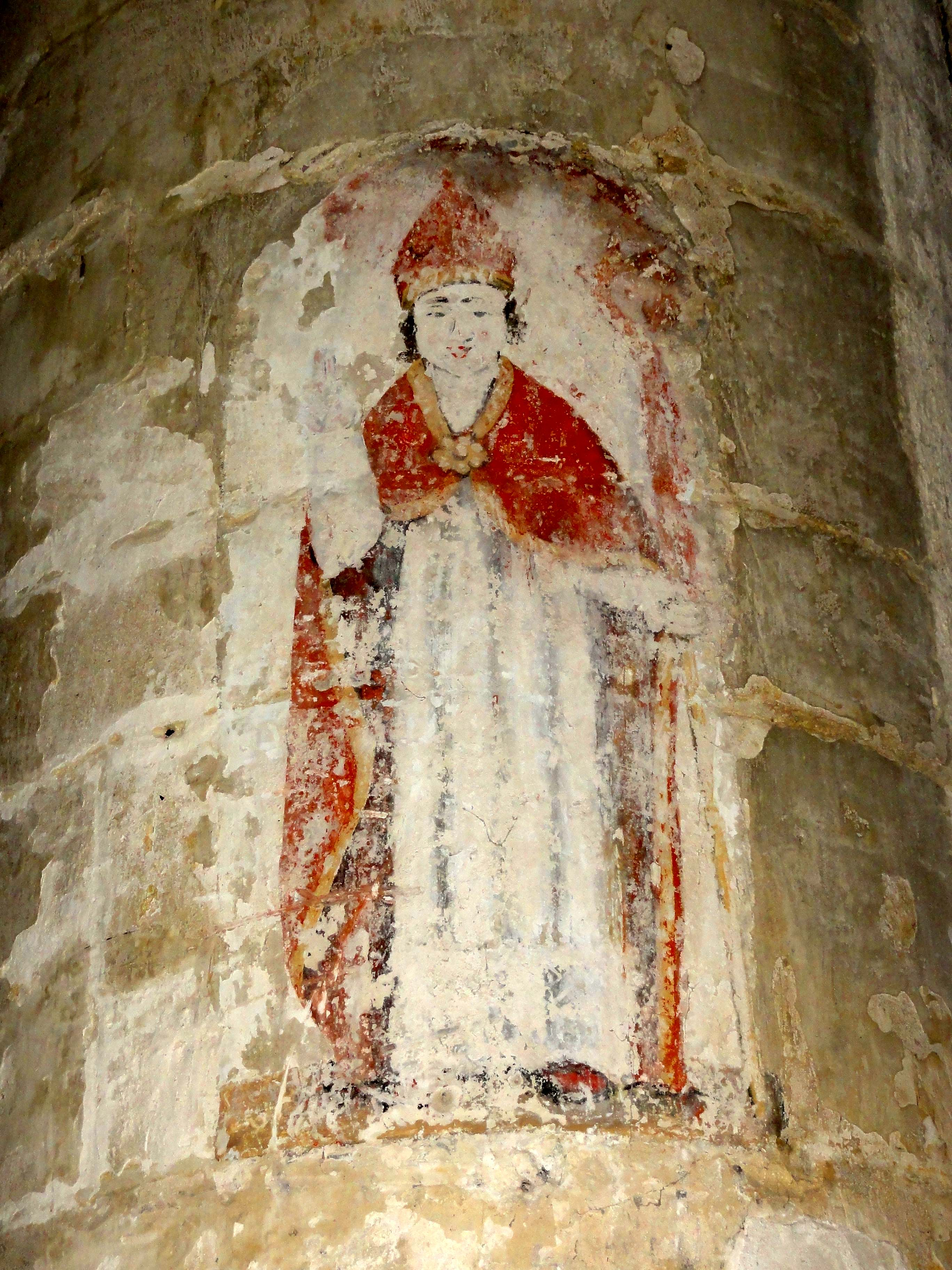
Peinture murale - saint Martin.
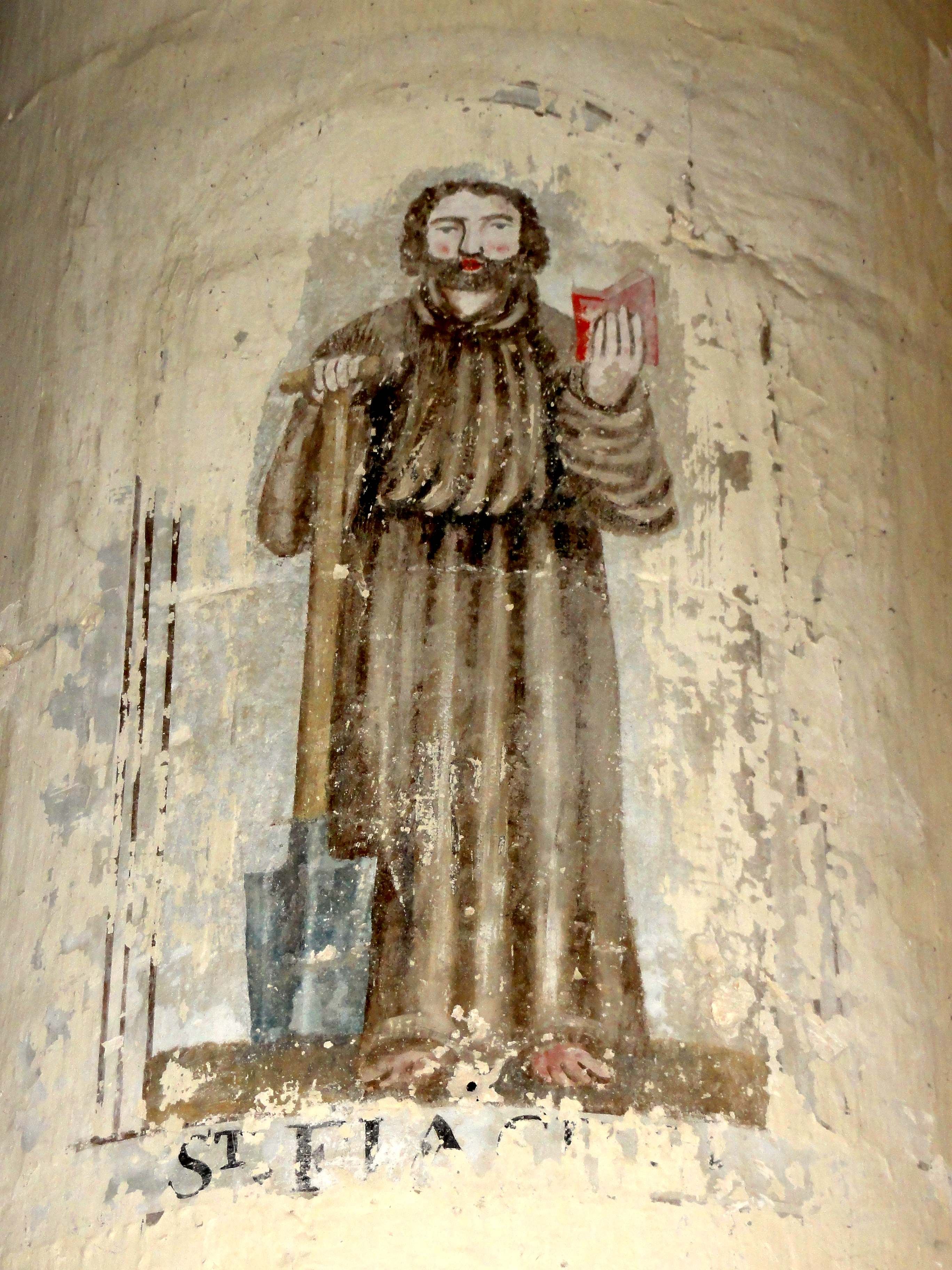
Peinture murale - saint Fiacre.

#### Croisillons du transept

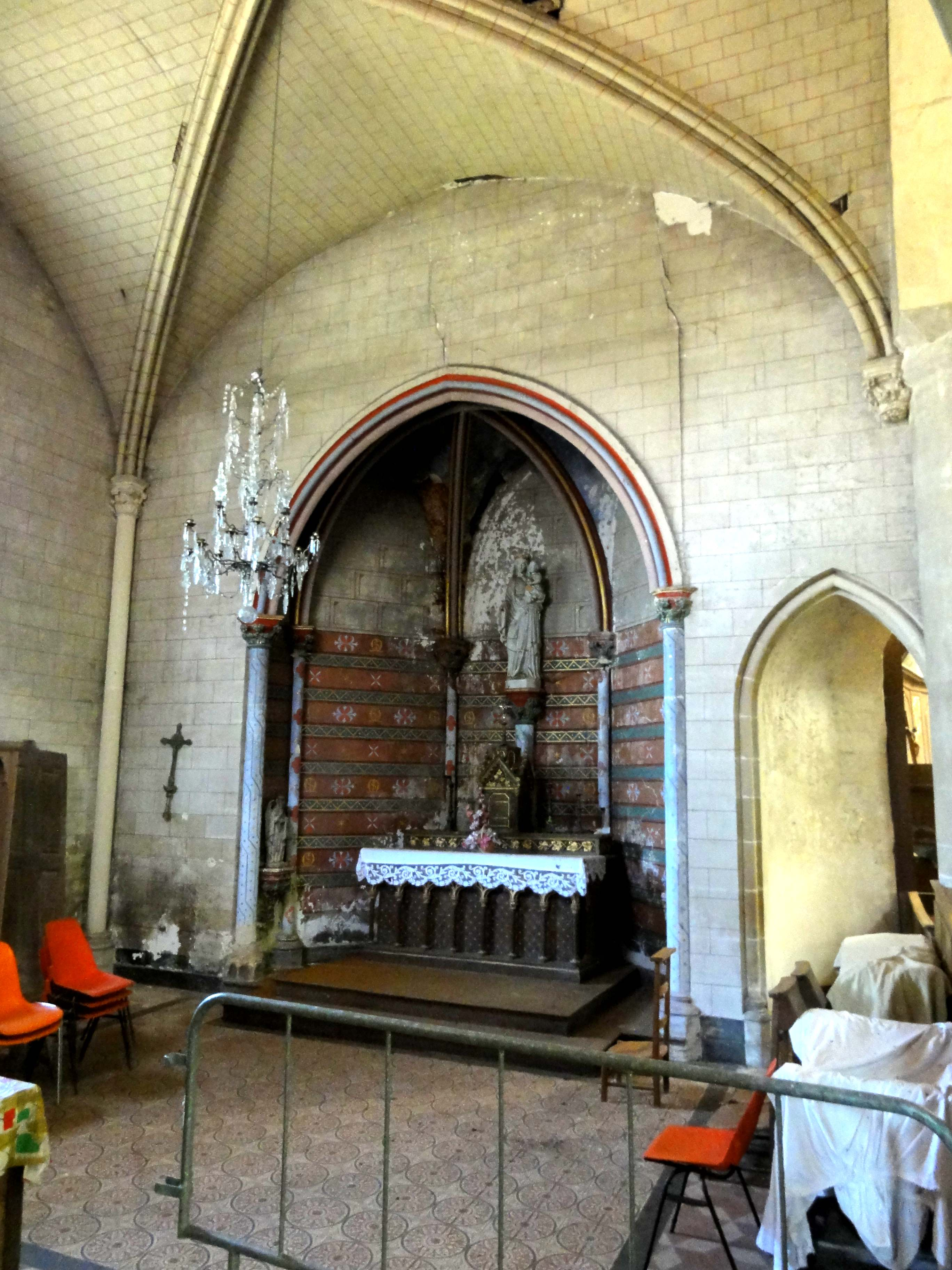
Chapelle de la Vierge ou croisillon nord, vue vers l'est.

Dans les deux croisillons, des fissures dans les voûtes et de petits morceaux de plâtre tombés par terre ne laissent pas de doutes quant à la nature du plafond, et révèlent l'ossature en lattes de bois. Elles sont posées avec des intervalles relativement larges, équivalents à la moitié de la largeur des lattes. Souvent, les voûtains des fausses voûtes d'ogives sont au moins appareillés en briques creuses, comme à Ansacq, Balagny-sur-Thérain, Beaumont-sur-Oise, Clermont, Fitz-James, Néry, La Neuville-en-Hez, Nointel, Venette, etc. Les ogives sont assemblées de segments préfabriqués en staff. Avec leur profil d'un tore central entre deux tores à l'arrière-plan, ils sont cohérents avec le stylé du XIIIe siècle, mais la platitude des voûtes trahit leur caractère factice, et l'absence d'arcs formerets constitue l'exception à l'époque envisagée, tout au moins dans des édifices traités avec soin, comme veulent le suggérer les réseaux des fenêtres, fidèles au style rayonnant, et la rosace à l'ouest du croisillon nord.
Les fenêtres au nord du croisillon nord, et à l'est et au sud du croisillon sud, sont à deux lancettes, surmontées d'un oculus inscrivant un quatre-feuilles, tous les écoinçons étant ajourés. Conformément à l'esprit rayonnant, les meneaux sont précédés de tores, et portent de petits chapiteaux. Si les tores qui encadrent les baies n'étaient pas trop gros et les meneaux un peu trop larges, on pourrait aisément confondre ces réseaux néo-gothiques avec leurs modèles du temps du règne de saint Louis. La rosace est à douze festons, délimités par des colonnettes à chapiteaux rayonnant autour d'un petit hexalobe central, et entourés d'un rang de petits trilobes. Le pourtour est agrémenté de moulures toriques. De telles rosaces se situent plus couramment en façade, ou aux extrémités du transept. Se pose maintenant la question quels éléments pourraient encore subsister du Moyen Âge. Ce n'est certainement pas le cas de l'absidiole de la chapelle de la Vierge (croisillon nord), car les absidioles gothiques aussi peu profondes et surtout sans fenêtres ne sont pas connues dans la région. Les colonnettes à chapiteaux logées dans les angles donnent l'impression d'ancienneté, mais leurs chapiteaux sont de la même facture que ceux des passages berrichons vers la nef, et les culs-de-lampe dans les angles au-dessus des passages berrichons évoquent également leurs homologues utilisés pour la décoration de ces passages. Pa ailleurs, l'examen extérieur révélera que le croisillon nord est entièrement « neuf » à partir des allèges, et que le croisillon sud ne dispose pas du contrebutement indispensable à un voûtement d'ogives. Tout ce qu'il y a d'authentique seraient donc la lancette simple à l'ouest du croisillon sud, et peut-être une petite niche fermée par une grille dans le mur méridional du croisillon sud, destinée sans doute à abriter des reliques de saint Claude, auquel la chapelle est dédiée.

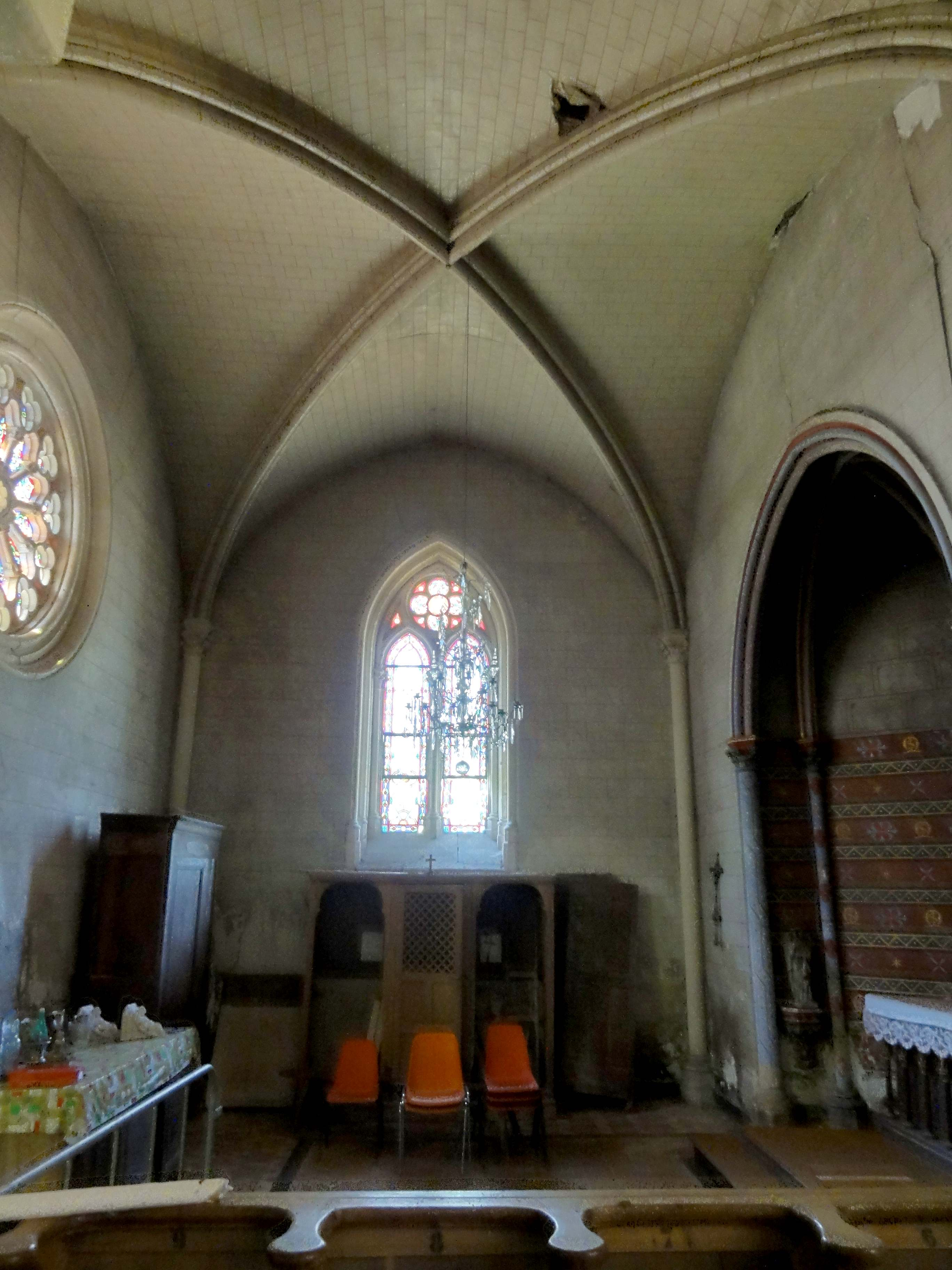
Croisillon nord, vue vers le nord.
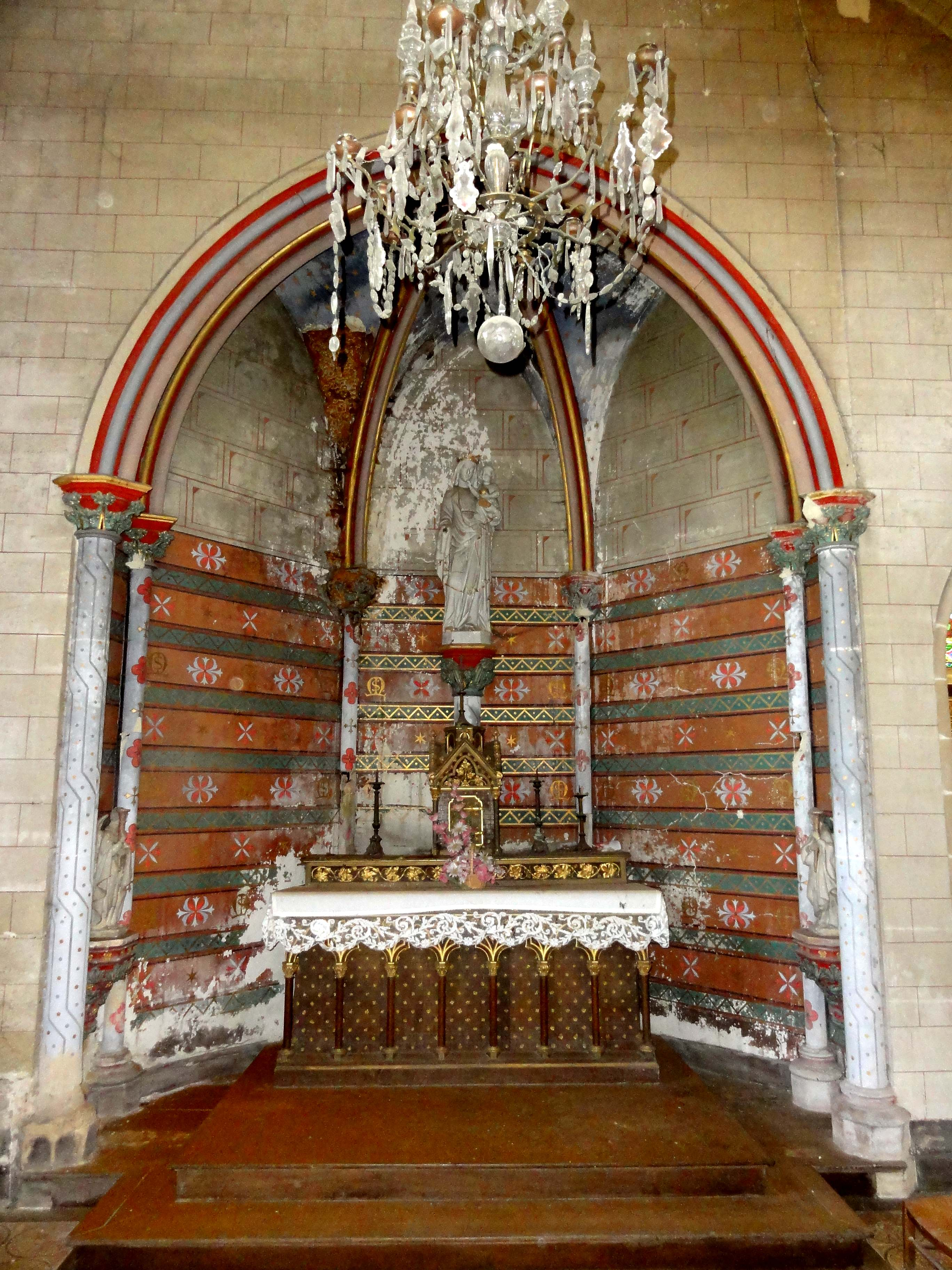
Croisillon nord, absidiole néogothique.
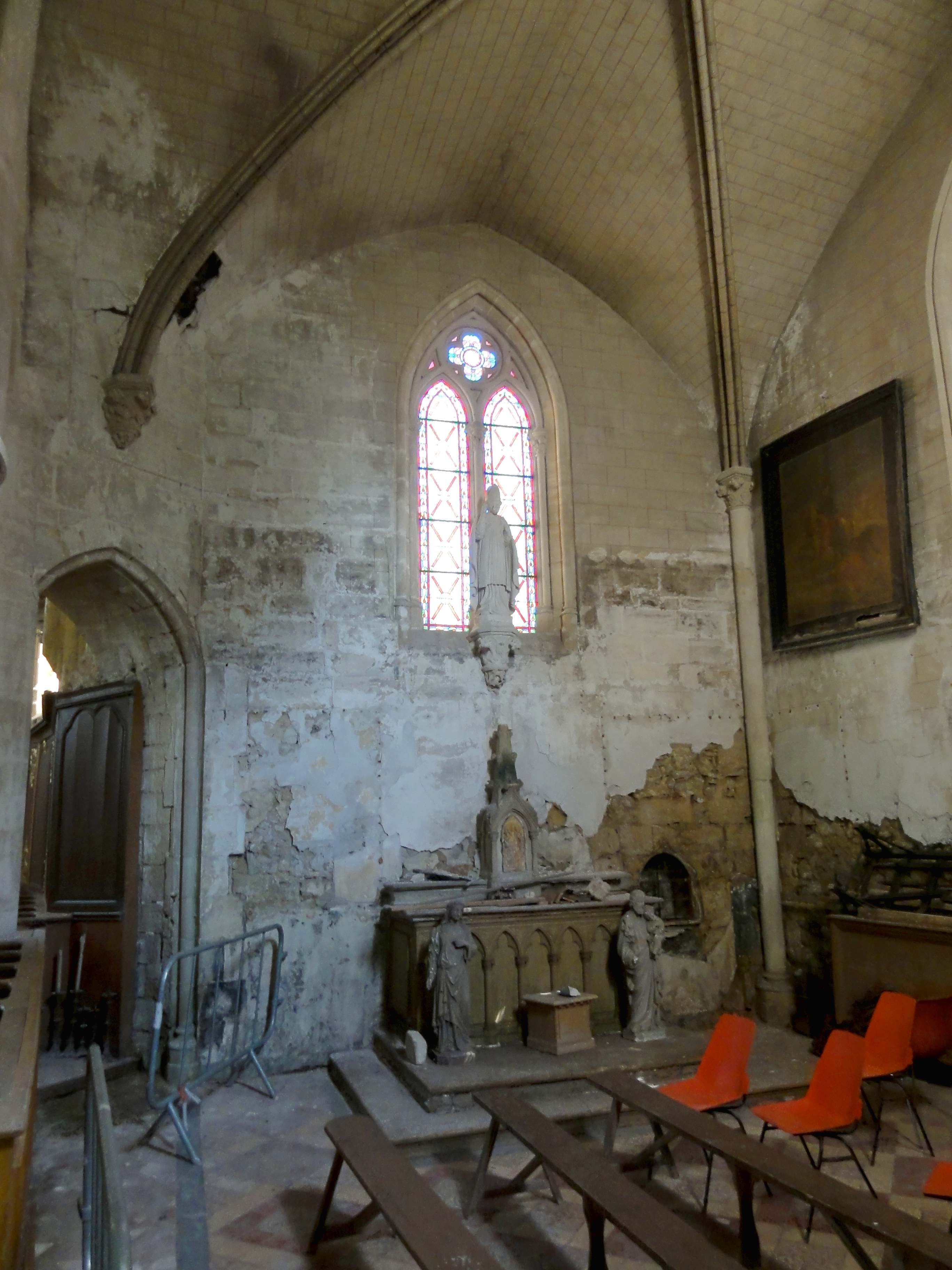
Croisillon sud, vue vers l'est.
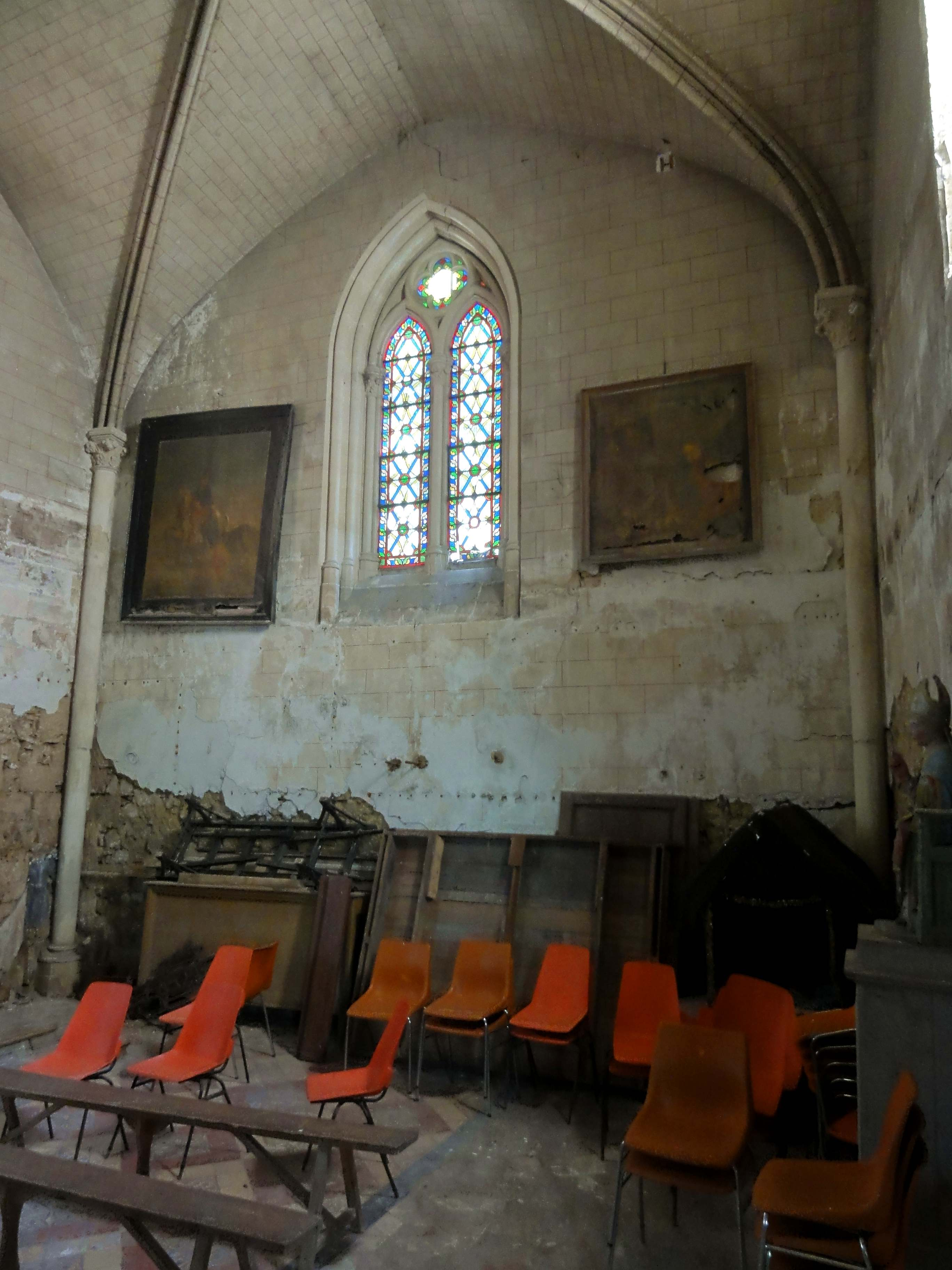
Croisillon sud, vue vers le sud.
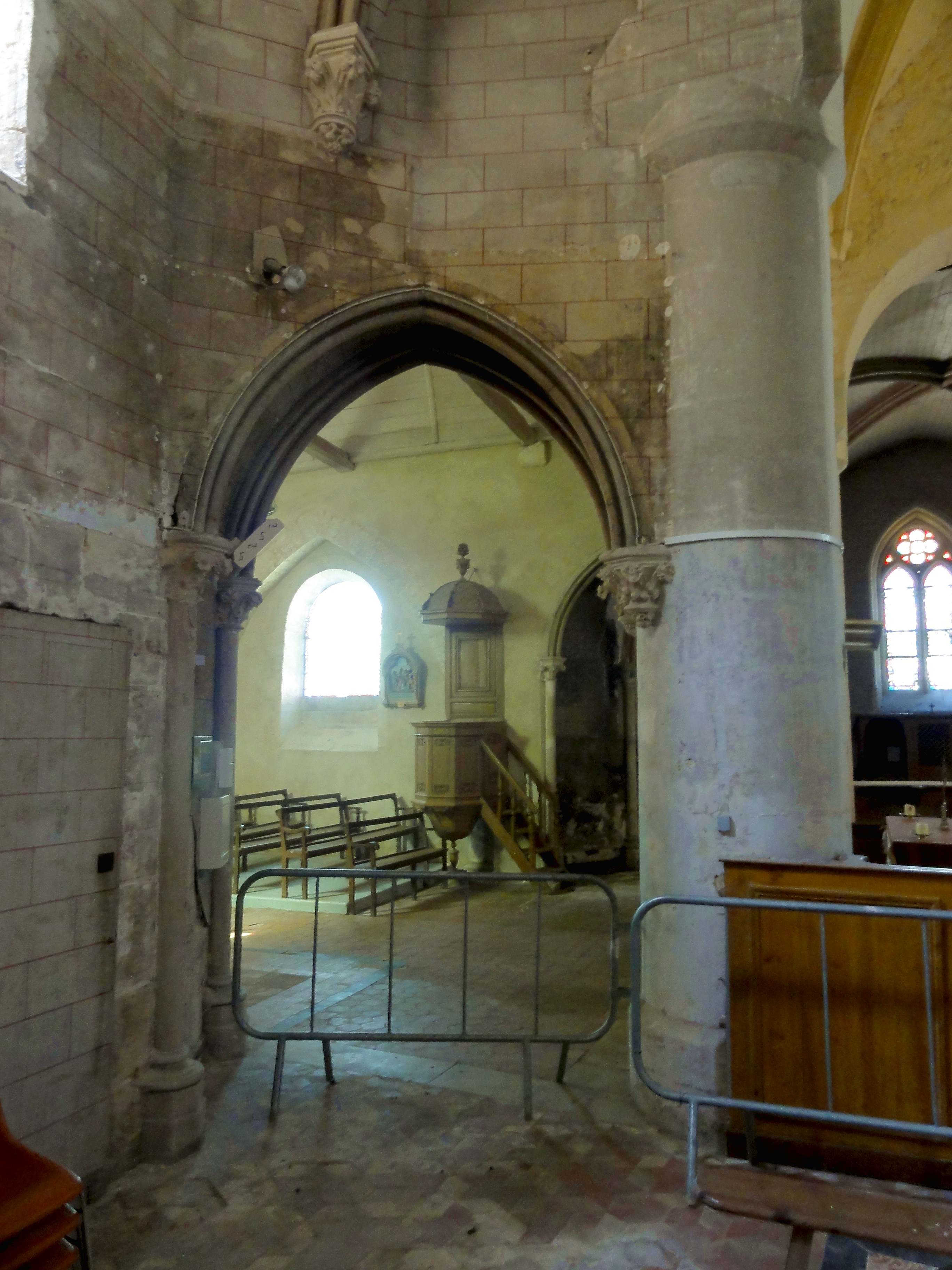
Croisillon sud, passage berrichon vers la nef.
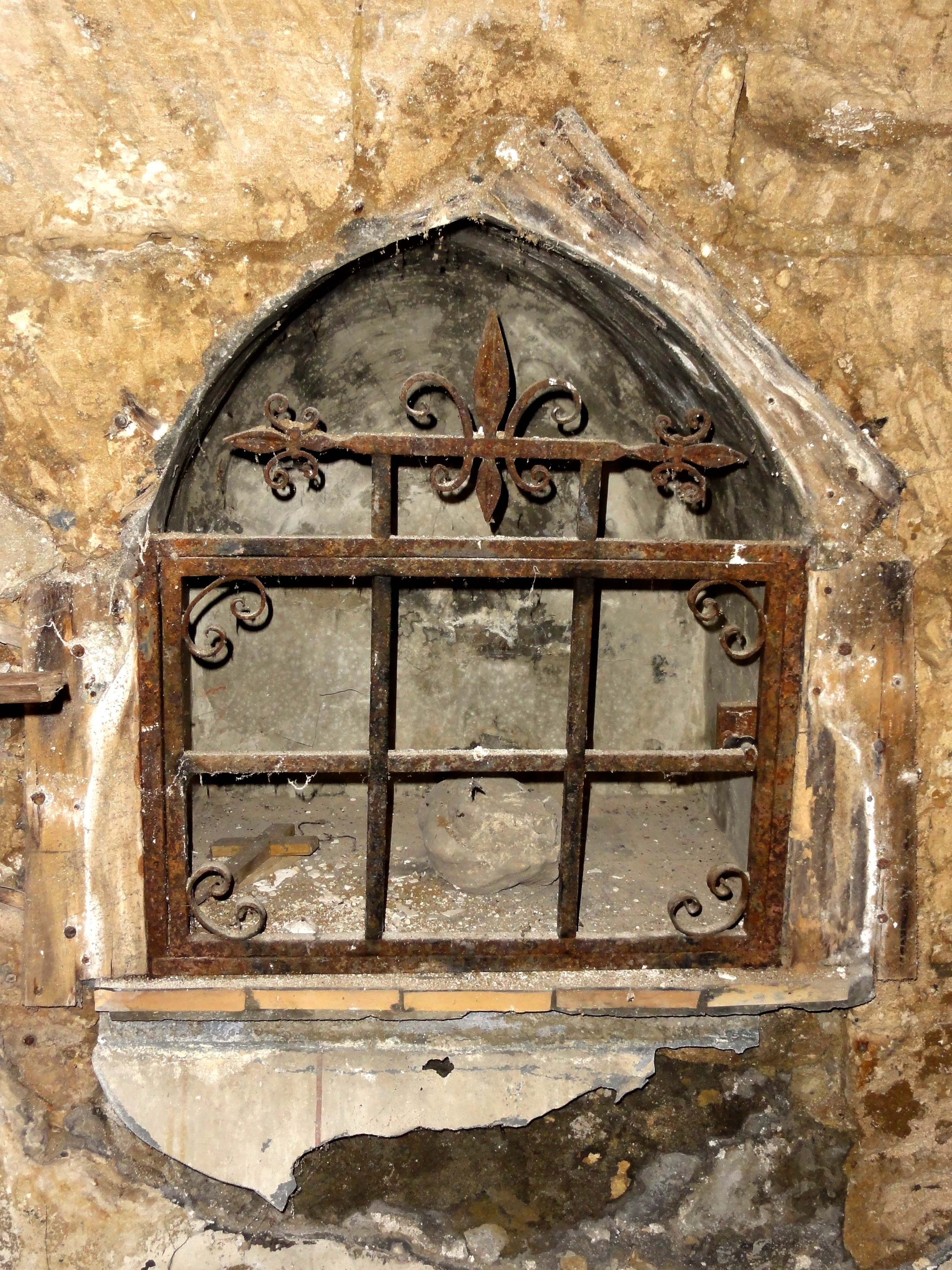
Croisillon sud, niche côté sud.

#### Chœur

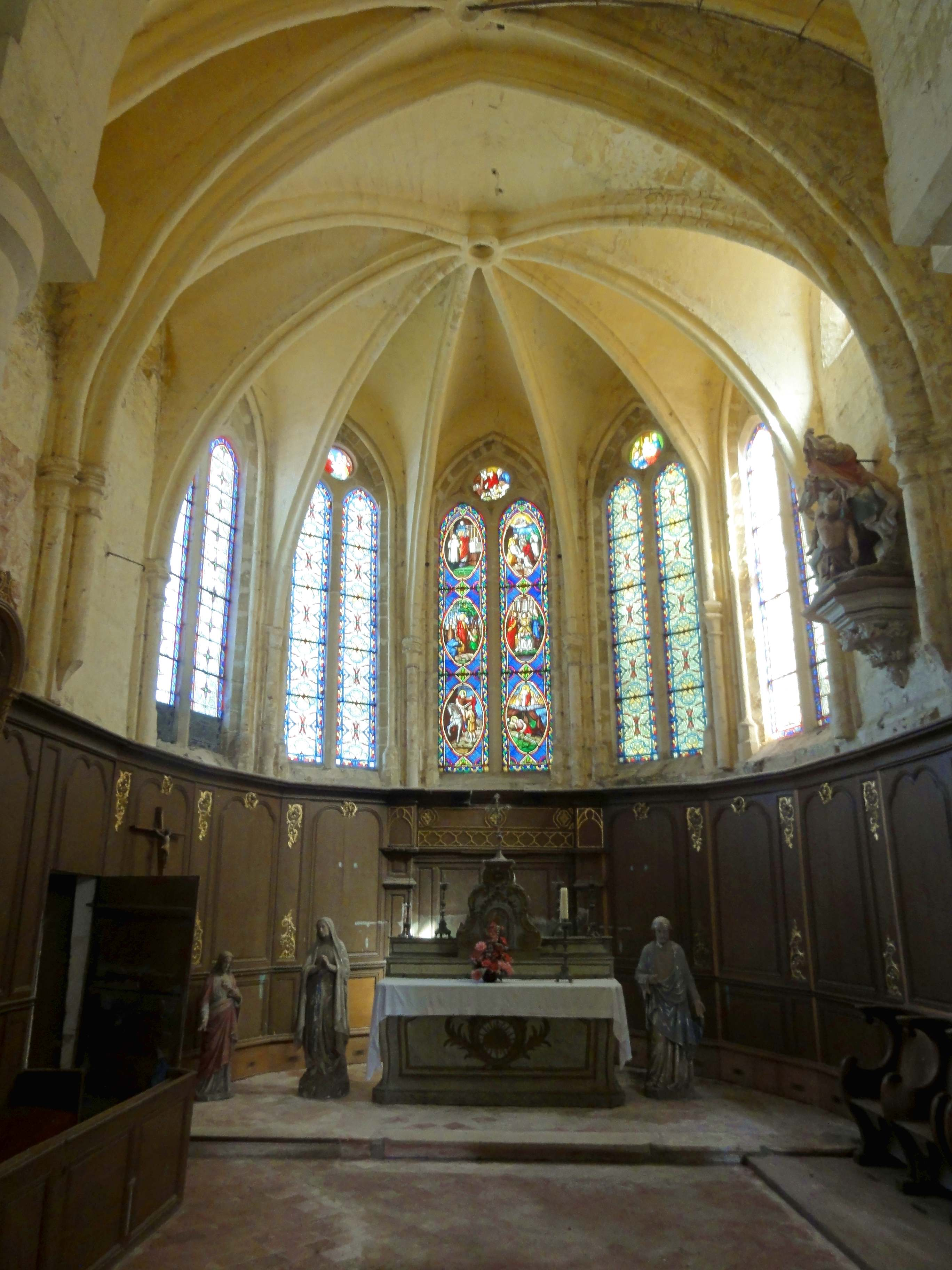
Chœur, vue vers l'est.

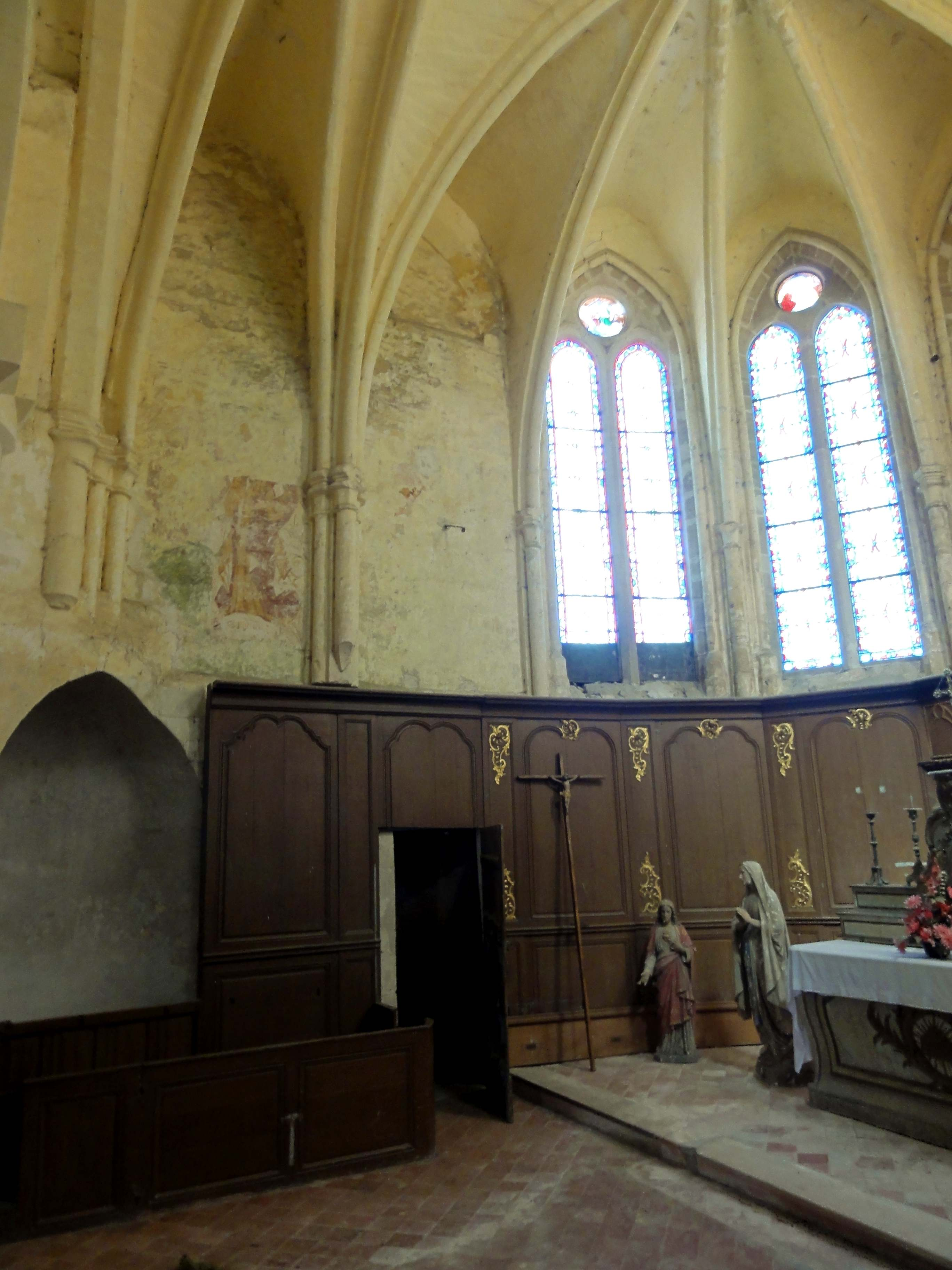
Chœur, vue vers le nord.

Le chœur représente la travée la plus intéressante de l'église, car peu remanié, et reflétant un courant d'architecture qui n'a laissé que peu de traces dans les communes rurales de la région, bien que mis à l'honneur par de prestigieuses cathédrales et abbayes : il s'agit du style gothique rayonnant, auquel se rattachent, par exemple, la nef et le transept d'Agnetz, l'église de Chambly, la nef de Cires-lès-Mello, le chœur de Genainville, la chapelle de la Vierge de Luzarches, le chœur de Montataire, la sainte-chapelle de Saint-Germer-de-Fly, la chapelle du prieuré Saint-Victor de Bray, et le chœur de Trumilly. Plus connu, ce dernier appartient à un village tout aussi insignifiant que Heilles, présente un décor abouti, avec des chapiteaux sculptés et des arcatures plaquées sous les fenêtres, et n'a pas été mutilé pour l'installation de boiseries. Avec Trumilly, le chœur de Heilles partage au moins la composition d'une travée droite et d'une abside à pans coupés, mais ce qui fait son originalité, sont la très faible profondeur de la travée droite, équivalente à l'un des pans de l'abside, et les sept pans de l'abside, au lieu de cinq. D'autres absides à sept pans de la première période gothique existent à Mouy ; ainsi qu'à Gouzangrez, Us et Vétheuil, dans le Vexin français.
En l'occurrence, l'exigüité du sanctuaire ne justifie guère les sept pans, et il ne s'agissait pas non plus de créer l'effet « cage de verre » propre aux édifices rayonnants, car la travée droite et les deux pans droits de l'abside sont dépourvus de fenêtres. Pour insister encore sur les fenêtres, qui sont au nombre de cinq, elles possèdent un remplage rudimentaire de deux lancettes surmontées d'un oculus, avec des meneaux simplement chanfreinés. Ces réseaux évoquent les débuts des fenêtres à remplage, comme aux parties orientales de Bury et à Villers-Saint-Paul, mais dans le contexte des chapiteaux typiquement rayonnants, aux corbeilles restées nues, ils sont plutôt l'expression de l'économie des moyens, à moins qu'ils résultent simplement des travaux en 1865, les réseaux d'origine ayant été cassés. Un tore, sans chapiteaux, mais avec des bases simples, encadre chacune des baies. Ces tores ne sont pas à confondre avec les formerets, qui assument souvent une double mission dans les absides, car les lunettes de la voûte sont situées plus haut que les sommets des fenêtres. Les formerets font défaut, et il n'y a pas non plus de formerets dans la partie droite du chœur. Les nervures des voûtes se résument donc aux ogives et aux arc-doubleaux intermédiaire. Les ogives et le doubleau intermédiaire partagent le même profil monotorique, sauf que le doubleau est un peu plus épais. Avec les ogives, il retombe sur des faisceaux de trois fines colonnettes, dont le diamètre est identique aux nervures correspondantes. Bien que non mouluré et à simple rouleau, le doubleau occidental vers la base du clocher retombe également sur des faisceaux de trois colonnettes, dont une est sans emploi. Il est à noter que ce doubleau occidental est tout à fait indépendant de l'arcade contigüe de la base du clocher. Les tailloirs des chapiteaux sont octogonaux ou à angles abattus, et leur partie supérieure est moulurée de deux fines baguettes, puis suivent une plate-bande et un cavet, tout aussi fines. Les corbeilles, non sculptées, sont délimitées par une baguette largement proéminente en haut, et par un astragale en bas. En l'absence de sculpture, les corbeilles étaient pourvues d'un décor peint en ocre brun, comme on peut encore le voir dans l'angle sud-ouest. Les nervures étaient traitées en faux-appareil, et les voûtains étaient peints de délicats rinceaux, comme à Éméville. Des peintures murales agrémentaient aussi les pans aveugles du chœur. Dans la première travée, au nord, l'on voit encore la partie inférieure d'un personnage.

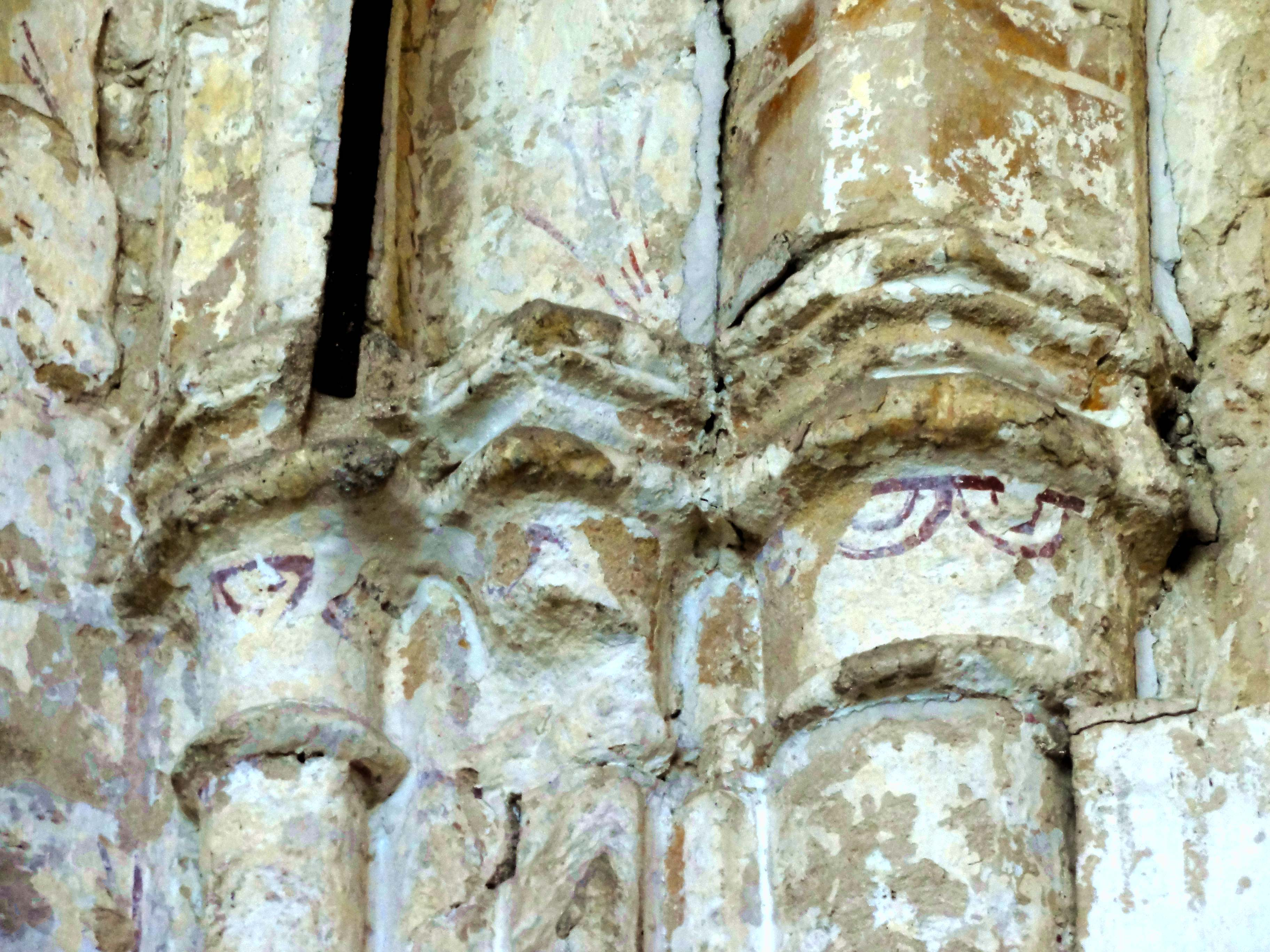
Chapiteaux dans l'angle sud-ouest.
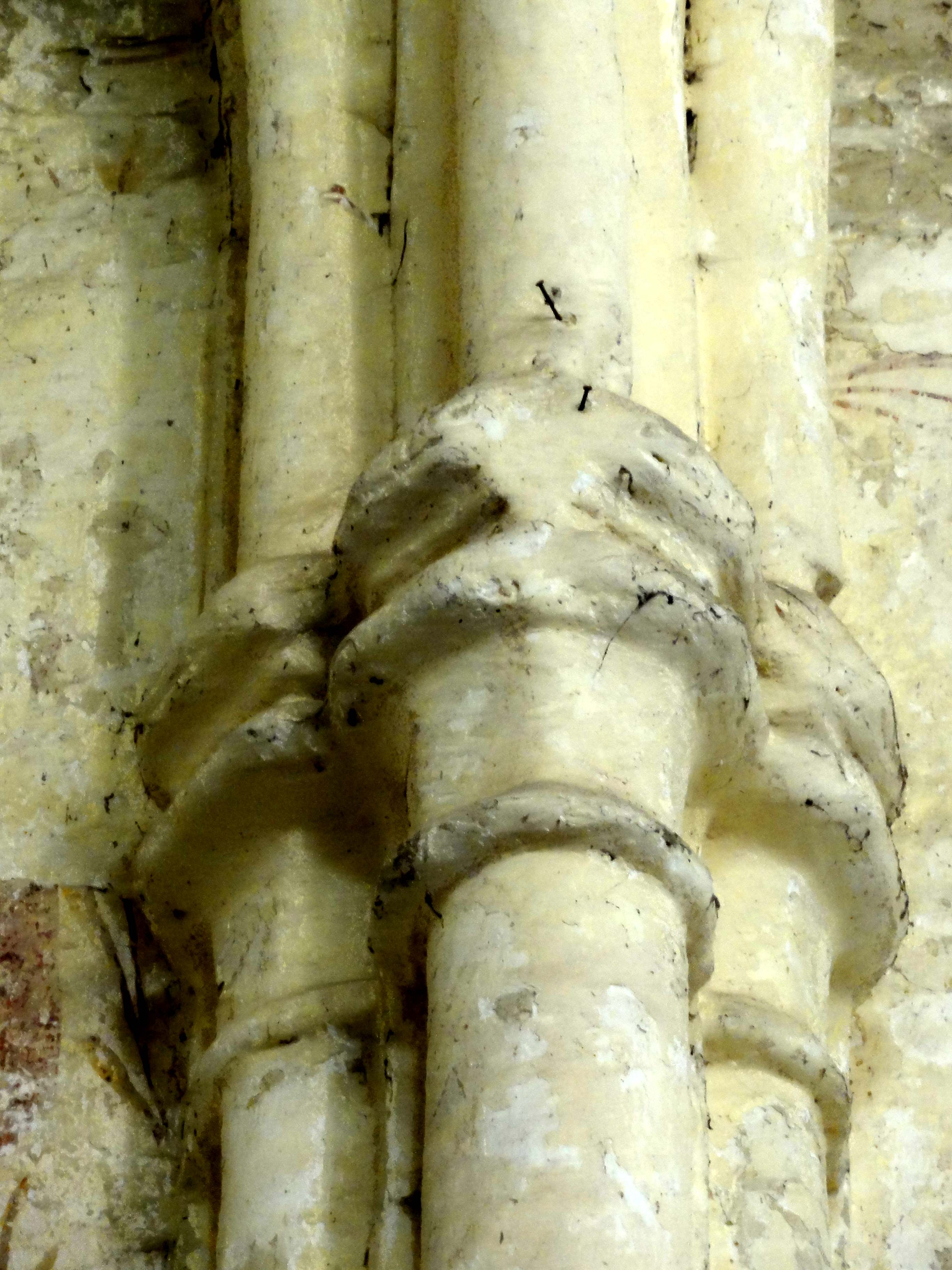
Chapiteaux du doubleau intermédiaire, côté nord.
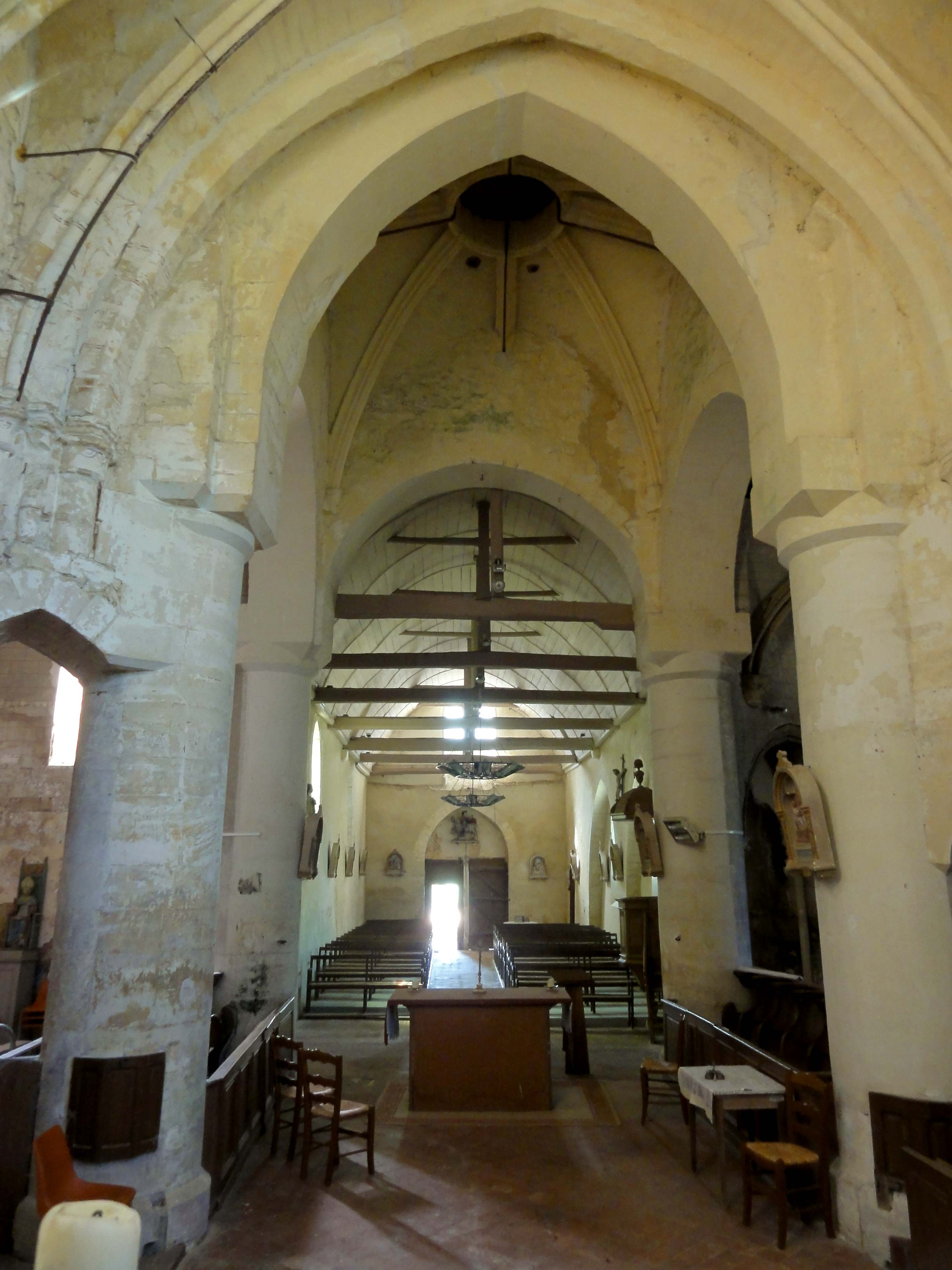
Vue vers l'ouest sur la base du clocher.
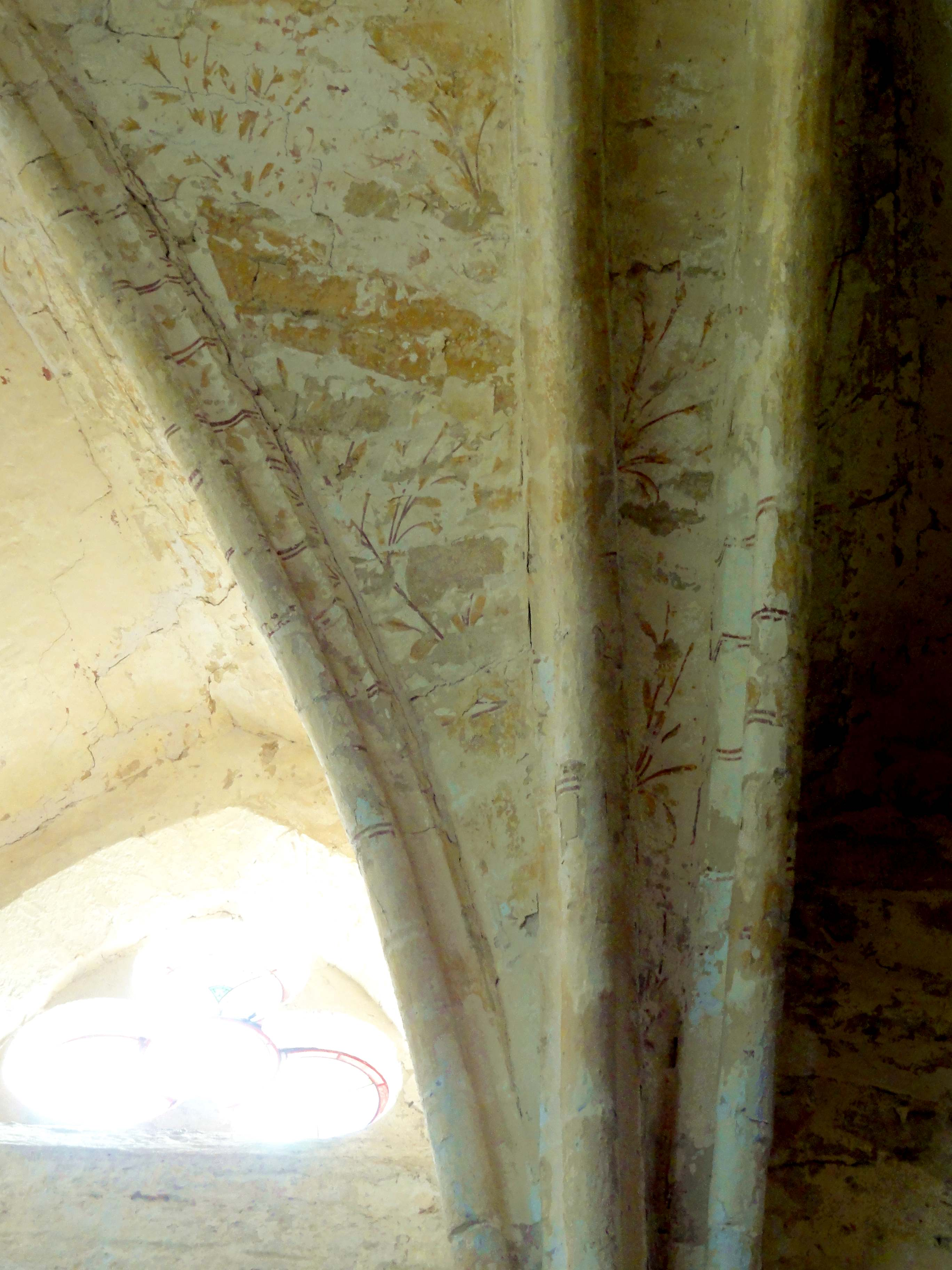
Polychromie architecturale des voûtes.
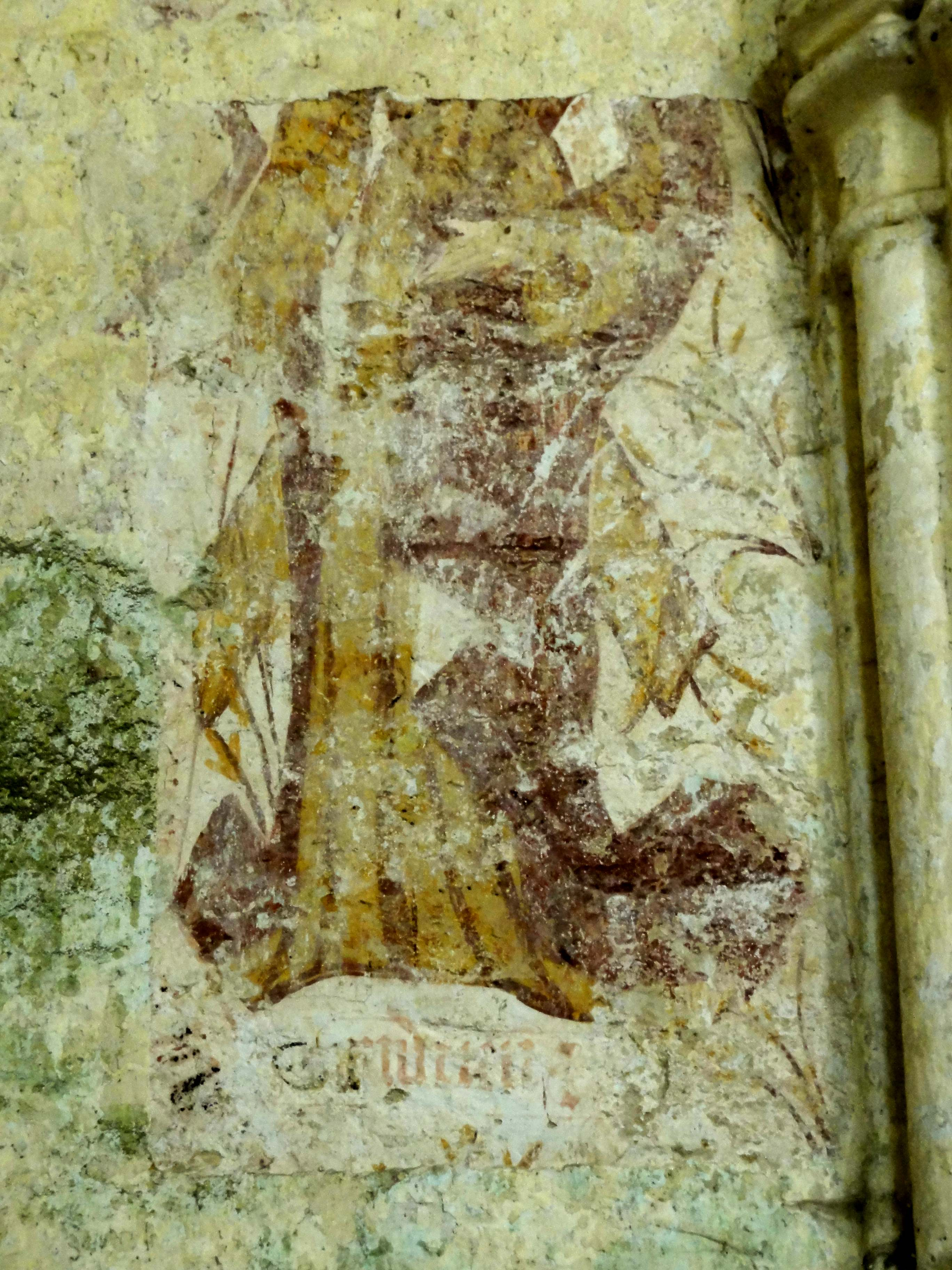
Peinture murale au nord.
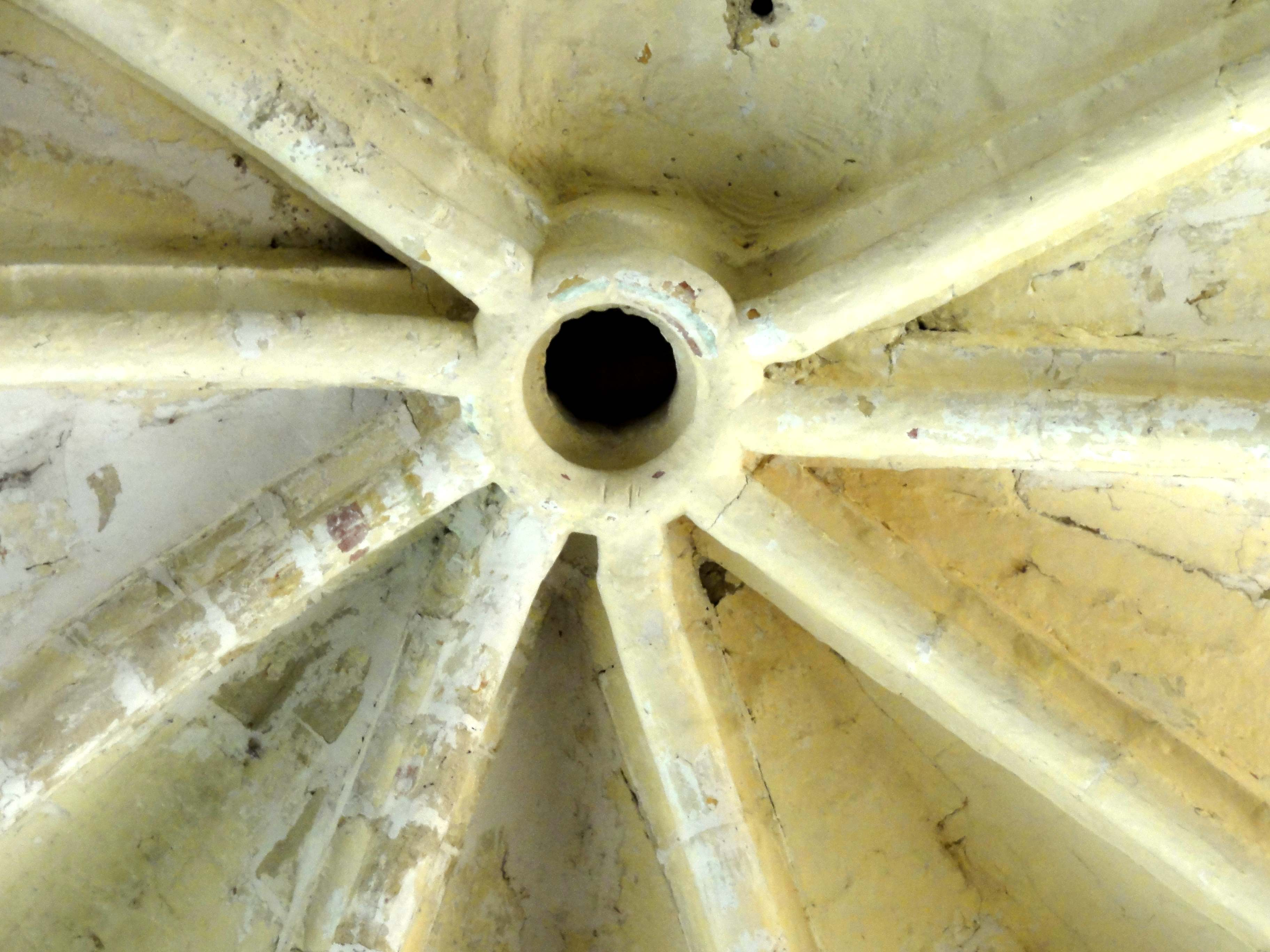
Clé de voûte de l'abside.

### Extérieur

#### Façade occidentale et portails

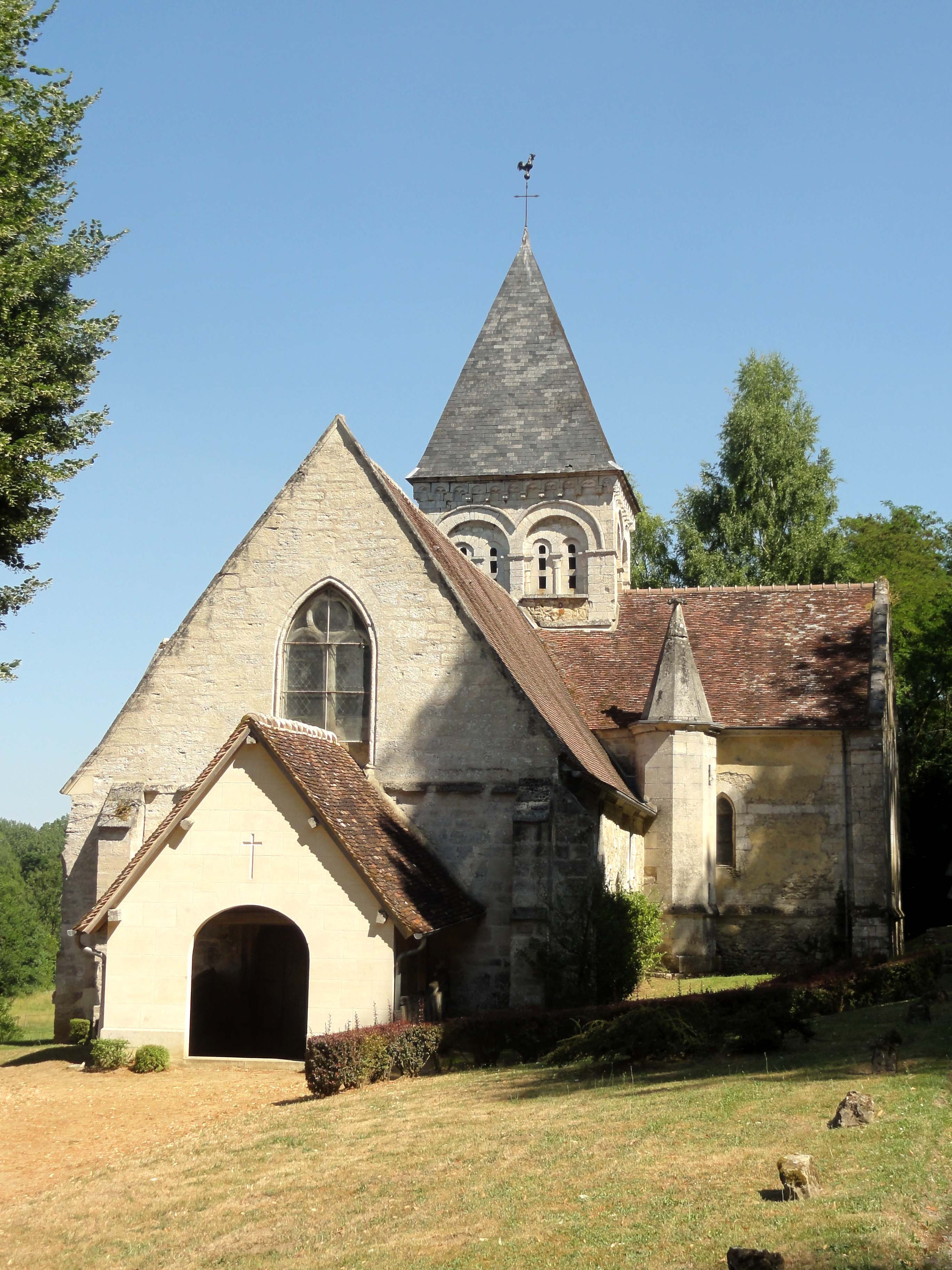
Façade occidentale.

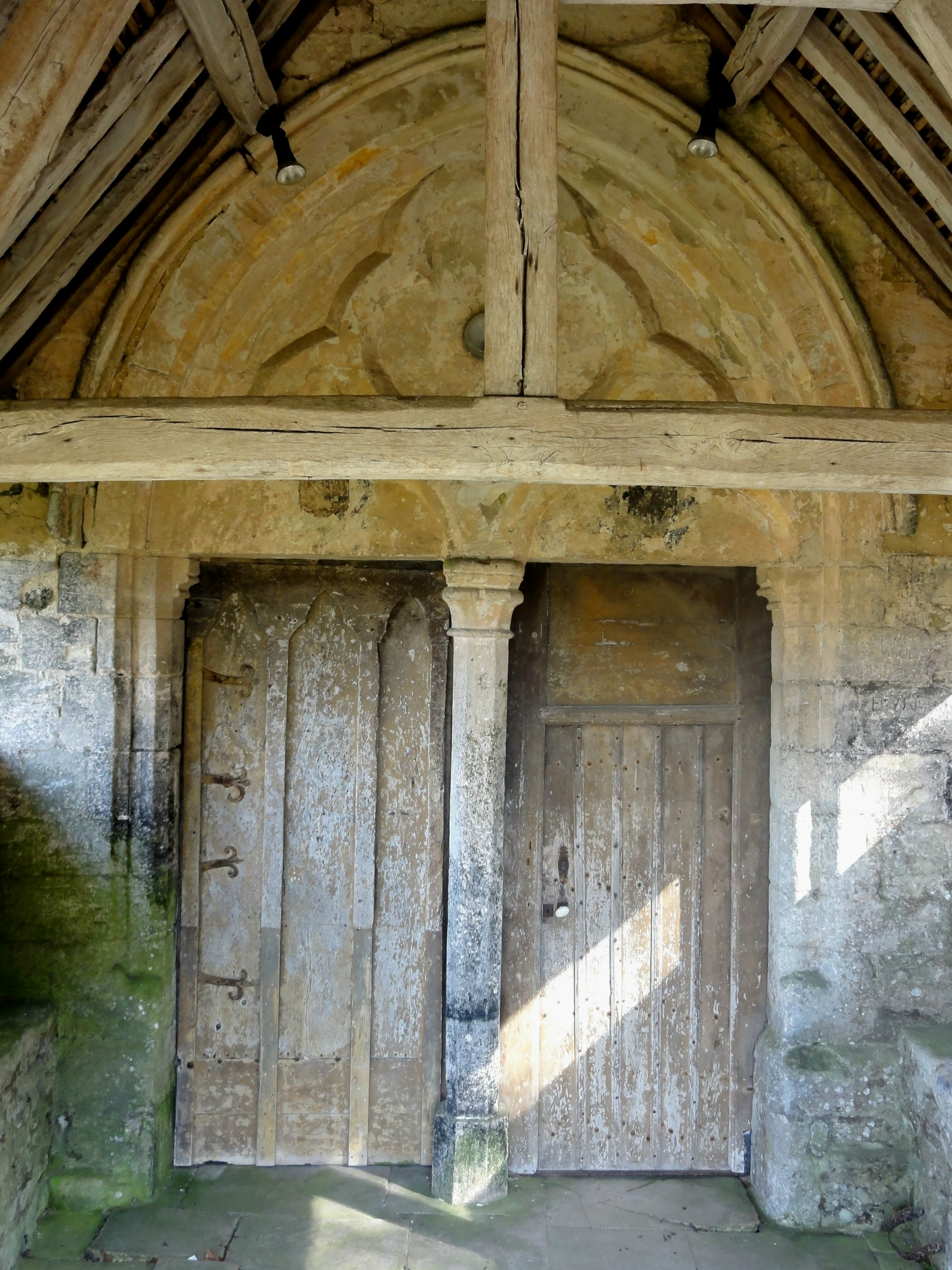
Portail occidental.

La façade occidentale n'est pas très marquante pour l'impression générale que donne l'édifice : elle est de petite envergure, précédée par un porche, et ne masque pas le transept, la tourelle d'escalier octogonale avec sa petite flèche de pierre et le clocher roman. Ainsi, l'église Saint-Martin tient son cachet des différents éléments qui harmonisent ensemble, et créent une silhouette assez archétypique d'une petite église rurale de l'Oise. La grande baie occidentale de la nef est presque entièrement prise dans le pignon, ce qui illustre bien l'intérêt de réaliser une nef non voûtée : la quasi-totalité du volume construit est ici mis à profit pour l'espace intérieur, tandis que des voûtes d'ogives sont toujours comprises entre les murs gouttereaux, et obligent le maître d'œuvre à les exhausser considérablement pour obtenir une hauteur intérieure identique. La baie, munie d'un remplage probablement authentique du XIIIe siècle, prend appui sur un larmier situé deux assises en dessous de la naissance du pignon. Deux contreforts orthogonaux épaulent les angles. De section carrée, ils sont scandés par un larmier sur la face frontale, et s'amortissent par un glacis formant larmier.
Le porche, dont la façade moderne est malheureusement sans caractère, occupe les trois quarts de la largeur disponible entre les contreforts, et le sommet de son toit en bâtière se superpose à la fenêtre haute. L'intérieur du porche a davantage de caractère, et propose des bancs de pierre le long des murs gouttereaux. La charpente est apparente. Antoine-Joseph Warmé met l'existence du porche en rapport avec l'éloignement du centre du bourg, et pense qu'il fut destiné en même temps à empêcher les eaux pluviales et les eaux de ruissellement de la côte voisine à entrer dans l'église. Ce deuxième argument n'est pas facile à suivre. Quant au premier, l'on peut seulement observer qu'un grand nombre d'églises sont équipées de porches aux XVIe et XVIIe siècles, qui ont souvent été démolis dans le cadre de la mise en valeur des monuments historiques, car cachant les portails. C'est le cas à Ansacq, Berville, Catenoy. Des porches subsistent toujours à Angicourt, Barbery, Bouconvillers, Cauffry, Cires-lès-Mello, Mello, Thiverny, Ully-Saint-Georges, etc. : nombre de ces églises sont situées au centre des villages.
Le portail occidental se distingue par son tympan en arc brisé, tenant en même temps lieu de tympan, qui arbore deux têtes trilobées comme au sommet des lancettes de nombreux remplages gothiques, surmontées d'un trilobe inversé. Ces formes s'affichent en faible relief, et ne sont pas soulignées par des tores, ce qui n'est pas usuel pour les tympans. On trouve des tympans similaires à Agnetz, Le Bellay-en-Vexin (portail nord bouché - un seul trilobe), Chambly (porte du clocher - un seul trilobe) ; Laigneville (un seul trilobe) ; et un tympan identique à Marly-la-Ville (troisième quart du XIIIe siècle). Des armoiries effacées se devinent encore sous les têtes trilobées, ainsi que des traces d'une polychromie architecturale en ocre. Point d'archivolte à voussures multiples comme sur la plupart des portails des XIIe et XIIIe siècles de la région. L'arc du portail n'est pas mouluré, mais soigneusement appareillé de très longs claveaux incurvés, quatre seulement de chaque côté. Ils sont surmontés d'un bandeau mouluré. Le tympan repose directement sur le trumeau et deux tas de charge en haut des piédroits, qui sont à double ressaut chanfreiné. Le trumeau est un mince pilier carré aux angles abattus, muni d'un chapiteau avec tailloir du même plan, adoptant le profil des chapiteaux du chœur. Au sud de la nef, l'ancien portail latéral bouché devait lui aussi être muni d'un porche, comme l'indiquent les deux corbeaux sans emploi englobés dans le mur. Son tympan est une déclinaison simplifié de son homologue du portail occidental, et affiche seulement une tête trilobée, comme à Condécourt (portail sud bouché), Montépilloy (une tête trilobée seule), Tillard (une tête trilobée seule). Dès l'origine, le tympan fut peint d'une Vierge à l'Enfant en rouge, vert et noir, qu'Eugène Müller a encore bien reconnu à la fin du XIXe siècle. Elle est maintenant effacée, mais l'auteur attire l'attention sur la supériorité des procédés de l'époque, « tandis que les peintures rutilantes à l'huile dont on badigeonne nos pierres renvoient l'humidité à l'intérieur jusqu'à ce qu'elles cloquent et tombent, ne laissant en souvenir de leur passage que des lêpres et des tâches, les fresques des XIIIe et XIVe siècles à Rieux, à Cambronne, à Villers-Saint-Paul etc., tiennent bon ».

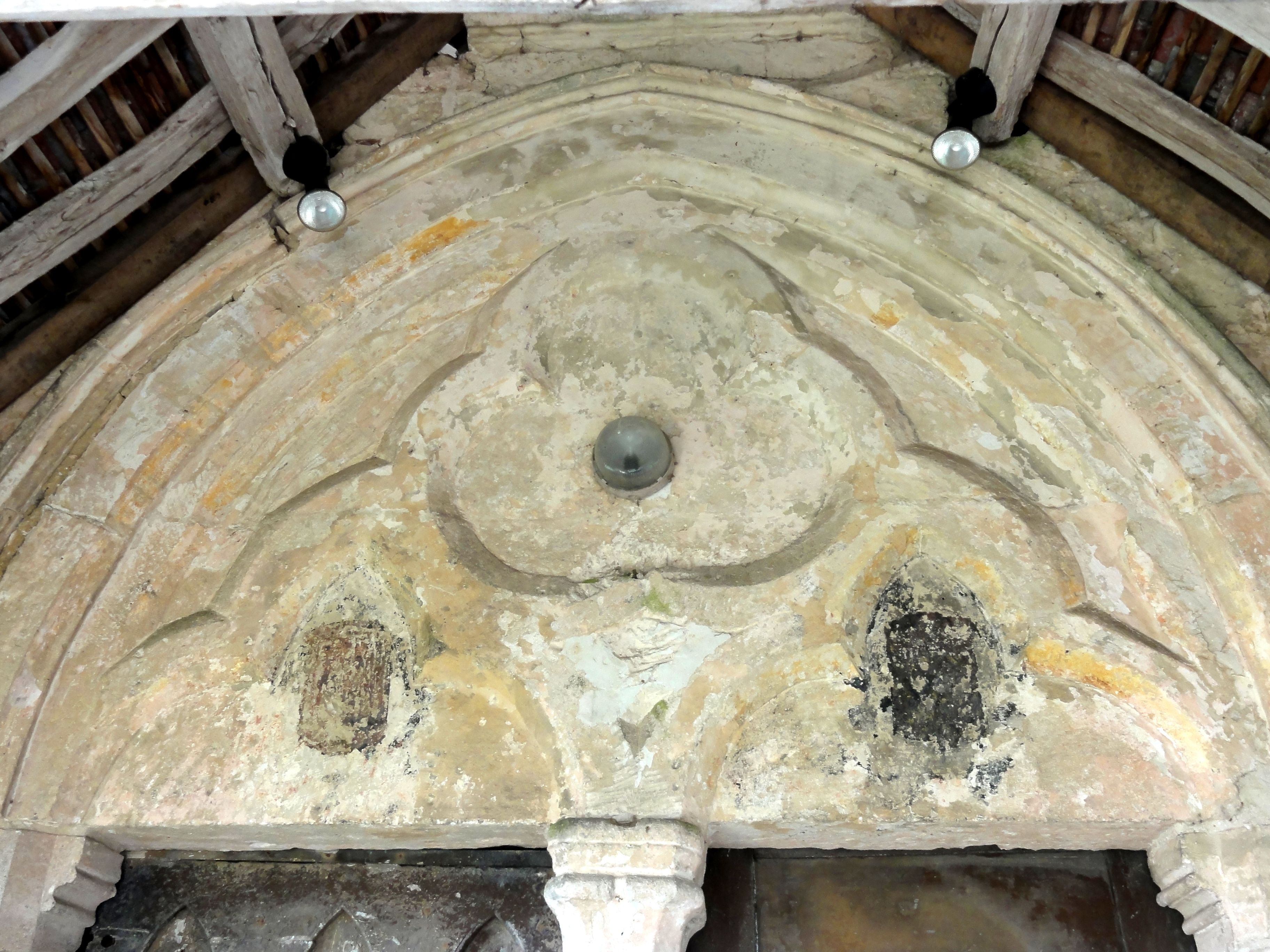
Tympan du portail occidental.
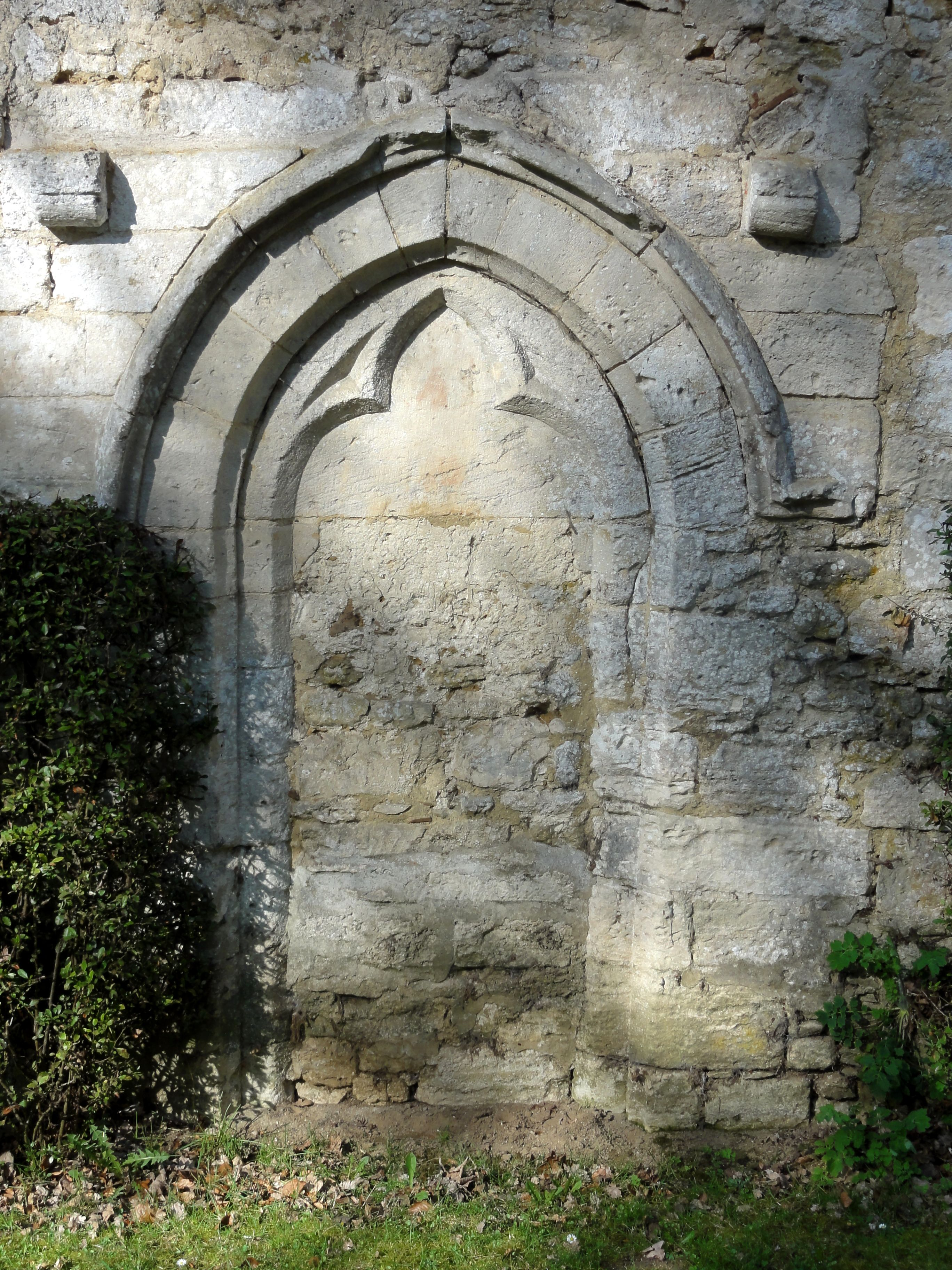
Ancien portail latéral sud.
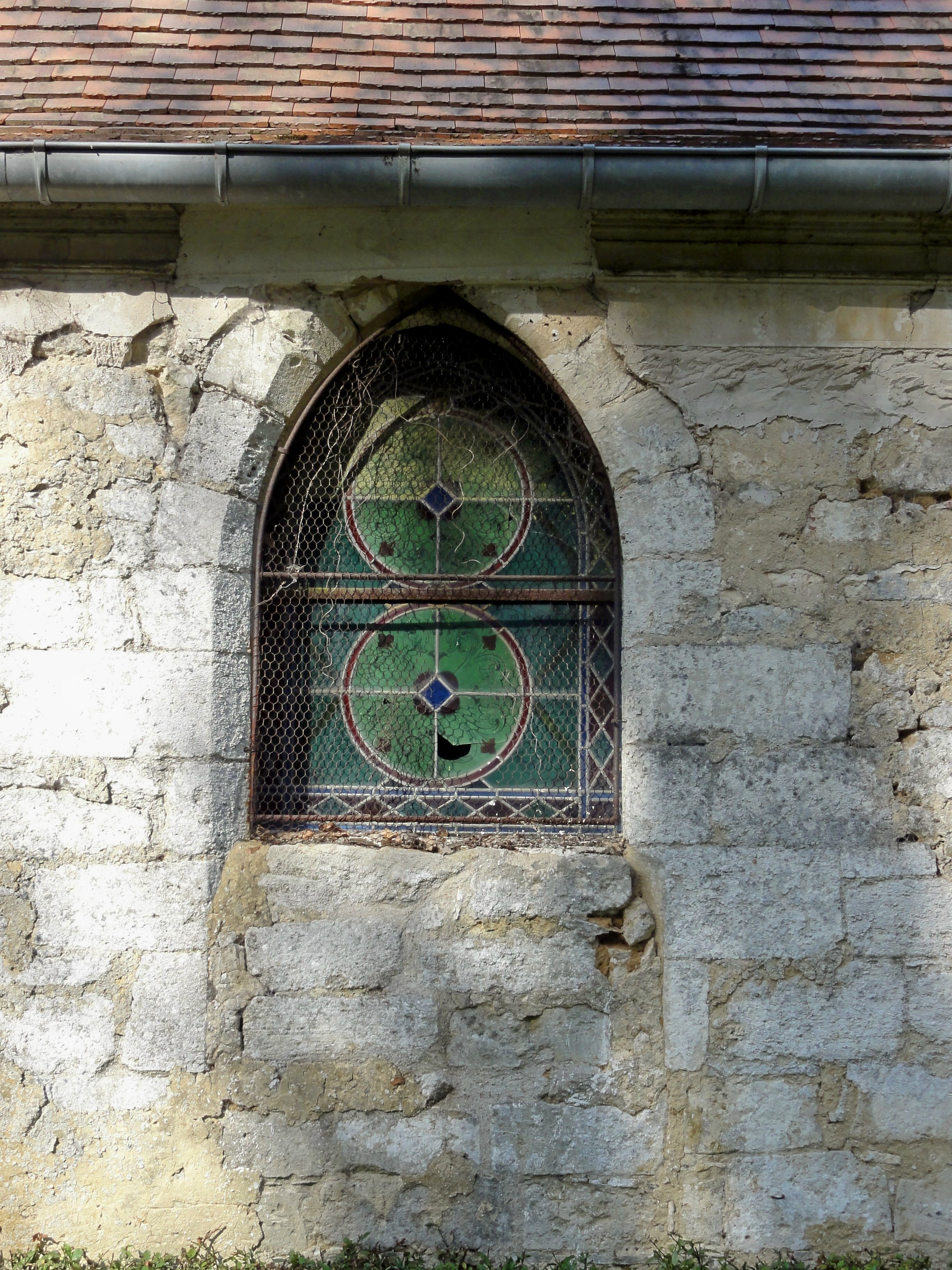
Fenêtre au sud de la nef.
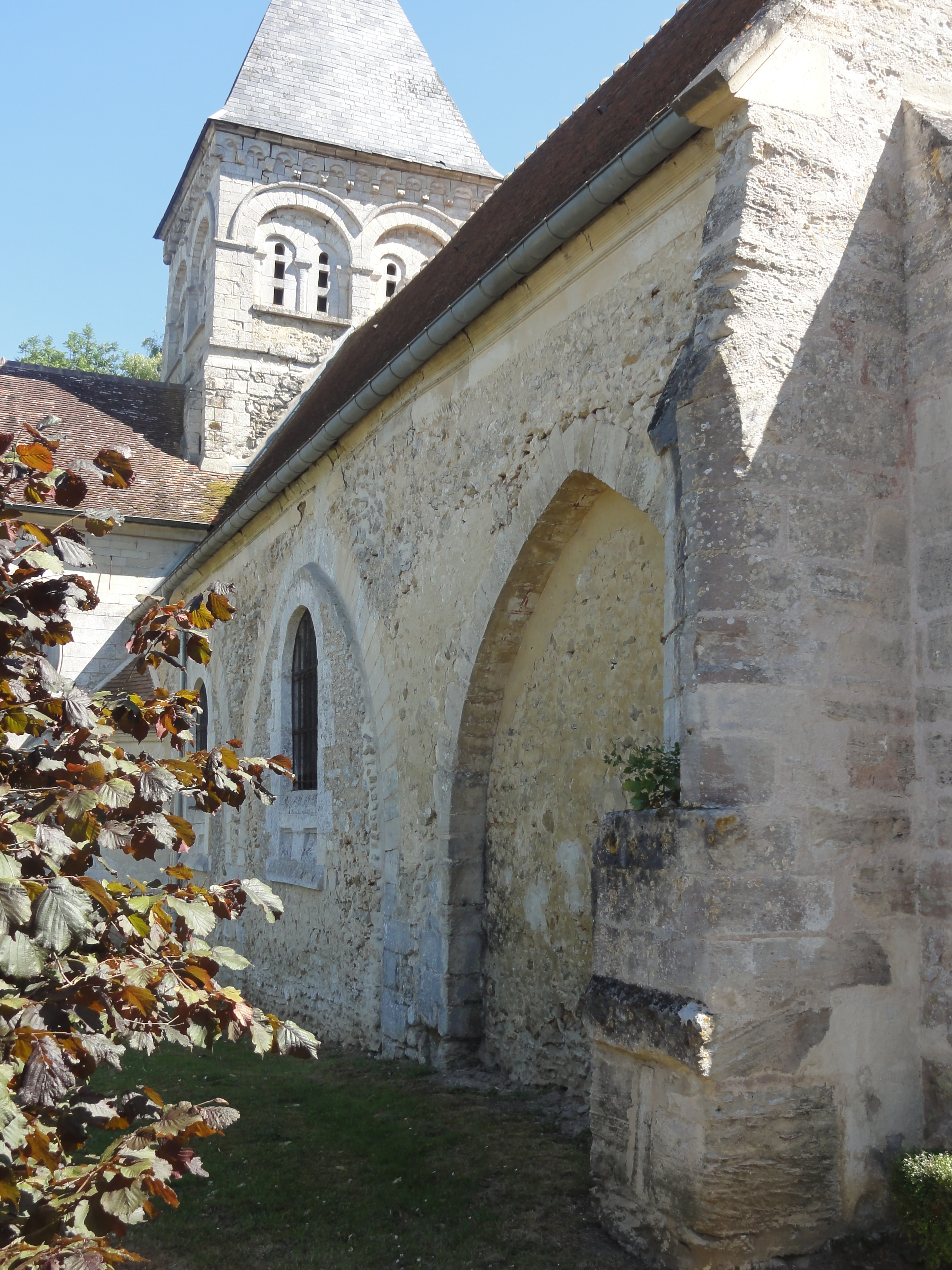
Flanc nord de la nef.
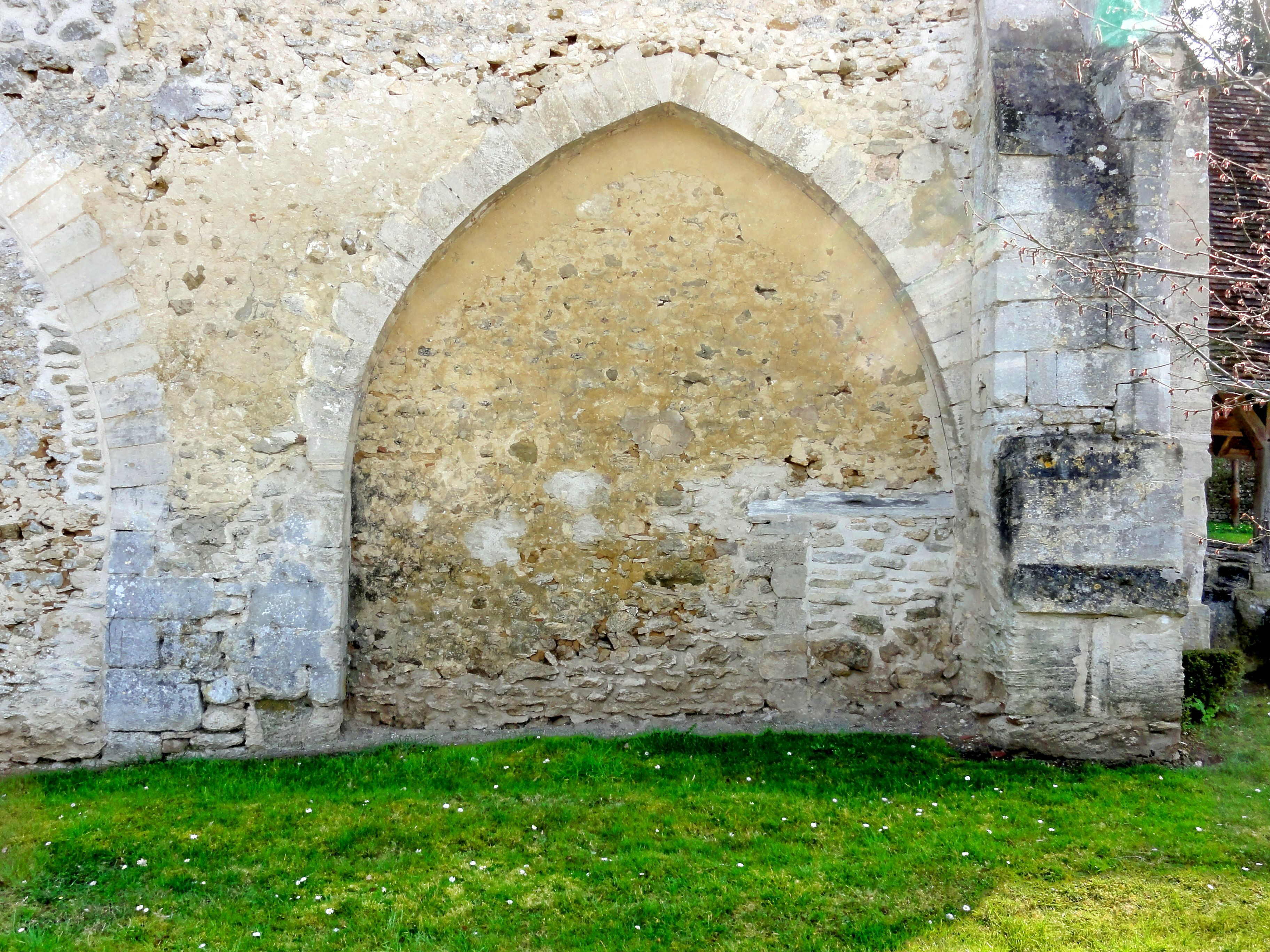
1re grande arcade bouchée au nord.
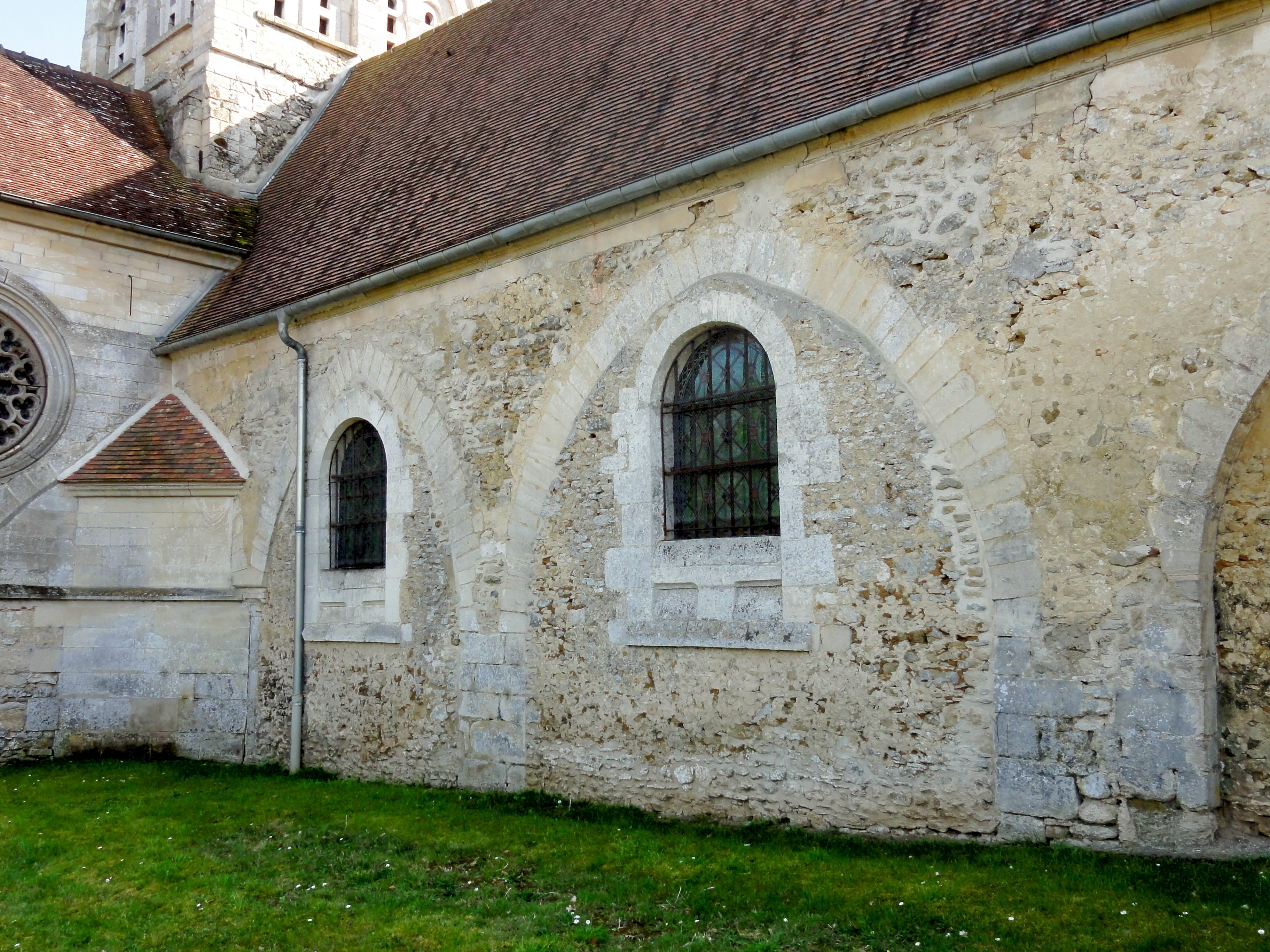
3e et 2e grandes arcades bouchées au nord.

#### Clocher

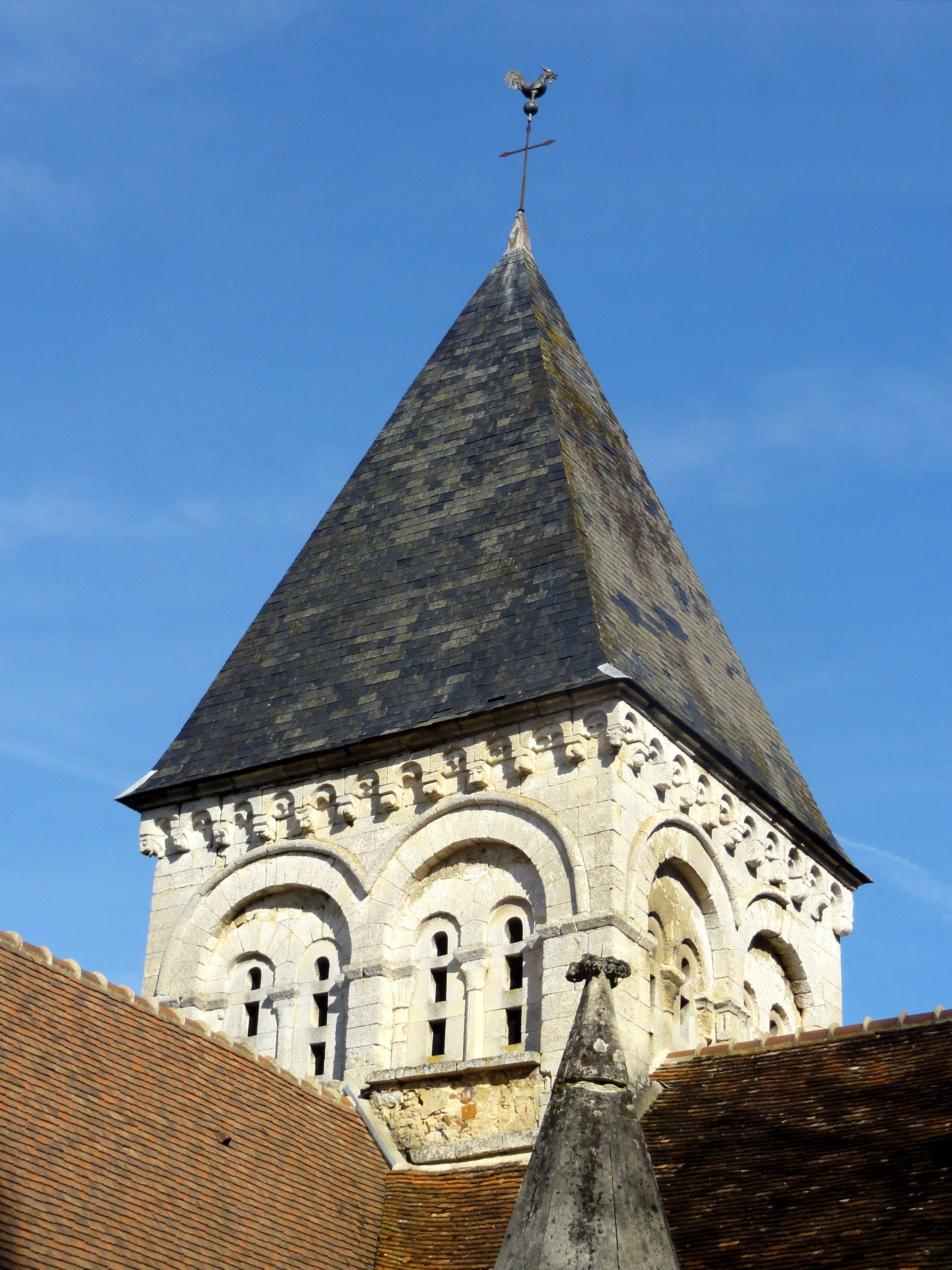
Clocher, côté sud-ouest.

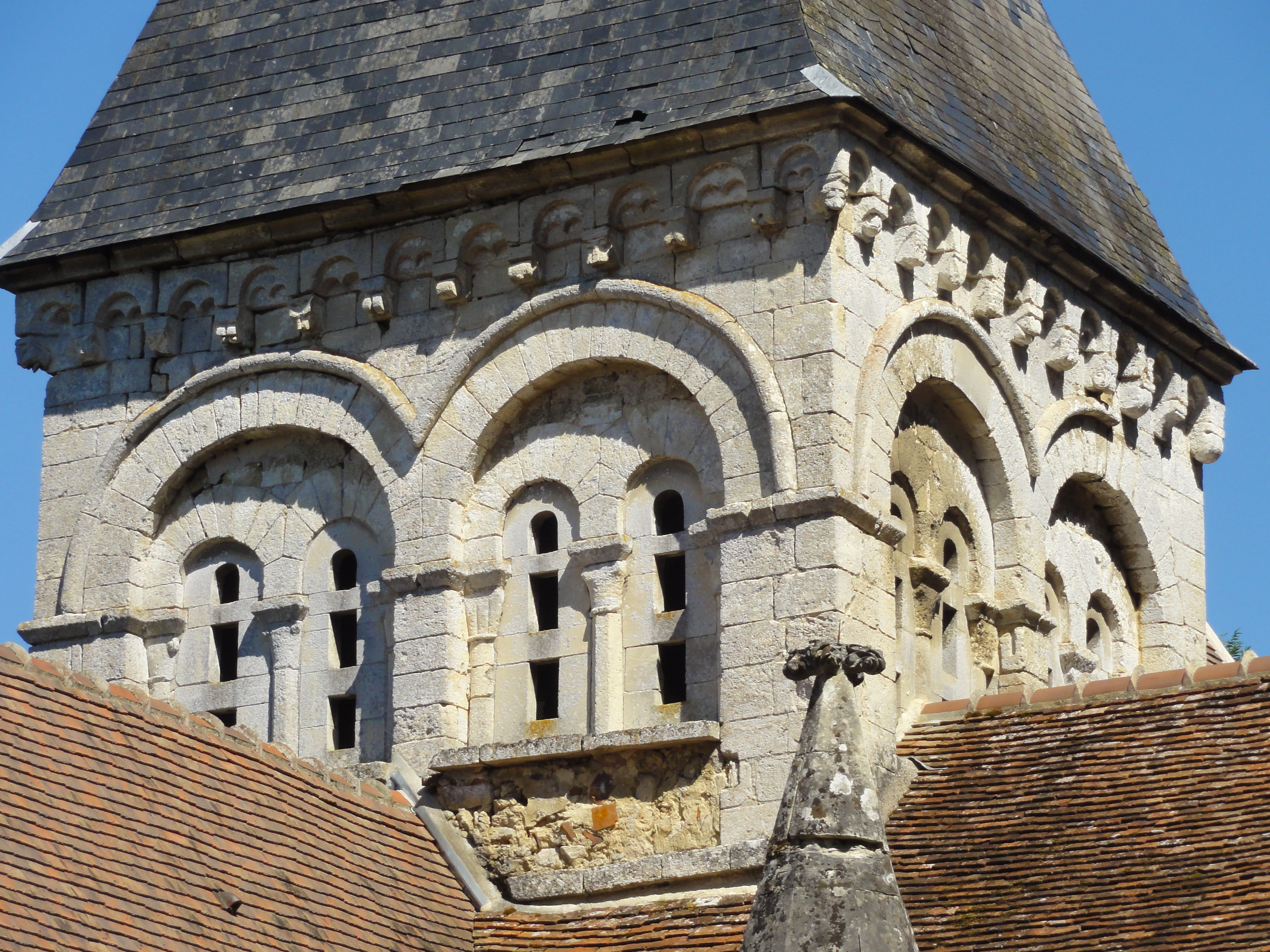
Étage de beffroi.

Par l'étage de beffroi, le clocher de Heilles se rattache à la série des clochers romans de l'Oise à deux baies par face, subdivisées chacune en deux petites arcades en plein cintre par une colonnette centrale et un tympan. Ces clochers sont Auger-Saint-Vincent, Béthisy-Saint-Martin, Bonneuil-en-Valois, Catenoy, Cauffry, Chamant, Frocourt, Jaux, Glaignes, Labruyère, Marissel (tour centrale), Marolles, Ménévillers, Morienval (tour occidentale), Néry, Orrouy, Saintines et Saint-Vaast-de-Longmont. Par l'absence de contreforts, qui constituent plutôt l'exception à ce niveau à la période romane (plusieurs clochers de ce groupe datent en réalité de la seconde moitié du XIIe siècle) ; par l'absence de colonnettes d'angle, largement répandus ; et par l'absence de colonnettes sur les montants des deux baies par face, le clocher de Heilles se rattache à un groupe de clochers décorés assez sobrement, et ressemble notamment à ses homologues de Catenoy, Chamant, Jaux, Marissel et Ménévillers. Sur ces clochers, les deux baies par face n'ont pas les archivoltes moulurées. L'on peut laisser de côté Jaux, où les détails de l'architecture ont été gommés par des réparations, et Chamant, où le tympan commune des deux petits arcades repose sur une unique colonnette centrale.
Reste donc le petit groupe de Catenoy, Heilles, Marissel et Ménévillers, où les deux petites arcades comprises dans chacune des baies sont définies par trois colonnettes à chapiteaux supportant un tympan appareillé. À Catenoy et Marissel, les claveaux des baies sont surmontés d'un rang de billettes ; à Heilles, l'on trouve des bandeaux toriques. À Catenoy, Marissel et Ménévillers, les corniches sont formées par une tablette reposant sur des modillons sculptées ; à Heilles, l'on trouve une corniche beauvaisine reposant également sur des modillons sculptés de masques. La corniche beauvaisine est constituée de petites arcatures en plein cintre, réséquée chacune en deux arcatures plus petites, et employée tout au cours du XIIe siècle. Selon Jean Vergnet-Ruiz, qui a relevé la plupart des exemples, la saillie diminue au fur et à mesure que l'on s'approche de la fin du XIIe siècle, et la corniche de Heilles serait donc l'une des plus anciennes, mais l'auteur ne se prononce pas sur sa date. Il y a onze segments à l'ouest et à l'est, et dix au nord et au sud. Les modillons ne sont pas tous sculptés de têtes de monstres, mais aussi de formes abstraites simples, ou décorés seulement de moulures. — Tout l'étage de beffroi est très soigneusement appareillé en pierre de taille, mais la modénature et la sculpture ne sont en revanche pas très développés. Les tailloirs des chapiteaux sont au profil d'une plate-bande et d'un biseau. Au même niveau, les trumeaux et les murs présentent une tablette du même profil. Les chapiteaux sont sculptés de volutes d'angle ou de godrons. Le premier motif apparaît à la seconde moitié du XIe siècle ; le second à la fin de ce même siècle. Trois chapiteaux à l'est, qui sont masqués par la toiture du chœur, se démarquent toutefois des autres, et appartiennent à la catégorie des chapiteaux cubiques d'école normande. L'un représente une grappe de raisin ; un deuxième deux personnages, l'un empreint de calme et de sérénité, l'autre a les cheveux hérissés et l'œil hagard, étant menacé par un serpent qui l'enlace et s'apprête à lui écraser la face. Un oiseau est également présent. Des moulages de ces deux chapiteaux ont été effectués en 1907 par Fidélie Bordez, architecte à Beauvais. — Dans de nombreux clochers, une partie des baies a été bouchée pour parer aux problèmes de stabilité. À Heilles, l'on a choisi de réduire l'ouverture des petites arcades par six assises de pierre de taille, dont trois comportent une ouverture au centre.

#### Transept et chœur

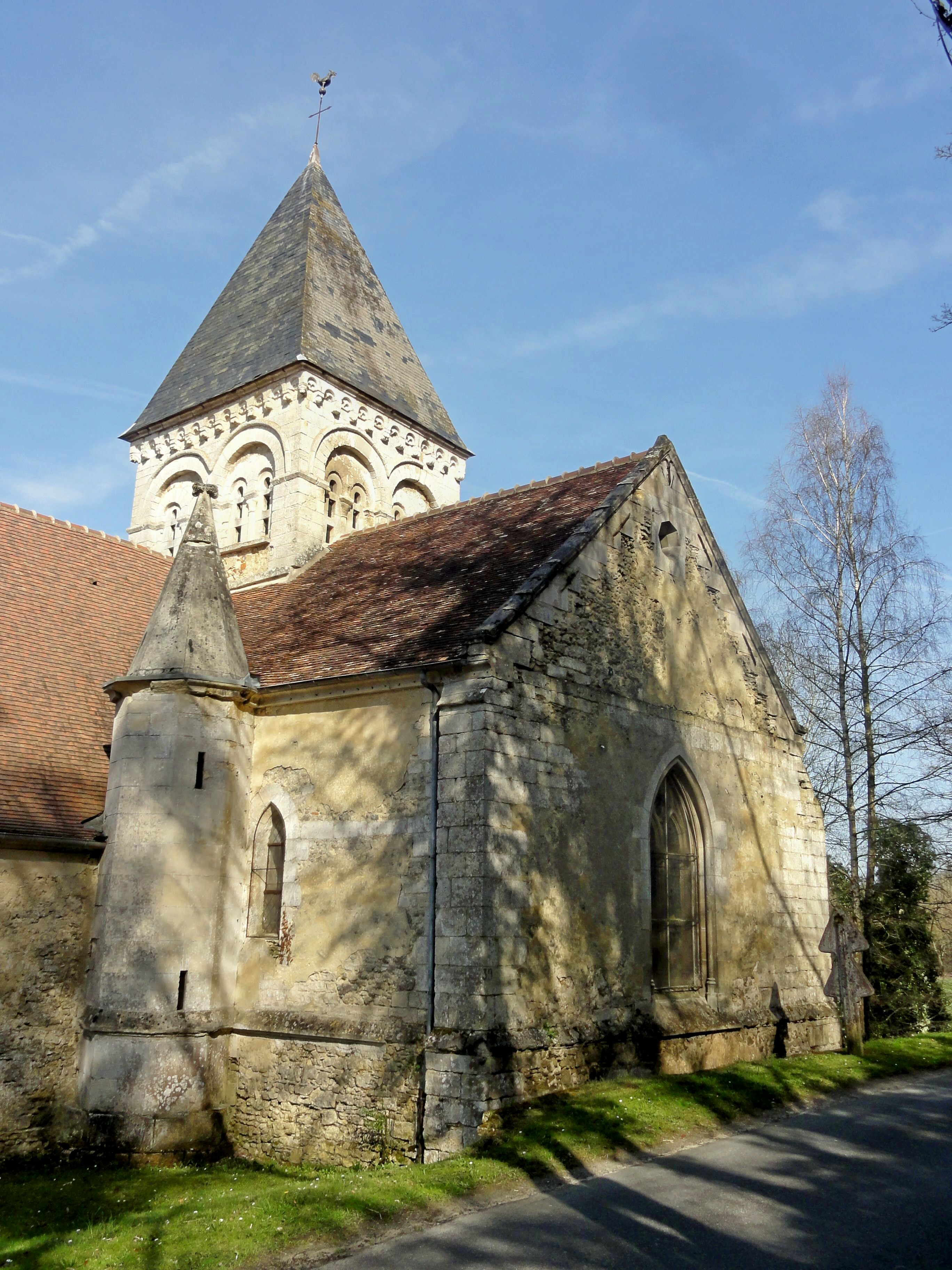
Croisillon sud.

Les deux croisillons du transept sont plus élevés que la nef, et ne devraient pas correspondre à la configuration primitive, car leurs toitures dissimulent la partie inférieure des baies du clocher. La hauteur augmentée des murs est peut-être motivée par la volonté d'équiper les croisillons de voûtes d'ogives, mais comme déjà signalé, le contrebutement est tout à fait insuffisant. Le croisillon nord est dépourvu de contreforts, mais il est vrai qu'il date en grande partie de 1855, et que le projet de restauration néo-gothique porta d'emblée sur des voûtes factices. Ce qui subsiste de la période gothique, sont les parties basses des murs, jusqu'au larmier qui marque la limite des allèges, à l'exclusion des angles, également refaits. Les parties basses sont bâties en moellons irréguliers noyés dans un mortier, et les parties hautes, en pierre de taille. Curieusement, le mur de 1855 englobe les claveaux de l'arcade bouchée vers le bas-côté démoli, alors que le bas-côté aurait masqué une partie de la rosace, et n'existait sans doute déjà plus en 1855. Il pourrait s'agir d'un changement de parti en cours de chantier, ou du reflet d'une indécision quant à une reconstruction éventuelle du bas-côté. Toujours est-il que le larmier est également présent sur le mur qui bouche l'arcade, et que l'appareil de ce mur est analogue à celui que l'on observe, au même niveau, sur le reste du mur.
Quant au croisillon sud, son mur occidental est cantonné d'un contrefort plat, et son mur oriental, d'un contrefort normalement saillant, mais aucun contrefort n'existe au sud. Le larmier qui court à la limite des allèges, comme au nord, exclut a priori une date de construction antérieure au second quart du XIIIe siècle, et la fenêtre occidentale du croisillon sud ressemble aux fenêtres méridionales de la nef, dont les tympans des portails suggèrent une date à partir du milieu du XIIIe siècle. Malgré tout, l'appareil n'est pas homogène : s'il est constitué de pierre de taille, à l'est, où l'on trouve l'unique contrefort solide, il est de tout-venant sur la majeure partie des murs du sud et de l'ouest. Ces constats suggèrent que le mur oriental fut élevé sous la même campagne que le chœur, et que le projet était alors de voûter les croisillons d'ogives, et que des problèmes budgétaires obligèrent par la suite le maître d'ouvrage de revoir le projet à la baisse. Le chœur, plus élevé encore que le transept, est entièrement bâti en pierre de taille. D'un aspect harmonieux grâce à l'espacement régulier des contreforts, il ne paraît pas particulièrement austère grâce aux réseaux des fenêtres ; au larmier qui court à la limite des allèges ; et aux larmiers supplémentaires qui scandent les contreforts, amortis par un glacis formant larmier. Cependant, le décor architectural fait entièrement défaut.

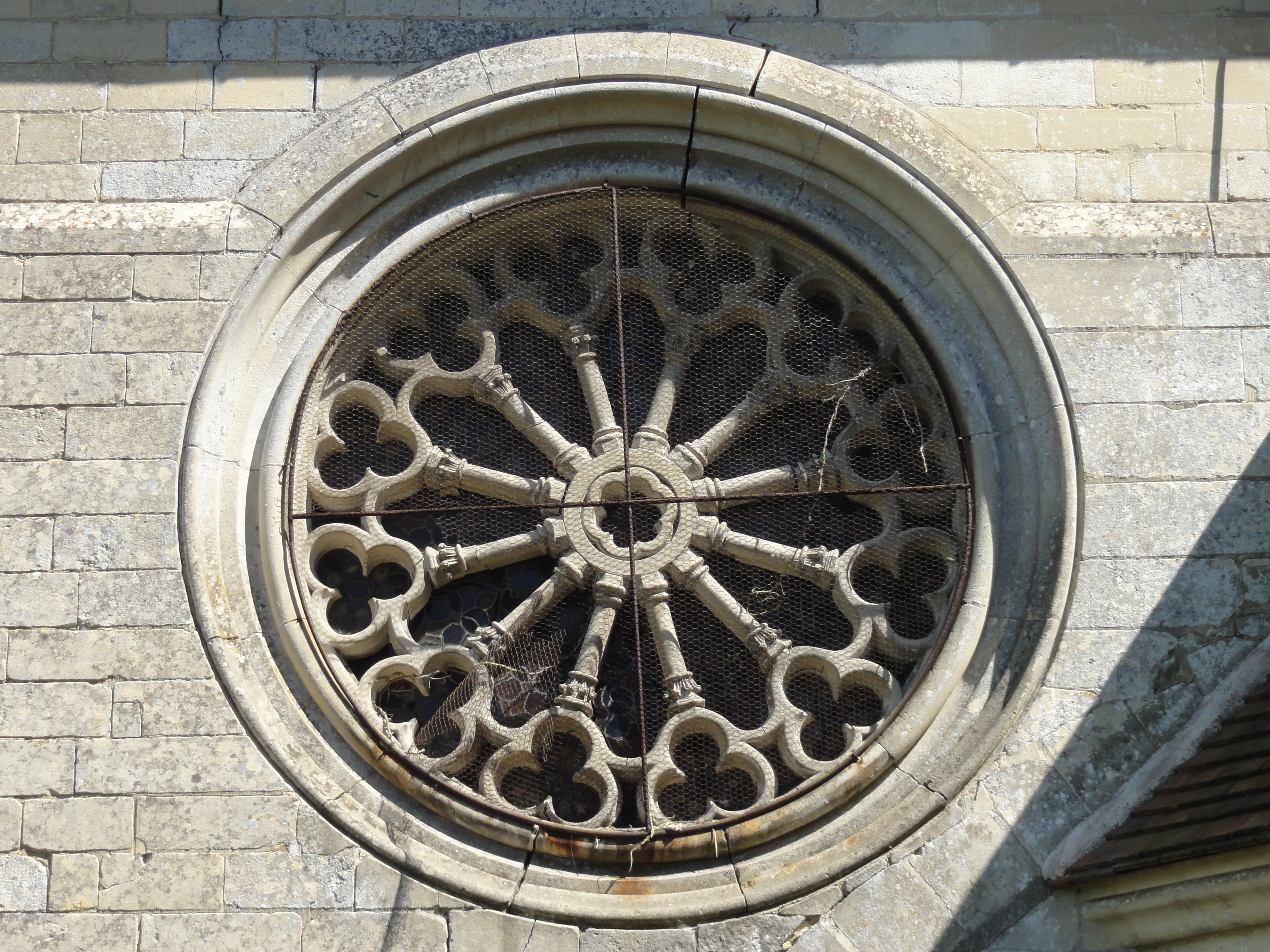
Croisillon nord, rosace occidentale.
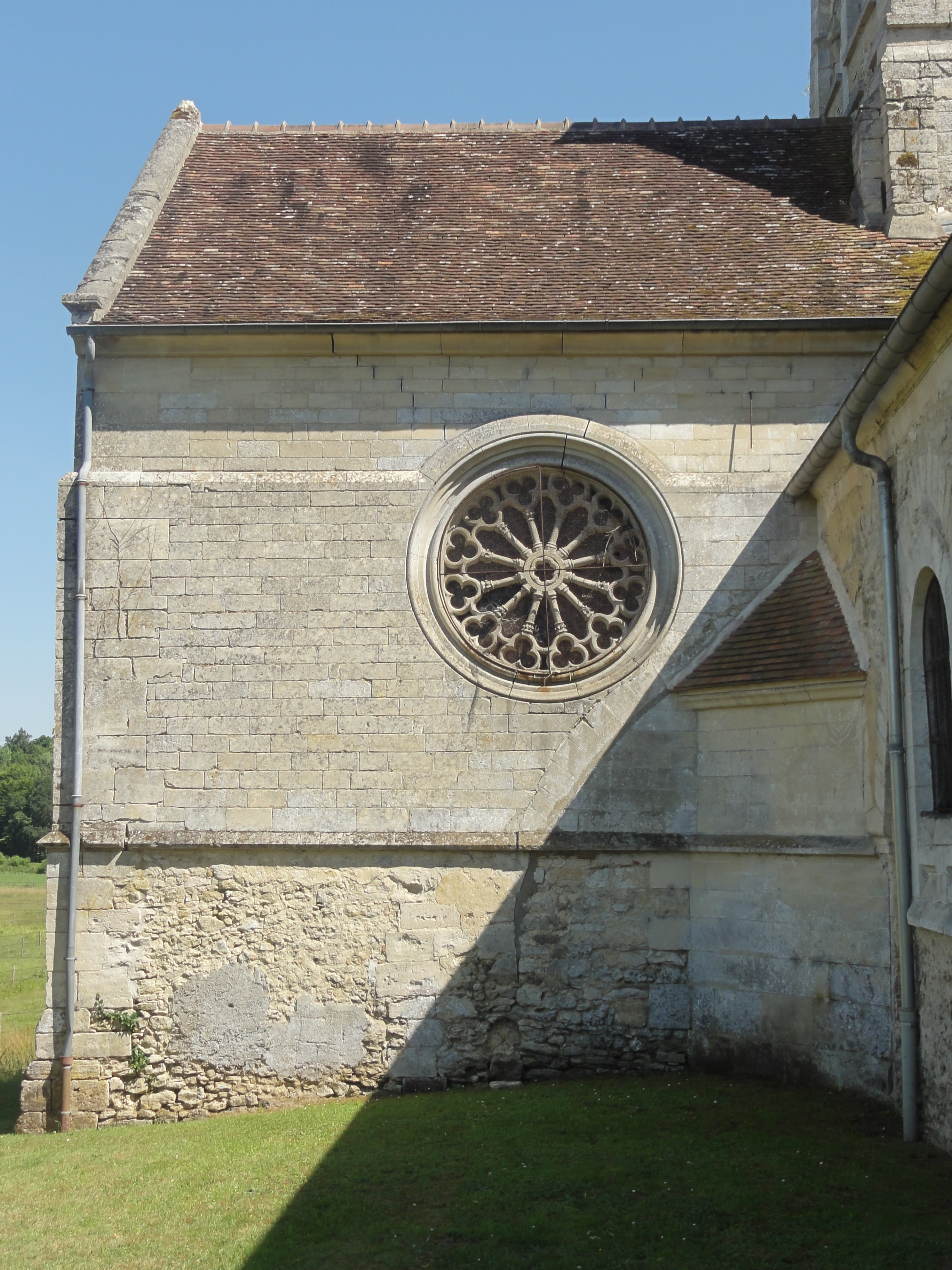
Croisillon nord, vue depuis l'ouest.
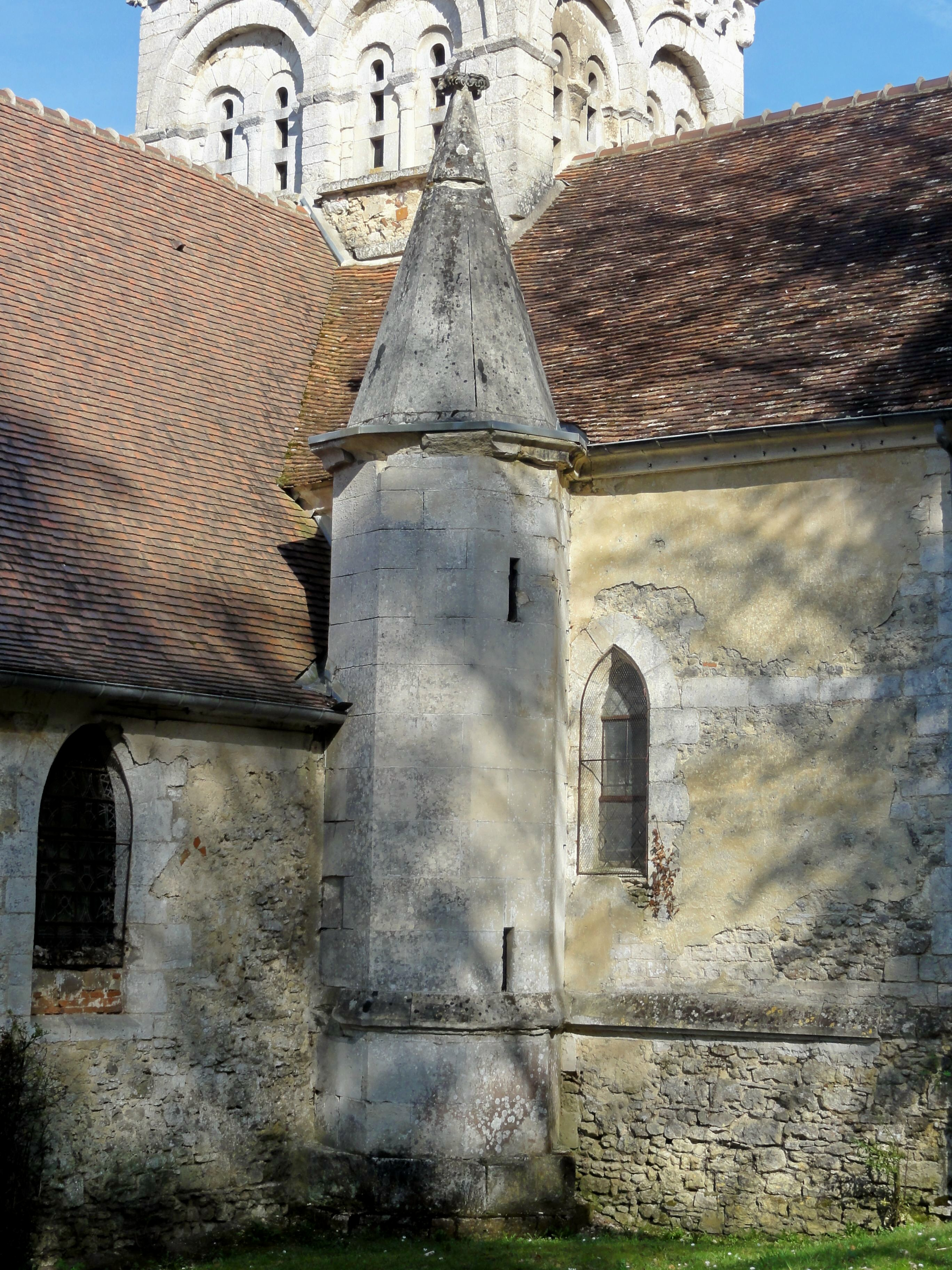
Tourelle d'escalier.
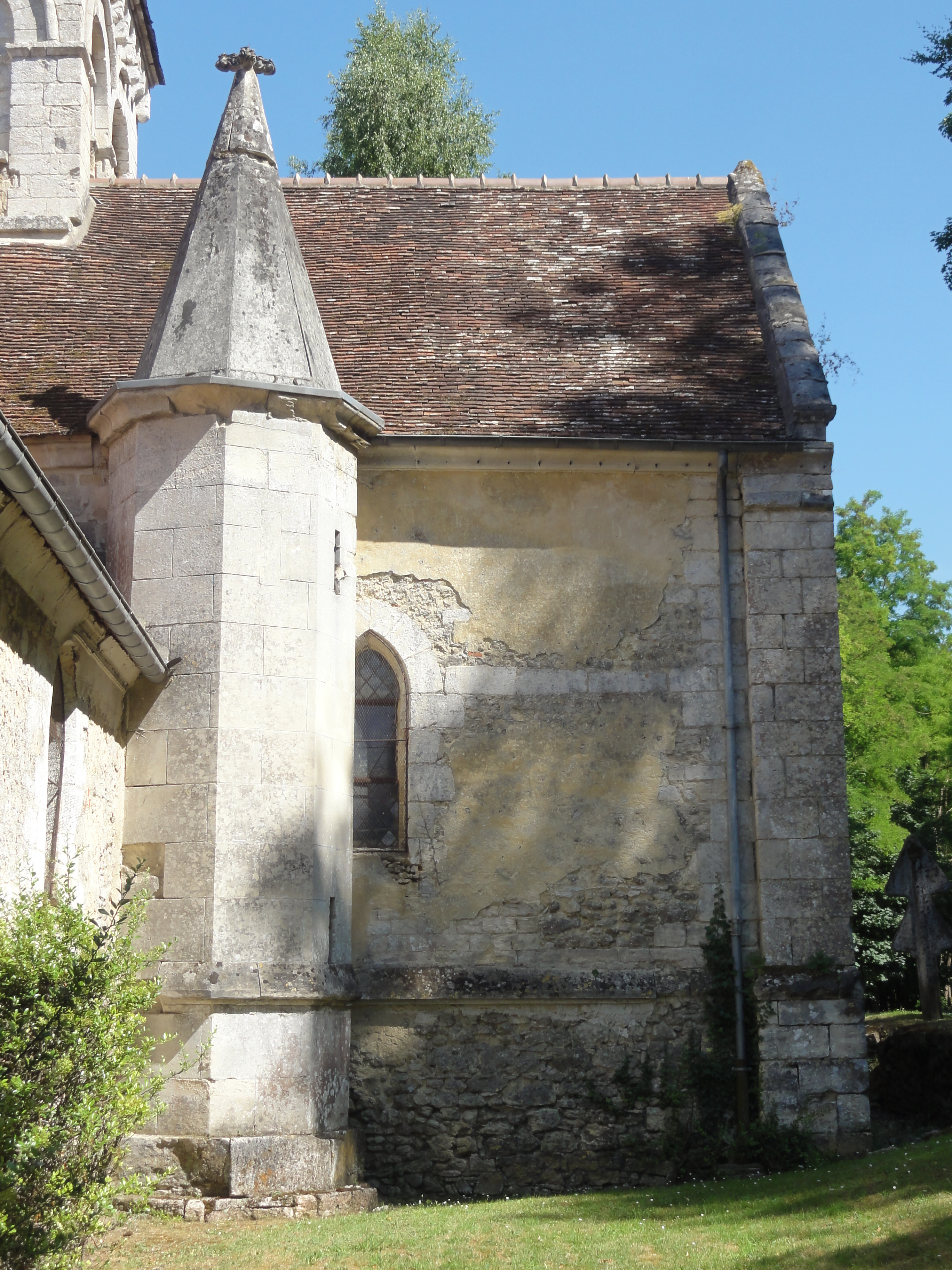
Croisillon sud, vue depuis l'ouest.
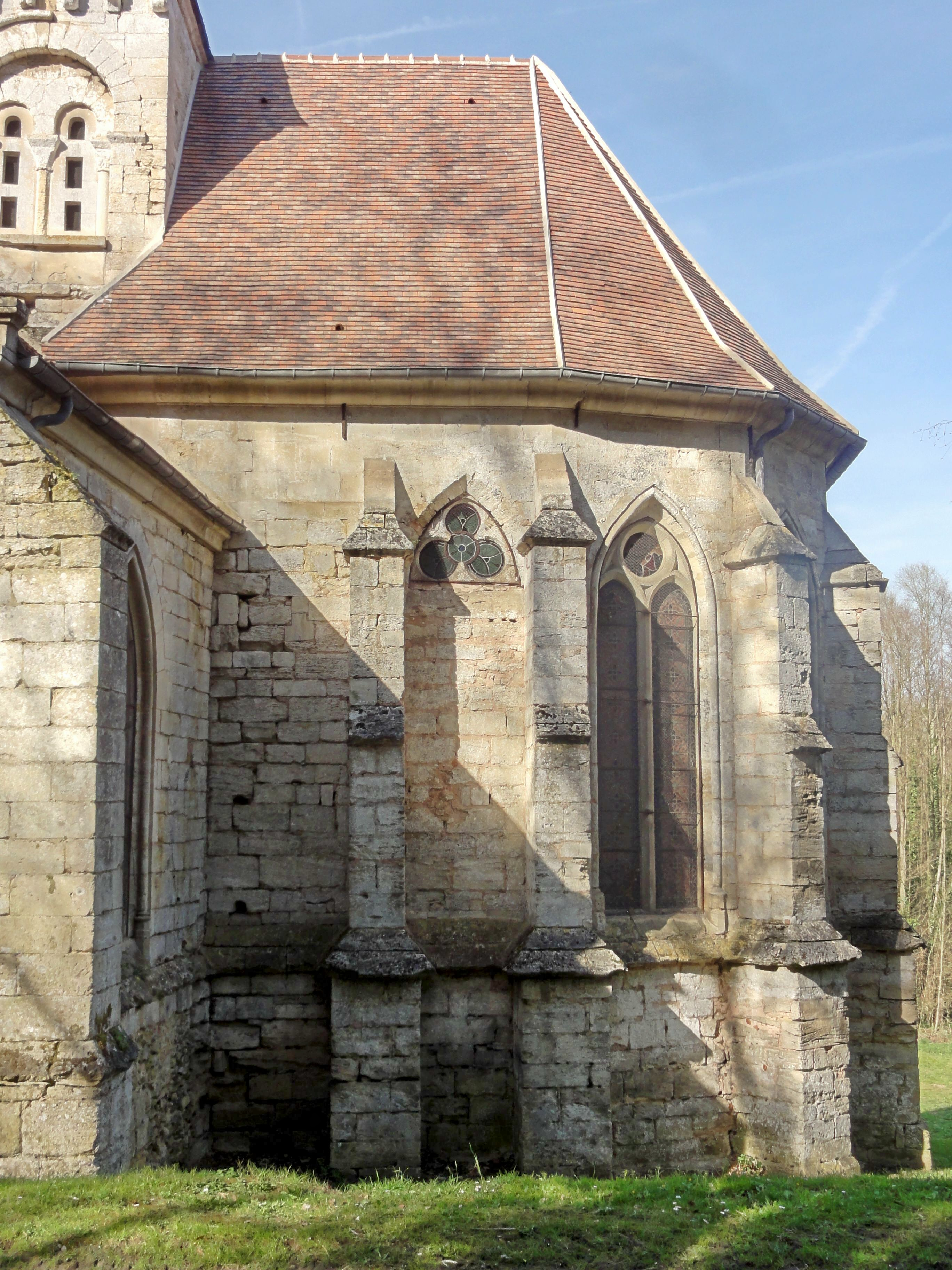
Chœur, vue depuis le sud.
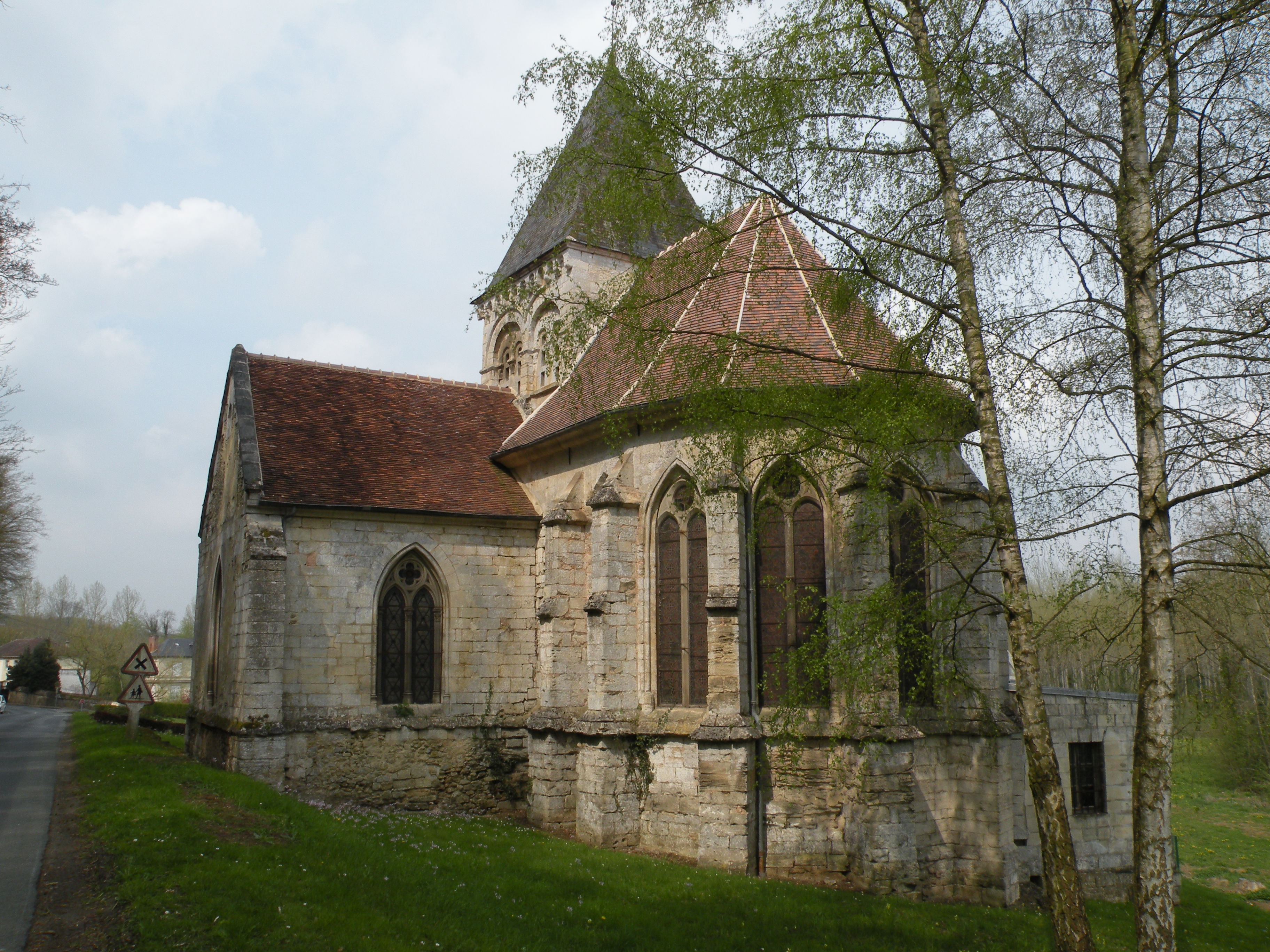
Vue générale depuis le sud-est.

## Mobilier

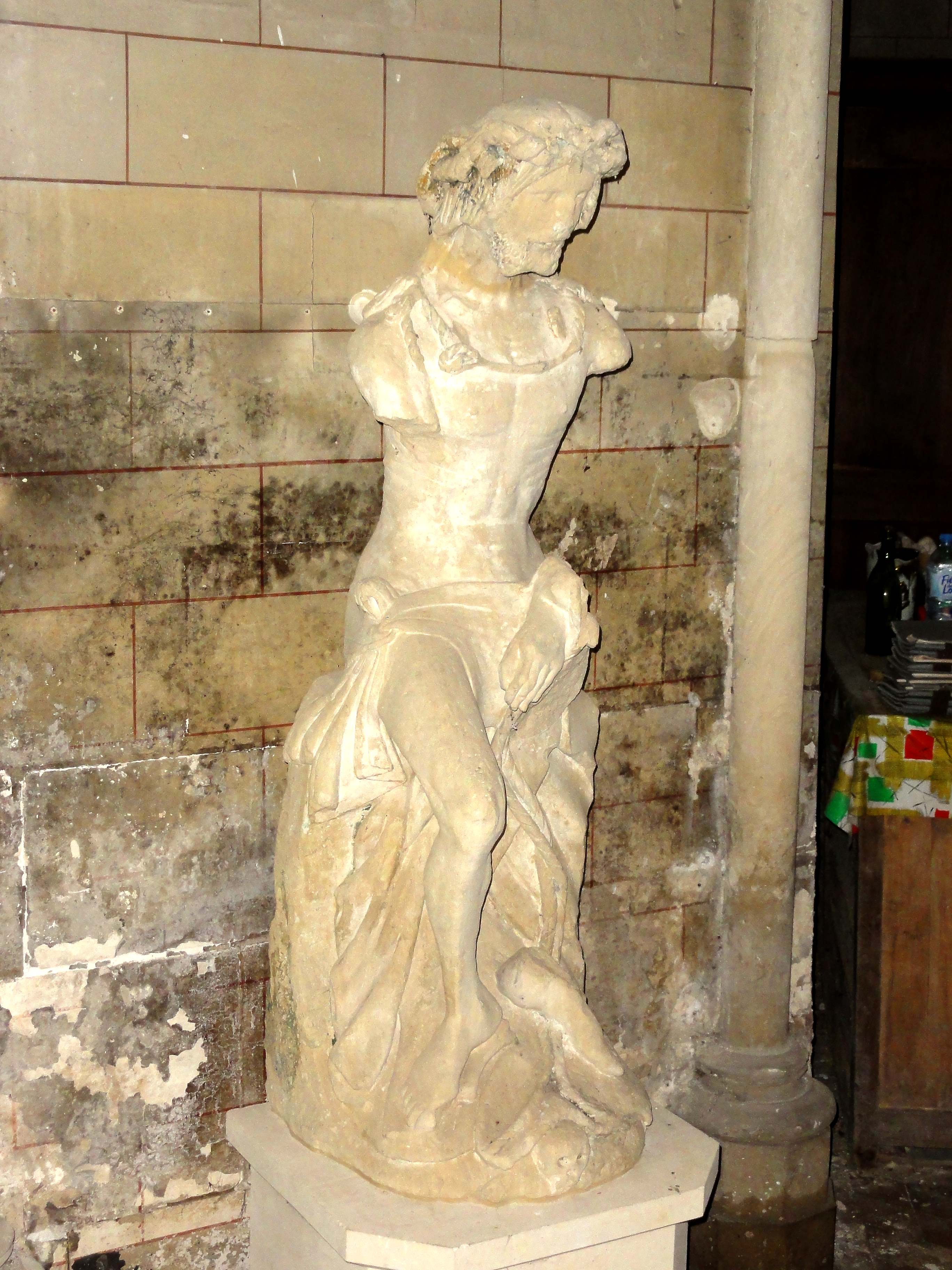
Christ aux liens.

Parmi le mobilier de l'église, sept éléments sont inscrits ou classés monument historique au titre objet. Il y avait en outre une Vierge à l'Enfant en pierre calcaire du XIVe siècle, qui avait été classée en 1908, et a disparu à une date inconnue.
- Le groupe sculpté représentant la Charité de Saint-Martin, en bois polychrome, mesure 90 cm de hauteur et autant de largeur, et date du XVIe siècle. Le mendiant manque. L'œuvre, qui est inscrite depuis février 1993, n'est pas à confondre avec une statue sulpicienne du même sujet, que l'on voit dans le chœur[16].
- Les fonts baptismaux se présentent sous la forme d'une cuve baptismale à infusion en pierre calcaire. Elle est de plan octogonal, très haute, et a les faces légèrement galbées. Le décor se limite à des moulures près de la bordure. Le pied est court et de fort diamètre, et prend la forme d'une plinthe moulurée, comme souvent les bases des piliers à la période flamboyante. Il repose sur un socle octogonal. Les fonts baptismaux, dont la datation reste à établir, sont inscrits depuis février 1993[17].
- Parmi les deux Christ en croix de l'église, l'un est en pierre, et provient de l'ancienne croix de cimetière. Il a été attaché à un crucifix en bois de 310 m de hauteur et de 80 m de largeur, qui prend appui contre le mur septentrional de la nef, derrière les fonts baptismaux. Non encore daté, le Christ est inscrit depuis février 1993[18].
- La chaire à prêcher porte la date de 1650, et est d'un style baroque sobre. La cuve octogonale comporte cinq panneaux de fenestrages strictement identiques, sculptés en haut et en bas du même motif de volutes. Sous la cuve, se profilent des volutes découpées en profil. Les angles de l'abat-voix, également octogonal, sont eux aussi agrémentés de volutes, et une vase avec une grappe de raisin couronne l'ensemble. La chaire est inscrite depuis février 1993[19].
- La statue du Christ aux liens, en pierre calcaire et sculptée en ronde-bosse, mesure 130 cm de hauteur, et date du XVIe siècle. Elle provient sans doute d'une chapelle dite du Christ de pitié, qui existait jadis dans le parc du château de Mouchy-le-Châtel. Oublié depuis des décennies, la statue fut redécouverte dans les combles du transept par le maire, M. Flamant, et l'instituteur, M. Saulnier, vers 1906. Or, les enfants connaissaient depuis longtemps l'existence de la vieille statue, et l'utilisaient pour jouer au massacre. De ce fait, la tête s'était détachée du corps, et est endommagée. L'architecte Bordez, prévenu de la découverte, considère la sculpture comme une pièce de premier ordre, et la date du XIVe siècle. Il souligne la finesse de la sculpture. « Le Christ est assis, les mains liées sur le genou gauche et les jambes également liées. Tout, dans ce corps amaigri, reflète la souffrance, et la sincérité des mouvements du corps et des muscles en fait une œuvre relativement remarquable ». Le corps est longtemps resté dans le grenier, tandis que la tête fut conservée dans la niche du croisillon sud, derrière la grille. Elle a été recollée depuis peu (après les photos de l'Inventaire prises en 1996), et l'œuvre reconstituée est désormais exposée dans l'angle nord-ouest de la croisée du transept. Manquent encore les deux bras, sauf la main gauche, posée sur la cuisse. Le classement au titre objet remonte à novembre 1912[20],[21].
- La statue représentant saint Claude bénissant en tenue épiscopale, assis sur un trône et surmonté d'armoiries, est en bois polychrome. Elle mesure 120 cm de hauteur, et date du XVIe siècle. L'œuvre, qui développe un sujet très peu représenté dans la région, est inscrite depuis février 1993[22].
- La cloche en bronze mesure 105 cm de hauteur et 112 cm de largeur, et date de 1753. Elle porte l'inscription de dédicace suivante : « I'ai été bénite par messir Toussaint Kerpe prêtre et curé de Heilles et nommée Anne par monseigneur Philippe comte de Noailles grand d'Espagne de la première classe chevalier de la toison d'or grand croix de Malte lieutenant général des armées du roy duc et Baron de monchy et Dame Anne Claude Louise d'Arpajon comtesse de Noailles chevalière de l'ordre de Malte ». Le nom du fondeur de cloches n'est pas mentionné. La cloche est classée au titre objet depuis novembre 1912[23].

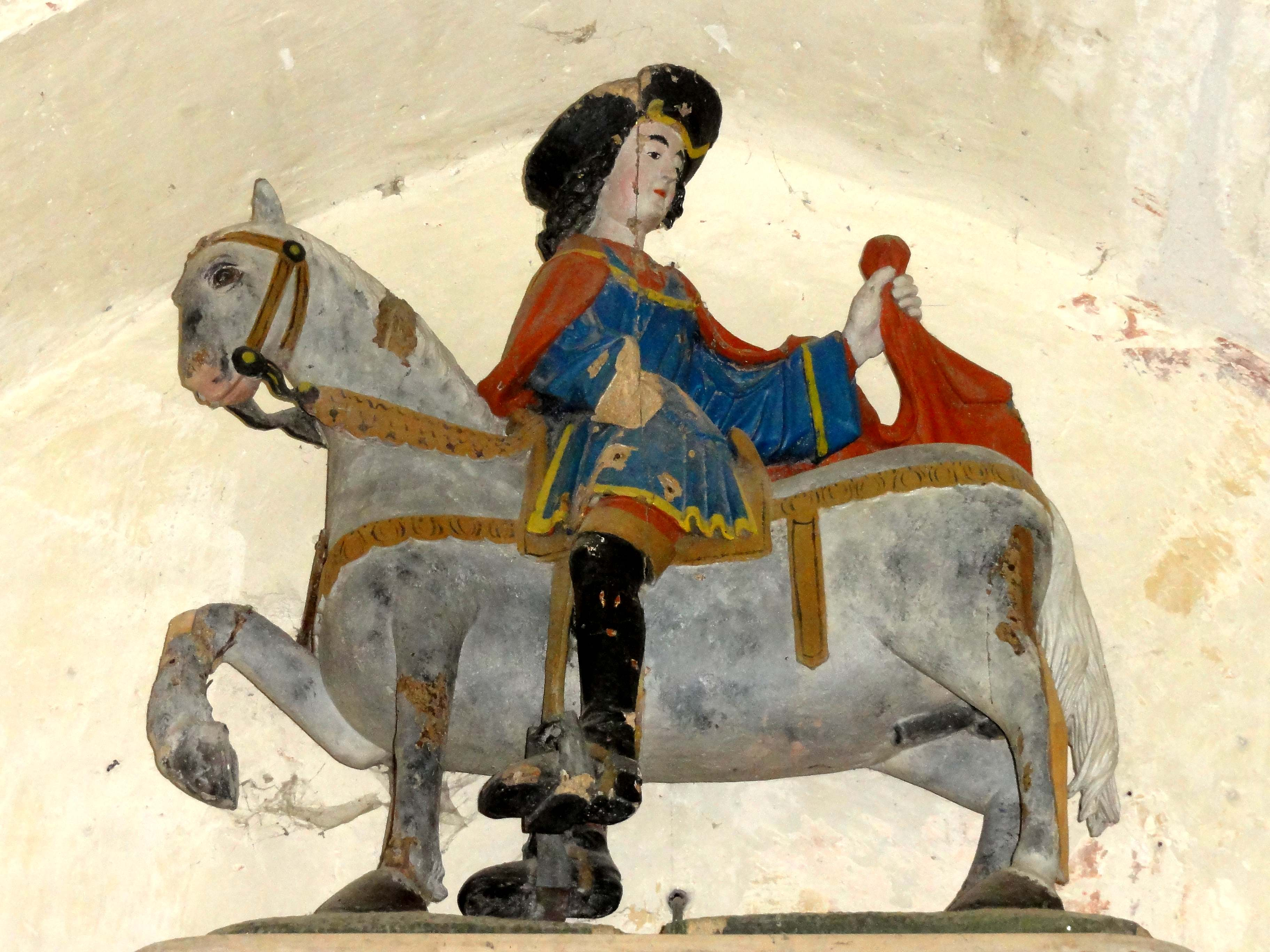
Charité de Saint-Martin.
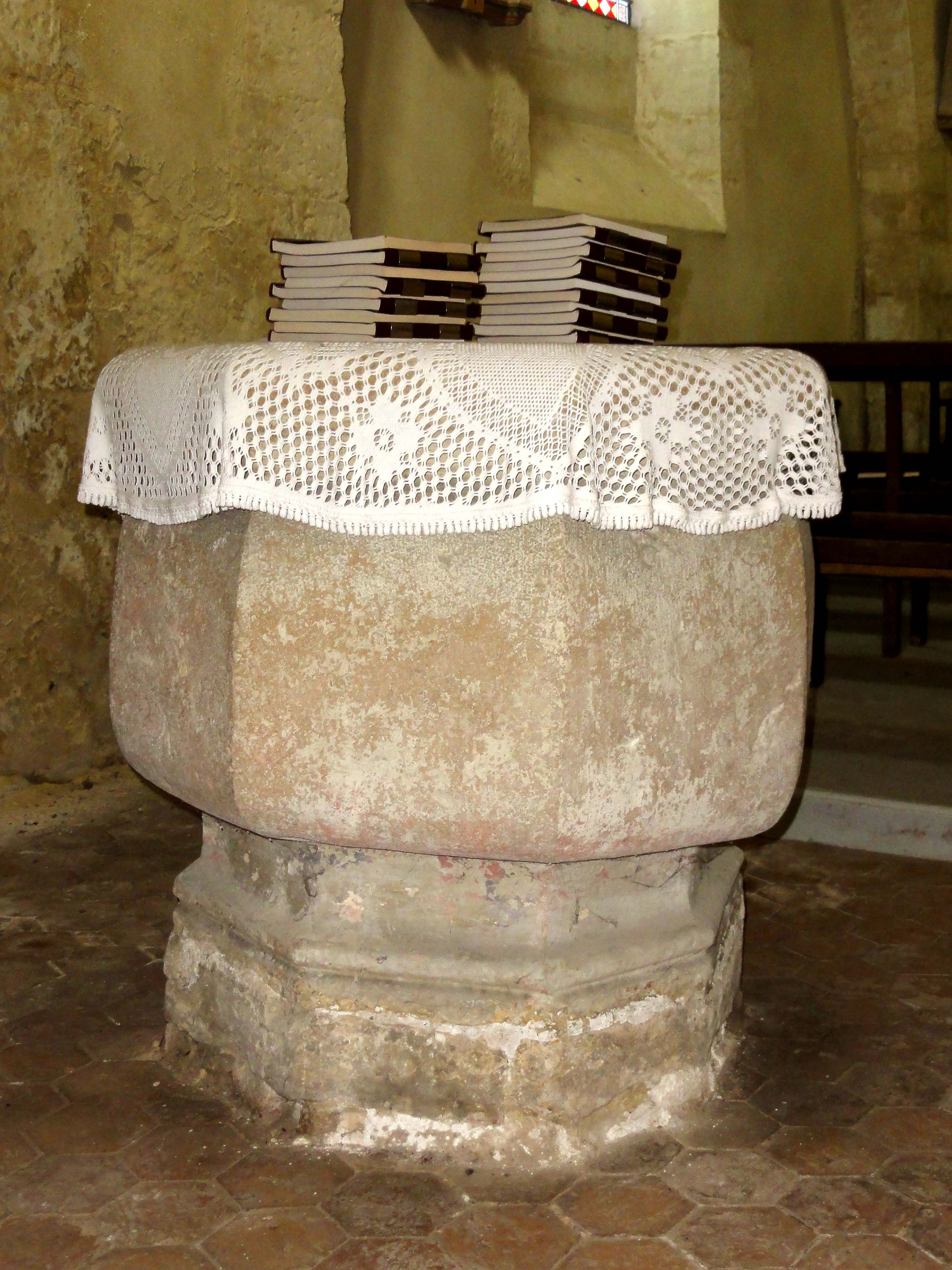
Fonts baptismaux.
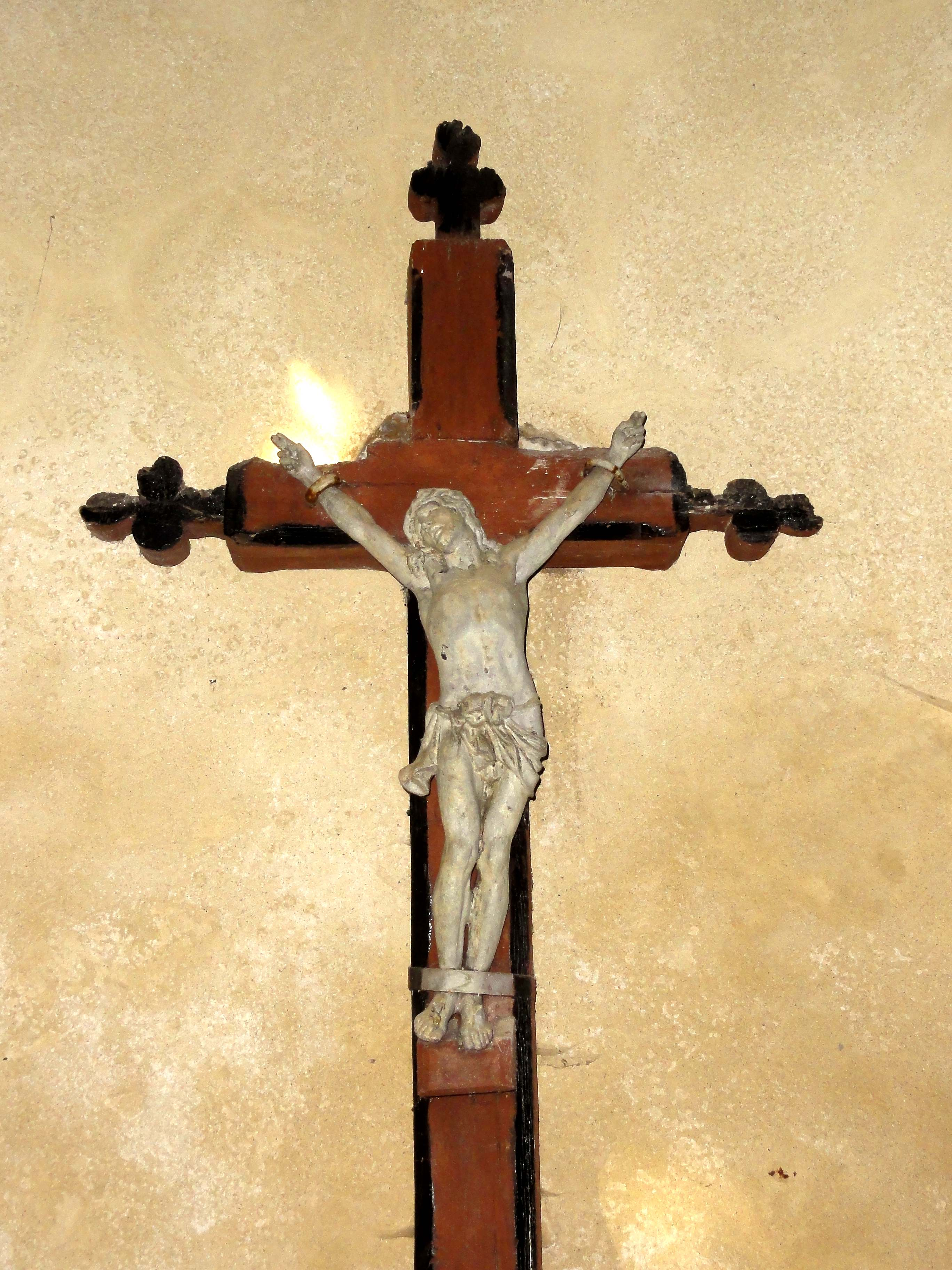
Ancienne croix de cimetière.
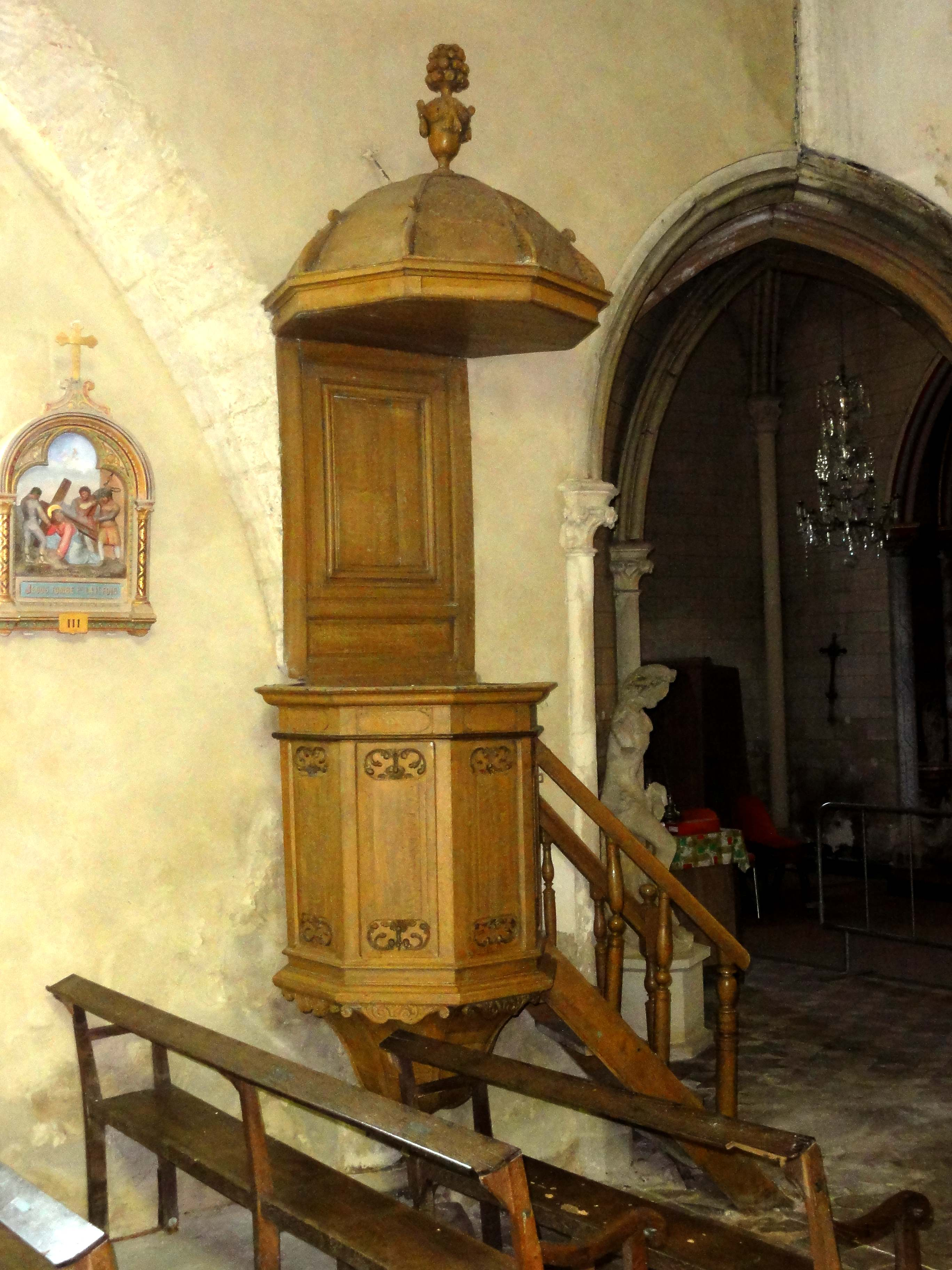
Chaire à prêcher.
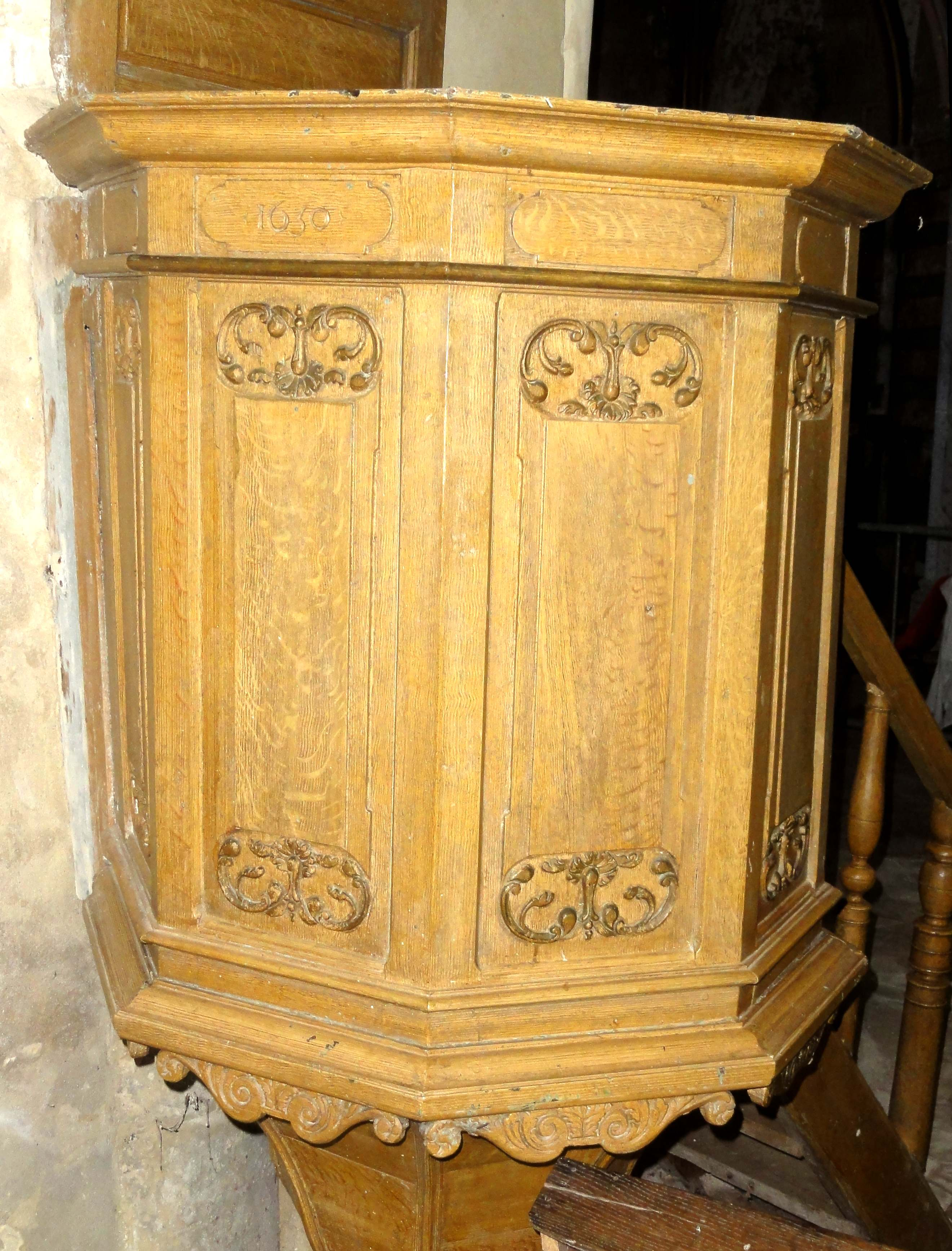
Vue rapprochée de la cuve.
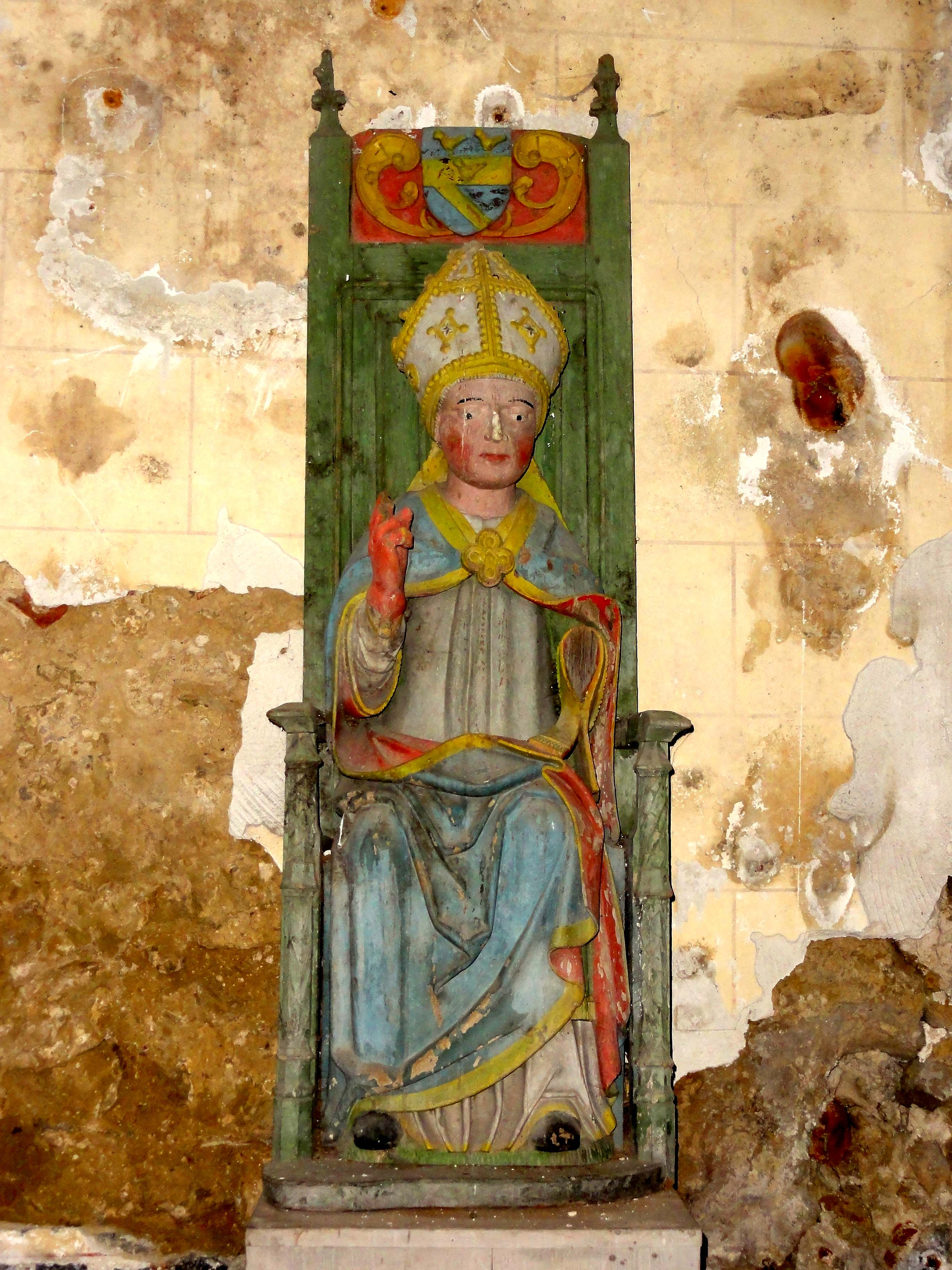
Saint Claude.